# دوشنبه (تاجیکستان)
دوشنبه پایتخت و بزرگ‌ترین شهر تاجیکستان است. بر اساس آمار مارس ۲۰۲۴، جمعیت دوشنبه ۱٬۵۶۴٬۷۰۰ نفر است که بیشتر این جمعیت تاجیک هستند. تا سال ۱۹۲۹، این شهر در روسی به نام دیوشانبه و از سال ۱۹۲۹ تا ۱۹۶۱ به نام استالین‌آباد، پس از ژوزف استالین شناخته می‌شد. دوشنبه در دره حصار واقع شده و از شمال و شرق به رشته‌کوه حصار و از جنوب به کوه‌های قراتاو، عفن‌قادر، آق‌تاو، باباتاق و رنگون‌تاو محدود می‌شود و ارتفاع آن بین ۷۵۰ تا ۹۳۰ متر است. این شهر به چهار ناحیه تقسیم شده‌است: اسماعیل سامانی، ابوعلی سینا، فردوسی و شاه منصور.
در دوران باستان، منطقه‌ای که اکنون دوشنبه مدرن است یا نزدیک به آن، توسط امپراتوری‌ها و اقوام مختلفی از جمله کاربران ابزار موستری، فرهنگ‌های مختلف نوسنگی، شاهنشاهی هخامنشی، یونانی بلخ، امپراتوری کوشان و هپتالیان سکونت داده شد. در قرون وسطی، سکونتگاه‌های بیشتری در نزدیکی دوشنبه امروزی مانند هولبک و کاخ معروف آن آغاز شد. از قرن ۱۷ تا اوایل قرن ۲۰، دوشنبه به یک روستای بازار تبدیل شد که گاهی تحت کنترل بیگ حصار، بلخ و در نهایت بخارا بود، تا اینکه توسط امپراتوری روسیه فتح شد. دوشنبه در سال ۱۹۲۲ توسط بلشویک‌ها تسخیر شد و این شهر در سال ۱۹۲۴ به پایتختی جمهوری سوسیالیستی شوروی خودمختار تاجیکستان تبدیل شد که آغاز توسعه دوشنبه و رشد سریع جمعیت آن تا زمان جنگ داخلی تاجیکستان بود. پس از جنگ، این شهر به پایتختی یک تاجیکستان مستقل تبدیل شد و به رشد و توسعه خود به عنوان یک شهر مدرن ادامه داد و امروزه میزبان بسیاری از کنفرانس‌های بین‌المللی است.
بخش بزرگی از سیستم آموزشی دوشنبه از دوران شوروی به جا مانده و میراثی از کنترل دولتی دارد. امروزه بزرگ‌ترین دانشگاه در دوشنبه، دانشگاه ملی تاجیکستان، توسط دولت تأمین مالی می‌شود. فرودگاه بین‌المللی دوشنبه فرودگاه اصلی این شهر است. سایر اشکال حمل و نقل شامل سیستم ترولی‌بوس مربوط به سال ۱۹۵۵، سیستم ریلی کوچک و جاده‌هایی است که از شهر عبور می‌کنند. برق دوشنبه عمدتاً از طریق برق‌آبی تولید می‌شود که توسط سد نورک تولید می‌شود و سیستم آب قدیمی مربوط به سال ۱۹۳۲ است. سیستم بهداشتی تاجیکستان در دوشنبه متمرکز است، به این معنی که بیمارستان‌های اصلی کشور در این شهر قرار دارند. این شهر ۲۰٪ از تولید ناخالص داخلی تاجیکستان را تشکیل می‌دهد و دارای بخش‌های بزرگ صنعتی، مالی، خرده‌فروشی و گردشگری است. پارک‌ها و مناظر اصلی شهر شامل پارک پیروزی، پارک رودکی، موزه ملی تاجیکستان، میله پرچم دوشنبه و موزه ملی آثار باستانی تاجیکستان است.

## ریشه‌شناسی

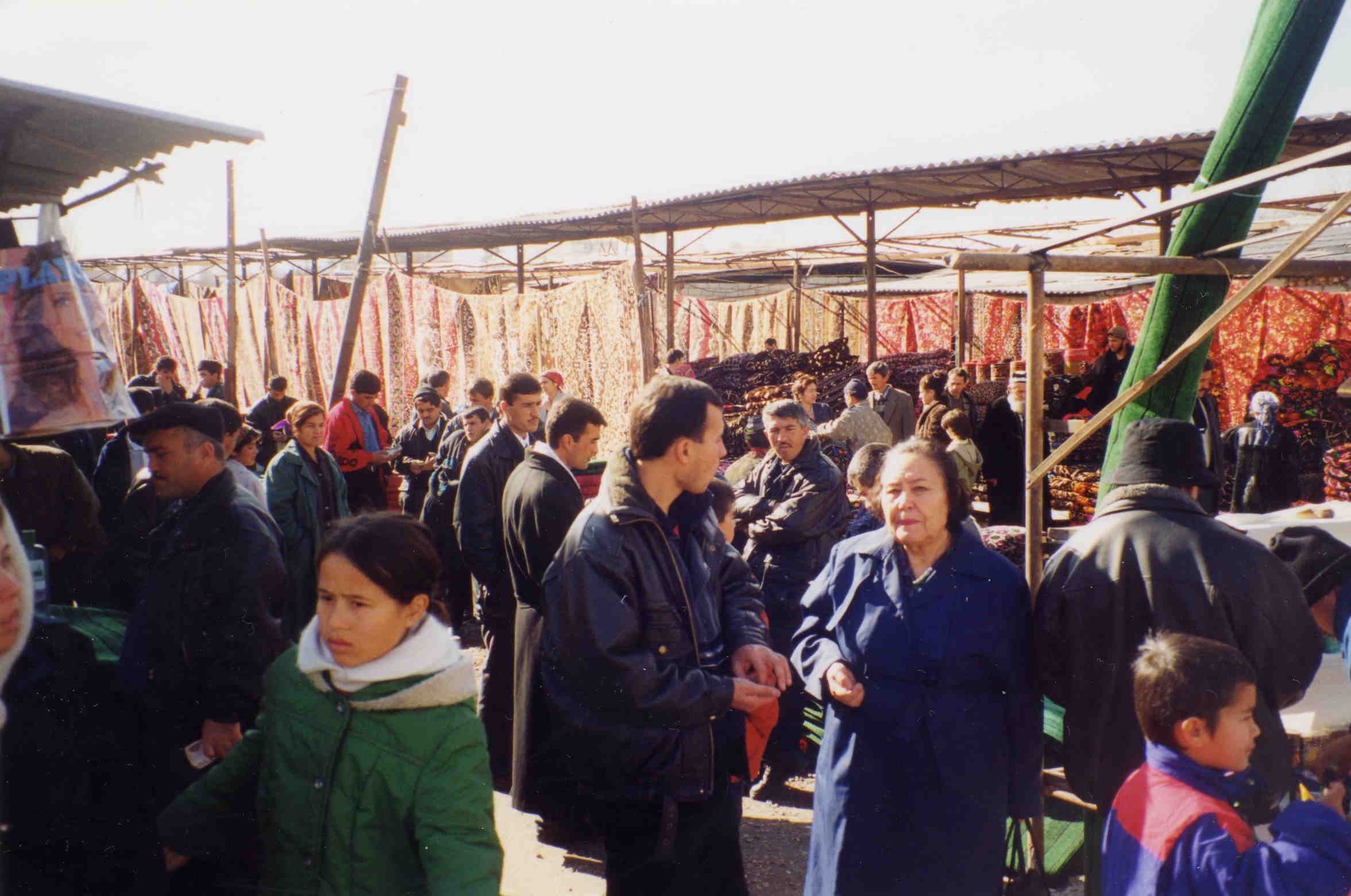
بازار در دوشنبه، ۲۰۰۷

دوشنبه محل یک بازار بزرگ بود که در روزهای دوشنبه دایر می‌شد. این امر موجب پیدایش نام دوشنبه‌بازار (تاجیکی: Душанбе Бозор, Dushanbe Bozor) از دوشنبه شد که در زبان فارسی به معنای دوشنبه است – به معنای واقعی کلمه، دومین روز (دو) پس از شنبه (shanbe). تا سال ۱۹۲۹، این شهر در زبان روسی دوشنبه (روسی: Дюшамбе) نامیده می‌شد. در سال ۱۹۲۹، دولت شوروی نام شهر را به استالین‌آباد (تاجیکی: Сталинобод, روسی: Сталинабад) تغییر داد، به افتخار ژوزف استالین. در سال ۱۹۶۱، در دوران استالین‌زدایی، نام اصلی دوشنبه دوباره به شهر بازگردانده شد.

## تاریخچه

### دوران باستان
در عصر سنگ، استفاده‌کنندگان ابزارهای فرهنگ موستری در دره حصار در نزدیکی دوشنبه امروزی سکونت داشتند. فرهنگ حصار، که ابزارهای سنگی آن در داخل دوشنبه امروزی در محل تلاقی ورزاب و لوچوب کشف شد، فرهنگ بیشکنت و فرهنگ وخش همگی گمان می‌رود که در هزاره دوم پیش از میلاد، در دوره نوسنگی در این دره سکونت داشته‌اند و عمدتاً به دامداری، کشاورزی و بافندگی مشغول بوده‌اند.
نزدیک فرودگاه بین‌المللی دوشنبه، گورهای عصر برنز کشف شده‌اند که قدمت آن‌ها به اواخر هزاره دوم تا آغاز هزاره اول پیش از میلاد می‌رسد. ظروف و سرامیک‌های هخامنشی در ۶ کیلومتری شرق دوشنبه در قبله‌ای یافت شده‌اند، زیرا این شهر از قرن ششم پیش از میلاد تحت کنترل هخامنشیان بود. بقایای باستان‌شناسی یک ارگ کوچک متعلق به قرن پنجم پیش از میلاد در ۴۰ کیلومتری جنوب کشف شده است و تبرهای مسی گوهی‌شکل متعلق به قرن دوم پیش از میلاد نیز کشف شده‌اند.
سلوکیان در سال ۳۱۲ پیش از میلاد این منطقه را فتح کردند. یک سکونتگاه کوچک یونانی-باختری به مساحت حدود ۴۰ هکتار به اواخر قرن سوم پیش از میلاد برمی‌گردد. قدیمی‌ترین سکه یافت شده در این شهر یک سکه یونانی-باختری است که تصویر اوکراتیدس (حکومت ۱۷۱–۱۴۵ پیش از میلاد) را نشان می‌دهد و سکه دیگری نیز یافت شده که تصویر دیونیسوس را نشان می‌دهد. همچنین یک شهر کوشانی در ساحل چپ رودخانه ورزاب از قرن دوم پیش از میلاد تا قرن سوم پس از میلاد وجود داشت که شامل گورستان‌هایی از آن دوره بود. کوشانیان سکونتگاه‌های دیگری مانند گاراوکالا، تپای شاه، شهرینو و ازبکون‌تپه ایجاد کردند. شاهنشاهی ساسانی در قرن پنجم به سغد حمله کرد و احتمالاً سکه‌هایی به عنوان خراج به کیداریان پرداخت کرد که در محل شهر امروزی یافت شده‌اند.
ویرانه‌های یک صومعه بودایی متعلق به دوره هپتالیان در اواخر قرن پنجم تا ششم، که اکنون به تپه آجینه معروف است، در ناحیه وخش در نزدیکی دوشنبه قرار دارد. سکونتگاه‌های دیگری از دوره تخارستان نیز کشف شده‌اند، مانند شهر شیشیکونا که در دوران دوران شوروی ویران شد و در جریان حمله مغول خالی از سکنه شد. تجارت بین‌المللی در این دوره در منطقه رونق گرفت. یک قلعه نیز مربوط به این دوره کشف شده است. در سال ۵۸۲، خاقانات ترک غربی کنترل منطقه را به دست گرفت. در قرن هفتم، یک زائر چینی از این منطقه بازدید کرد و از شهر شومان نام برد که احتمالاً در محل دوشنبه امروزی قرار داشته است.
پس از فتح عرب، سامانیان بر این منطقه تسلط یافتند که در صنایع دستی و تجارت نقش داشت، و در قرون ۱۰ تا ۱۲ شهر قرون وسطایی هولبوک در نزدیکی دوشنبه توسعه یافت که به ویژه شامل کاخ حاکم خولبوک، "گنجینه هنری مردم تاجیک"، در میان دیگر سکونتگاه‌های کوچک قرون وسطایی مانند شیشیخونا بود. قراخانیان سکه‌هایی از سال ۱۰۱۸ تا ۱۰۱۹ ضرب کردند که در این شهر یافت شده است. این شهر از قرن ۱۲ تا ۱۳ تحت نفوذ غوریان قرار گرفت.
سکونتگاه‌های کوچک دیگری در اواخر قرون وسطی پس از حمله مغول تأسیس شدند، مانند عبدلائف و شایناک. تیمور لنگ در این دوره این منطقه را فتح کرد و امپراتوری‌های مختلف دیگری بر این شهر تسلط یافتند. اقتصاد شهر به طور فزاینده‌ای به صنایع دستی و تجارت متکی شد.

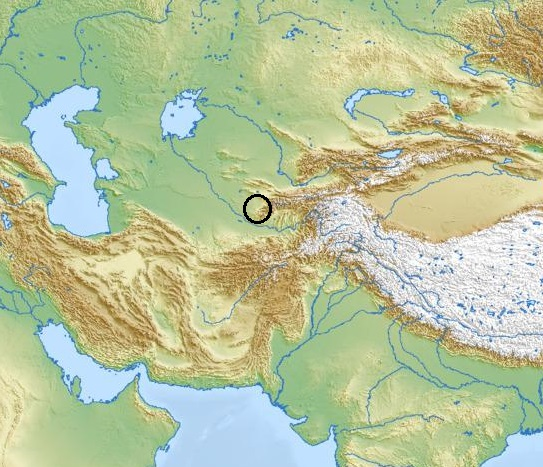
فرهنگ بیشکنت
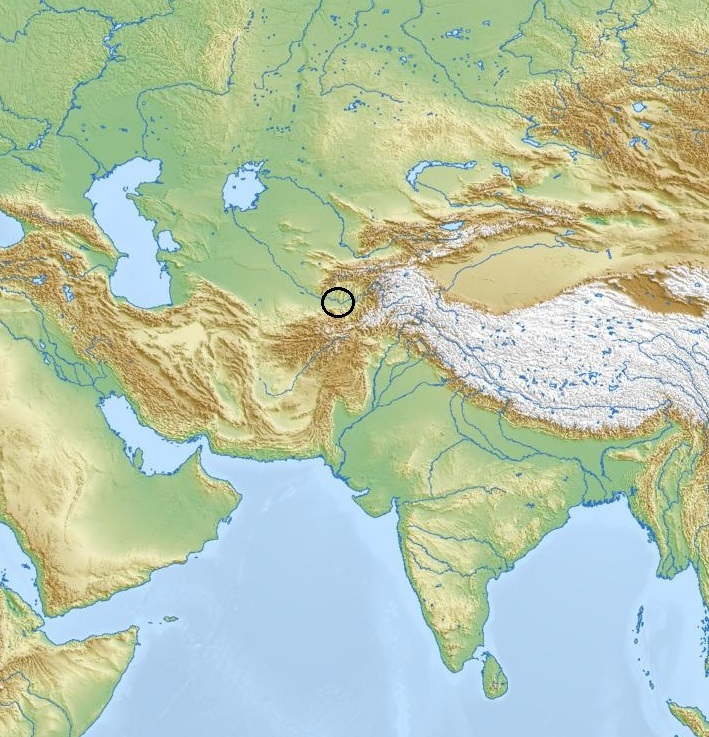
فرهنگ وخش
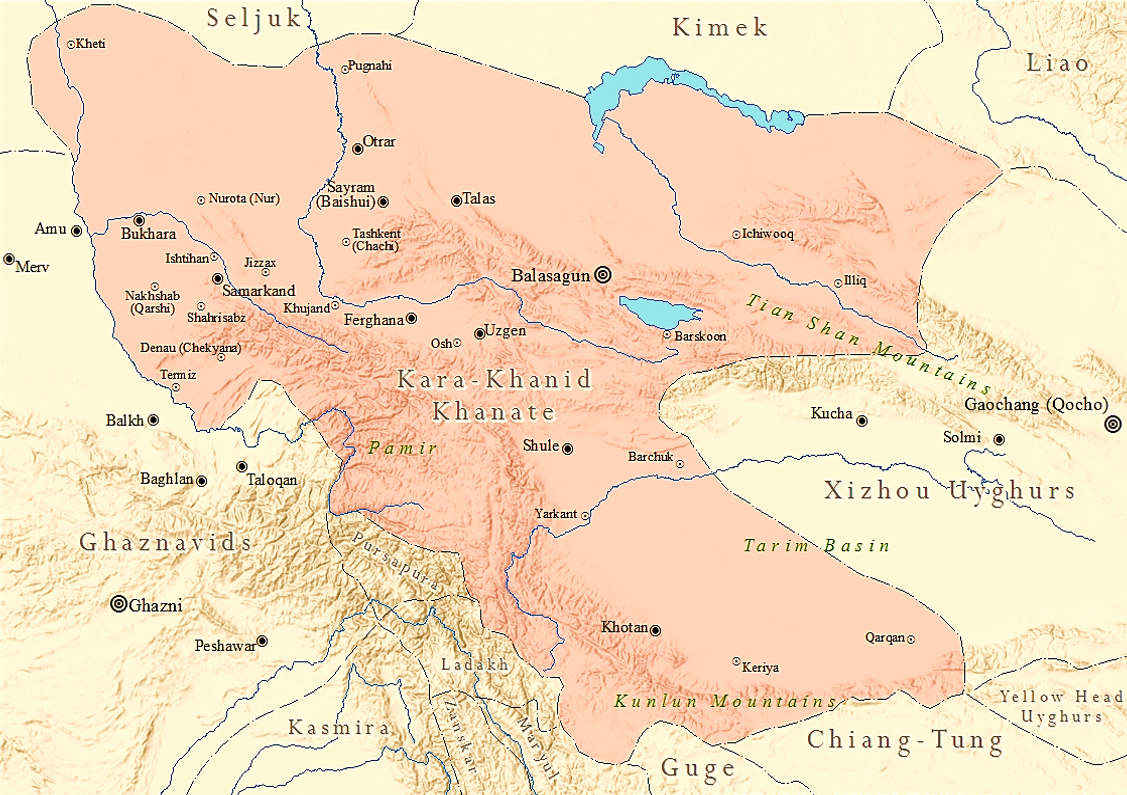
قراخانیان
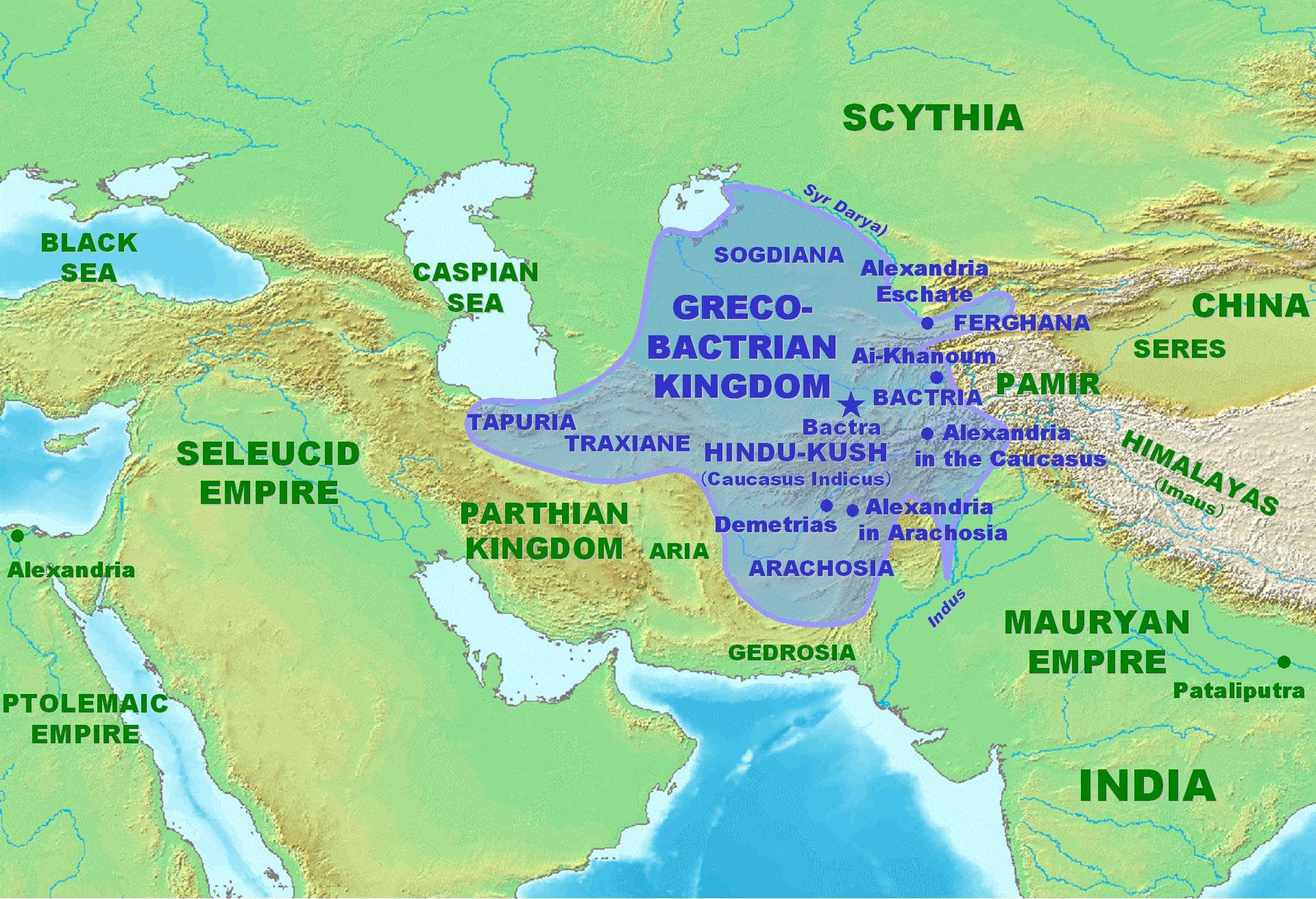
یونانی-باختر

### شهر بازار
نخستین بار نام دوشنبه در سال ۱۶۷۶ در یک سند تاریخی ذکر شد، در نامه‌ای که از سوی سبحان‌قلی بهادر خان بلخ به فئودور سوم تزار روسیه فرستاده شد. با این حال، محمود بن ولی، مورخ بلخی، در دهه ۱۶۳۰ در کتاب «دریای اسرار درباره ارزش‌های والایان» به این منطقه اشاره کرده است. در ابتدا، این شهر «قصبه دوشنبه» (فارسی: قصبه دوشنبه‎ қасабаи Душанбе) نامیده می‌شد، زمانی که تحت کنترل بلخ بود. این نام هم وضعیت دوشنبه را به عنوان یک شهر نشان می‌داد، زیرا قصبه به معنای شهر است، و هم نفوذ تجارت را، زیرا نام دوشنبه، که در فارسی به معنای روز دوشنبه است، به دلیل بازار بزرگی بود که در این روستا در روزهای دوشنبه برپا می‌شد. موقعیت دوشنبه در میان مسیرهای کاروانی که از دره حصار از طریق قره‌تگین به دره علای در جهت شرق-غرب، و از شمال به جنوب به رودخانه کافرنهان و سپس به دره وخش و افغانستان از طریق گذرگاه انزاب از دره فرغانه و دره‌های زرافشان منتهی می‌شد که در نهایت بازرگانان را به بخارا، سمرقند، پامیر و افغانستان می‌رساند، انگیزه توسعه بازار آن را فراهم کرد. در آن زمان، این شهر حدود ۷۰۰۰–۸۰۰۰ نفر جمعیت و حدود ۵۰۰–۶۰۰ خانوار داشت.

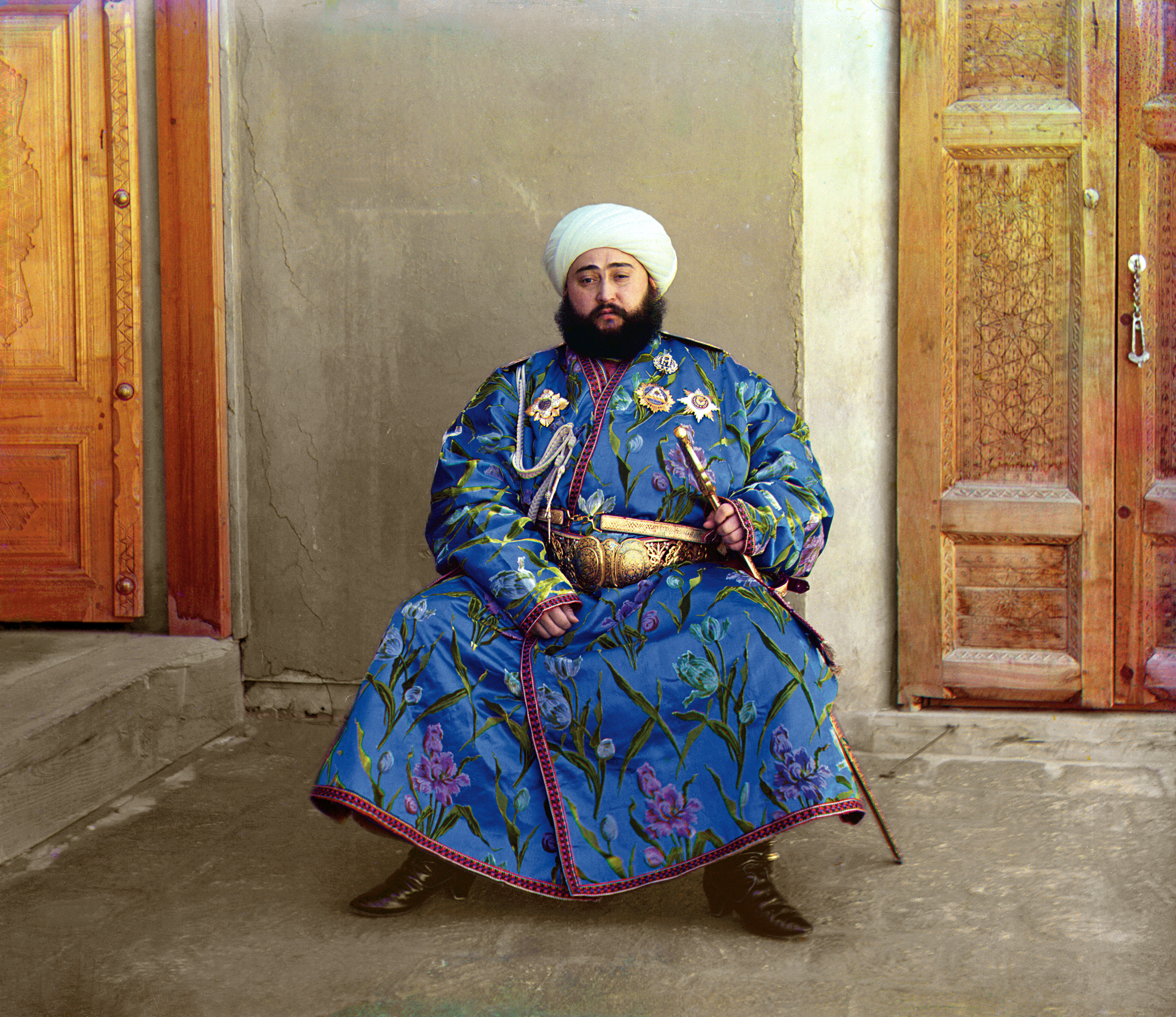
عکس رنگی سال ۱۹۱۱ از آخرین امیر بخارا، عالم خان

تا سال ۱۸۲۶، این شهر «دوشنبه قرغان» (تاجیکی: Душанбе Қурғон، Dushanbe Qurghon، با پسوند qurƣon از ترکی qurğan، به معنای «قلعه») نامیده می‌شد. نخستین بار در سال ۱۸۷۵ به صورت روسی شده «دوشانبه» (Дюшамбе) نوشته شد. این شهر دارای یک کاروانسرا بود، محل توقف مسافران به سمرقند، خجند، کولاب و پامیر. در آغاز قرن نوزدهم، دارای ۱۴ مسجد با مکتب، ۲ مدرسه و ۱۴ چایخانه بود. در آن زمان، این شهر یک ارگ در ساحل شیب‌دار سمت چپ رودخانه ورزاب با ۱۰۰۰۰ نفر سکنه بود. این شهر مرکز تولید بافندگی، دباغی و ذوب آهن در منطقه بود. دولت‌های مختلف، از جمله حصار، در قرن هجدهم و اوایل قرن نوزدهم، علیرغم ادعاهای حاکمیت بخارا، بر این شهر اعمال نفوذ می‌کردند. در سال ۱۸۶۸، دولت تزاری سلطه خود را بر بخارا برقرار کرد. در محیط ناپایدار مداخله روسیه و شورش‌های محلی، بخارا منطقه دوشنبه را تصرف کرد، کنترلی که امارت توانست از طریق تأسیس تدریجی یک دولت متمرکز تحت نفوذ روسیه حفظ کند. نخستین بیمارستان در این روستا در سال ۱۹۱۵ با سرمایه‌گذاری روسیه ساخته شد و یک خط آهن اولیه برای اتصال این شهر بازار به سیستم راه‌آهن روسیه در سال ۱۹۰۹ پیشنهاد شد، اما پس از بررسی مشخص شد که این سرمایه‌گذاری سودآور نخواهد بود، اگرچه این شهر یک خط آهن فعال به کاگان داشت.
در سال ۱۹۲۰، آخرین امیر بخارا پس از سرنگونی توسط انقلاب بلشویکی، مدت کوتاهی در دوشنبه پناهنده شد. پس از آنکه ارتش سرخ در سال بعد این منطقه را فتح کرد، او در ۴ مارس ۱۹۲۱ به افغانستان گریخت. در فوریه ۱۹۲۲، این شهر پس از یک محاصره توسط نیروهای باسماچی به رهبری انور پاشا تصرف شد، اما در ۱۴ ژوئیه ۱۹۲۲ دوباره تحت سلطه بلشویک‌ها قرار گرفت کمی پیش از مرگ انور پاشا در ۴ اوت ۱۹۲۲ در خارج از دوشنبه. این شهر تا زمان تشکیل جمهوری خودمختار شوروی تاجیکستان بخشی از جمهوری شوروی خلق بخارا بود.

#### پایتخت جمهوری خودمختار شوروی تاجیکستان

تقسیمات ملی آسیای مرکزی؛ جمهوری خودمختار شوروی تاجیکستان به رنگ بنفش روشن است

دوشنبه در اکتبر ۱۹۲۴ به عنوان پایتخت جمهوری خودمختار شوروی سوسیالیستی تاجیکستان به عنوان بخشی از جمهوری سوسیالیستی ازبکستان شوروی اعلام شد و دولت رسماً در ۱۵ مارس ۱۹۲۵ آغاز به کار کرد.
دوشنبه به جای روستاهای پرجمعیت‌تر در تاجیکستان به دلیل نقش آن به عنوان چهارراه تاجیکستان انتخاب شد، زیرا بازار بزرگ آن به عنوان محل ملاقات بسیاری از جمعیت تاجیکستان عمل می‌کرد. در کنار بازار آن، تجارت پر رونق دام و همچنین تجارت پارچه، چرم، محصولات قلع و سلاح نیز وجود داشت. آب و هوای معتدل آب و هوای مدیترانه‌ای دلیل دیگری بود که مقامات شوروی این شهر را به عنوان پایتخت انتخاب کردند.
پیش از نقل مکان امیر به این شهر، دوشنبه تنها جمعیت یهودی در بخارای شرقی (حدود ۶۰۰ نفر) را داشت که در تجارت و خیاطی مشغول بودند. با این حال، هنگامی که امیر در سال ۱۹۲۰ به این شهر نقل مکان کرد، اموال جمعیت یهودی غارت شد و یهودیان به حصار منتقل شدند. آنها تنها با فتح شهر توسط ارتش سرخ اجازه بازگشت به دوشنبه را یافتند و در دهه‌های ۱۹۲۰ و ۱۹۳۰ جمعیت آنها به تدریج با مهاجران بخارایی افزایش یافت. دوشنبه همچنین در روزهای پایانی امارت بخارا به طور رسمی به عنوان پایتخت آن به رسمیت شناخته شد، زیرا به عنوان آخرین پناهگاه آخرین امیر بخارا در جریان فتح آن توسط اتحاد جماهیر شوروی خدمت می‌کرد، که احتمالاً عامل انگیزشی دیگری برای تصمیم‌گیری برای تأسیس پایتخت جدید جمهوری خودمختار در این روستا بود. جمعیت در جریان فتح شوروی و شورش‌های باسماچی از ۳۱۴۰ نفر در سال ۱۹۲۰ به تنها ۲۸۳ نفر در سال ۱۹۲۴ کاهش یافت و تنها ۴۰ خانه باقی مانده بود. برای کمک به بهبود، مقامات شوروی به طور موقت بسیاری از جمعیت را از پرداخت مالیات معاف کردند. در سال ۱۹۲۳، شوروی‌ها نخستین خط تلگراف دوشنبه را به بخارا ایجاد کردند، نخستین خط آهن آن را به ترمذ آغاز کردند، و در سال ۱۹۲۴ یک مرکز تلفن راه‌اندازی کردند. در ۱۲ اوت ۱۹۲۴، نخستین روزنامه شهر، «صدای شرق» (روسی: Овози Шарк)، به زبان عربی منتشر شد و اندکی پس از آن یک روزنامه به زبان روسی، «تاجیکستان سرخ» (روسی: Красный Таджикистан)، شروع به انتشار کرد. نیروگاه‌ها و برق در این دوره به دوشنبه معرفی شدند. تا پایان سال ۱۹۲۴، نخستین خطوط منظم هواپیمایی از دوشنبه به بهره‌برداری رسید، با یک اتصال به بخارا و بعداً یک اتصال به تاشکند. اداره پست نیز در همان سال تأسیس شد. ساخت راه‌آهن در ۲۴ ژوئن ۱۹۲۶ آغاز شد و در نوامبر ۱۹۲۹ به پایان رسید و دوشنبه را به راه‌آهن سراسری ماوراء خزر متصل کرد و باعث رشد اقتصادی شد. در سال ۱۹۲۵، نخستین مدرسه شبانه‌روزی پسرانه در پایتخت ساخته شد. در ۱ سپتامبر ۱۹۲۷، نخستین دانشکده تربیتی در دوشنبه افتتاح شد و در نوامبر جاده موتوری از دوشنبه به کولاب به پایان رسید. به منظور افزایش جمعیت و توسعه پایتخت، به تاجیک‌ها از مناطق روستایی کمک و قطعات زمین رایگان در پایتخت داده شد.

### پایتخت جمهوری سوسیالیستی تاجیکستان شوروی

یادبود جنگ جهانی دوم در دوشنبه

جمهوری سوسیالیستی تاجیکستان شوروی که پیش از این جمهوری خودمختار شوروی تاجیکستان بود، در سال ۱۹۲۹ از جمهوری سوسیالیستی ازبکستان شوروی جدا شد و پایتخت آن دوشانبه در ۱۹ اکتبر ۱۹۲۹ به افتخار ژوزف استالین به «استالین‌آباد» (روسی: Сталинабад؛ تاجیکی: Сталинобод Stalinobod) تغییر نام یافت و روستاهای مجاور شاه‌منصور، مولانا و سری آسیو را در خود جای داد.
در سال‌های بعد، شهر با سرعت زیادی توسعه یافت. شوروی‌ها این منطقه را به مرکز تولید پنبه و ابریشم تبدیل کردند و ده‌ها هزار نفر به این شهر نقل مکان کردند. جمعیت همچنین با مهاجرت هزاران نفر از قوم تاجیک از ازبکستان پس از انتقال بخارا و سمرقند به جمهوری سوسیالیستی ازبکستان به عنوان بخشی از تقسیمات ملی در آسیای مرکزی افزایش یافت. صنعت در این دوره محدود و متمرکز بر تولید محلی بود، اگرچه تا سال ۱۹۴۰ نسبت به سال ۱۹۱۳ نه برابر افزایش یافته بود. نخستین خط اتوبوس در سال ۱۹۳۰ آغاز به کار کرد و در سال ۱۹۳۸، اعضای کامسامول دریاچه دریاچه کامسامولسکویه را در این شهر ساختند.

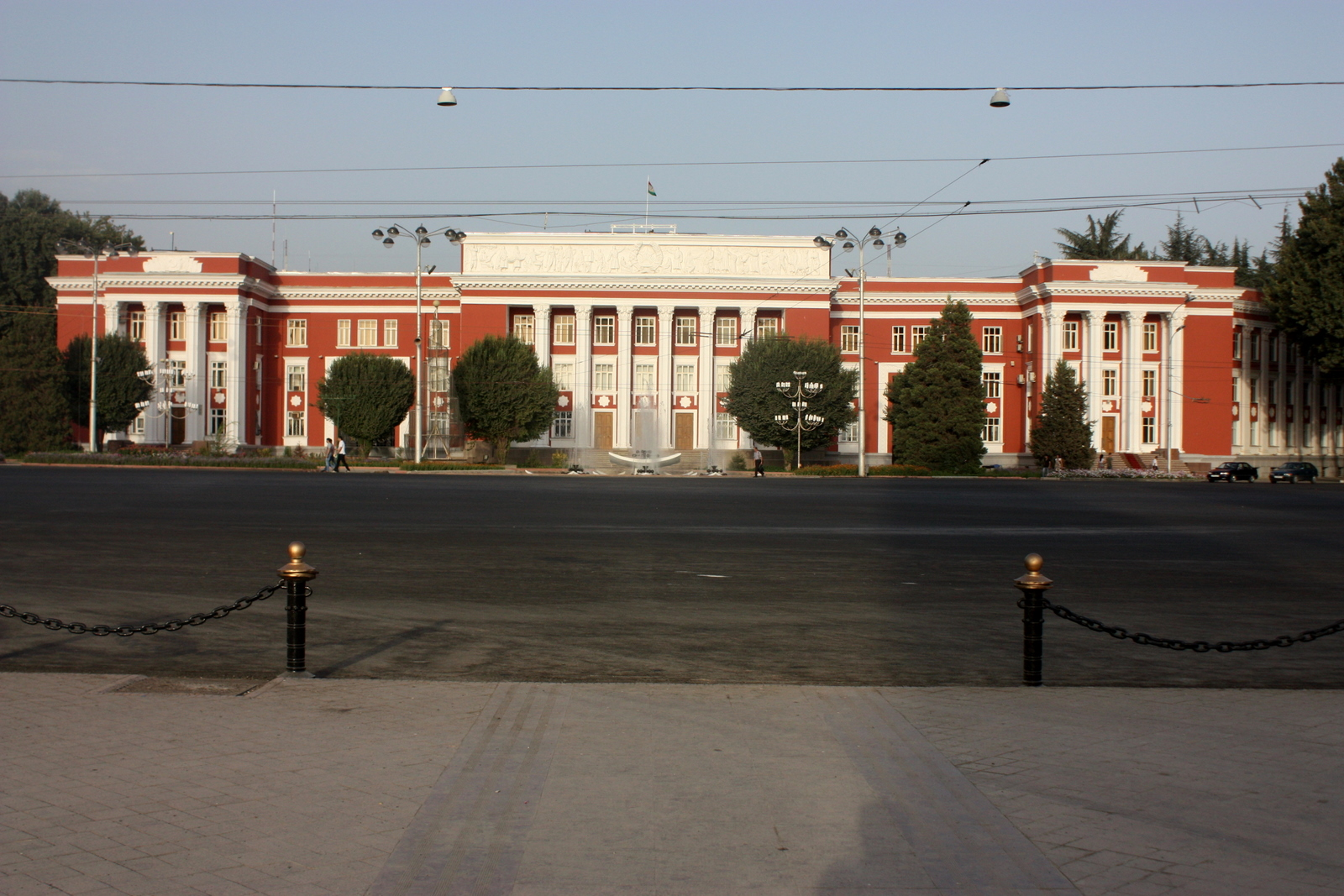
ساختمان سابق شورای عالی
ساختمان سابق کمیته مرکزی، تخریب شده در سال ۲۰۲۱

بسیاری از این پروژه‌ها در دوره شهرداری عبدالکریم روزیکوف در سال‌های ۱۹۲۵–۱۹۳۲، یکی از نخستین شهرداران دوشنبه، رخ داد که تلاش کرد با مدرن‌سازی و شهرسازی آن را به یک «شهر کمونیستی نمونه» تبدیل کند. میخائیل کالینین به توسعه صنعتی دوشنبه ادامه داد، دریاچه کامسامولسکویه را ساخت و صنعت را در شهر ترویج کرد. در اواخر این دوره، در اواخر دهه ۱۹۳۰، ۴۲۹۵ ساختمان در دوشنبه وجود داشت.
در طول جنگ جهانی دوم، جمعیت دوشنبه و تاجیکستان با ۱۰۰۰۰۰ نفر تخلیه‌شده از جبهه شرقی افزایش یافت که منجر به استقرار ۱۷ بیمارستان در این شهر شد. صنعت شهر نیز در طول جنگ به شدت افزایش یافت، زیرا شوروی‌ها می‌خواستند زیرساخت‌های حیاتی را به مناطق دور از خطوط دشمن منتقل کنند و صنایعی مانند تولید نساجی و فرآوری مواد غذایی رشد کردند. در سال ۱۹۵۴، ۳۰ مدرسه در این شهر وجود داشت؛ یک مؤسسه پزشکی به نام ابوعلی سینا؛ آکادمی علوم استالین‌آباد؛ دانشگاه استالین‌آباد که در سال ۱۹۴۷ تأسیس شد و ۱۵۰۰ دانشجو داشت؛ و مؤسسه تربیت معلم زنانه استالین‌آباد که در ۱ سپتامبر ۱۹۵۳ تأسیس شد. در سال ۱۹۶۰، با افتتاح خط لوله گاز از قیزیل به تومشوک به دوشنبه، گازرسانی به پایتخت رسید. در ۱۰ نوامبر ۱۹۶۱، به عنوان بخشی از استالین‌زدایی، استالین‌آباد دوباره به دوشنبه تغییر نام یافت، نامی که تا به امروز حفظ کرده است. در سال ۱۹۶۰، تحت رهبری محمودبک نارزیبکوف، نخستین باغ وحش در این شهر ساخته شد. بعدها در این دهه، شهردار برنامه‌ای برای پایان دادن به کمبود مسکن و ارائه آپارتمان‌های رایگان تدوین کرد.
سد نورک، که در آن زمان بلندترین سد جهان بود، در ۹۰ کیلومتری جنوب شرقی دوشنبه در دهه ۱۹۶۰ به پایان رسید. ساخت سد راغون، بالادست سد نورک، نیز در آن دوره آغاز شد. هر دو ابرپروژه‌هایی بودند که برای نمایش نوآوری و توسعه شوروی در تاجیکستان در نظر گرفته شده بودند. با این حال، در حالی که سد نورک تکمیل شد، پروژه سد راغون در دهه ۱۹۷۰ به دلیل دوره رکود رشد اقتصادی شوروی لغو شد. در ۲ اوت ۱۹۷۹، جمعیت دوشنبه به ۵۰۰۰۰۰ نفر رسید و بالاترین نرخ رشد جمعیت را در اتحاد جماهیر شوروی داشت.

#### شورش‌ها و ناآرامی‌ها

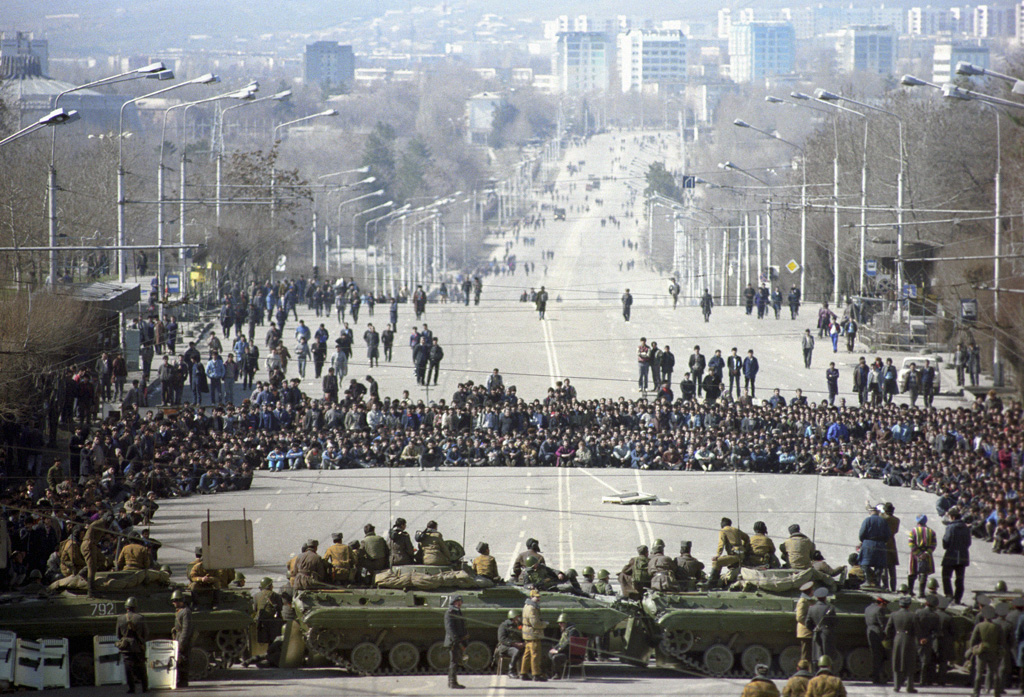
شورش‌های فوریه ۱۹۹۰ در دوشنبه

در دهه ۱۹۸۰، مشکلات زیست‌محیطی و جرم و جنایت شروع به افزایش کرد. خشونت‌های جمعی، هولیگانیسم، مشروب‌خواری افراطی و حملات خشونت‌آمیز رایج‌تر شد. در سال ۱۹۸۷ حمله‌ای به دانشجویان خارجی در مؤسسه کشاورزی رخ داد و دو سال بعد شورشی در مؤسسه تربیت معلم به وقوع پیوست. افزایش منطقه‌گرایی نیز جمهوری سوسیالیستی را بی‌ثبات کرد.
در ۱۰–۱۱ فوریه ۱۹۹۰، ۳۰۰ تظاهرکننده در ساختمان کمیته مرکزی حزب کمونیست تجمع کردند پس از آنکه شایعه شد دولت اتحاد جماهیر شوروی قصد دارد ده‌ها هزار پناهنده ارمنی را به تاجیکستان منتقل کند. در واقع، تنها ۲۹ ارمنی به دوشنبه رفتند و توسط اعضای خانواده خود اسکان داده شدند. با این حال، جمعیت همچنان افزایش یافت و به ۳–۵ هزار نفر رسید؛ اندکی بعد، خشونت آغاز شد. به سرعت حکومت نظامی اعلام شد و نیروها برای محافظت از اقلیت‌های قومی و دفاع در برابر خرابکاری و غارت اعزام شدند. با این حال، تعداد معترضان به طور قابل توجهی افزایش یافت و آنها به ساختمان کمیته مرکزی حمله کردند. ۲۹ ارمنی پس از شلیک گلوله با یک پرواز اضطراری به سرعت تخلیه شدند.
چند روز بعد، در حالی که غارت همچنان در سراسر شهر ادامه داشت، تظاهرکنندگان کمیته موقت مردمی یا کمیته موقت حل بحران را ایجاد کردند که خواسته‌هایی مانند «اخراج پناهندگان ارمنی، استعفای دولت و برکناری حزب کمونیست تاجیکستان، تعطیلی کارخانه ذوب آلومینیوم در غرب تاجیکستان به دلایل زیست‌محیطی، توزیع عادلانه سود حاصل از تولید پنبه و آزادی ۲۵ معترض بازداشت شده» را مطرح کرد.
بسیاری از مقامات عالی رتبه استعفا دادند و هدف محافظان از سرنگونی دولت تقریباً موفق شد، اما نیروهای اتحاد جماهیر شوروی وارد شهر شدند، خواسته‌ها را غیرقانونی اعلام کردند و استعفای مقامات عالی رتبه را رد کردند. ۱۶–۲۵ نفر در این خشونت‌ها کشته شدند؛ بسیاری اگر نگوییم بیشتر آنها روس بودند.
این شورش‌ها عمدتاً ناشی از نگرانی‌ها در مورد کمبود مسکن برای جمعیت تاجیک بود، اما همزمان با موجی از ناآرامی‌های ملی‌گرایانه بود که در دوره افول حکومت میخائیل گورباچف، ورای قفقاز و دیگر کشورهای آسیای مرکزی را فرا گرفت.
پس از افزایش اپوزیسیون سازمان‌یافته از سوی حزب دموکراتیک تاجیکستان و رستخیز، گلاسنوست توسط میخائیل گورباچف، انقباض اقتصادی و افزایش مخالفت نخبگان منطقه‌ای، قهار محکموف در ۲۷ اوت ۱۹۹۱ حزب کمونیست تاجیکستان را منحل کرد و روز بعد از حزب استعفا داد. در ۹ سپتامبر ۱۹۹۱، دولت تاجیکستان استقلال خود را از اتحاد جماهیر شوروی اعلام کرد.

### پایتخت تاجیکستان

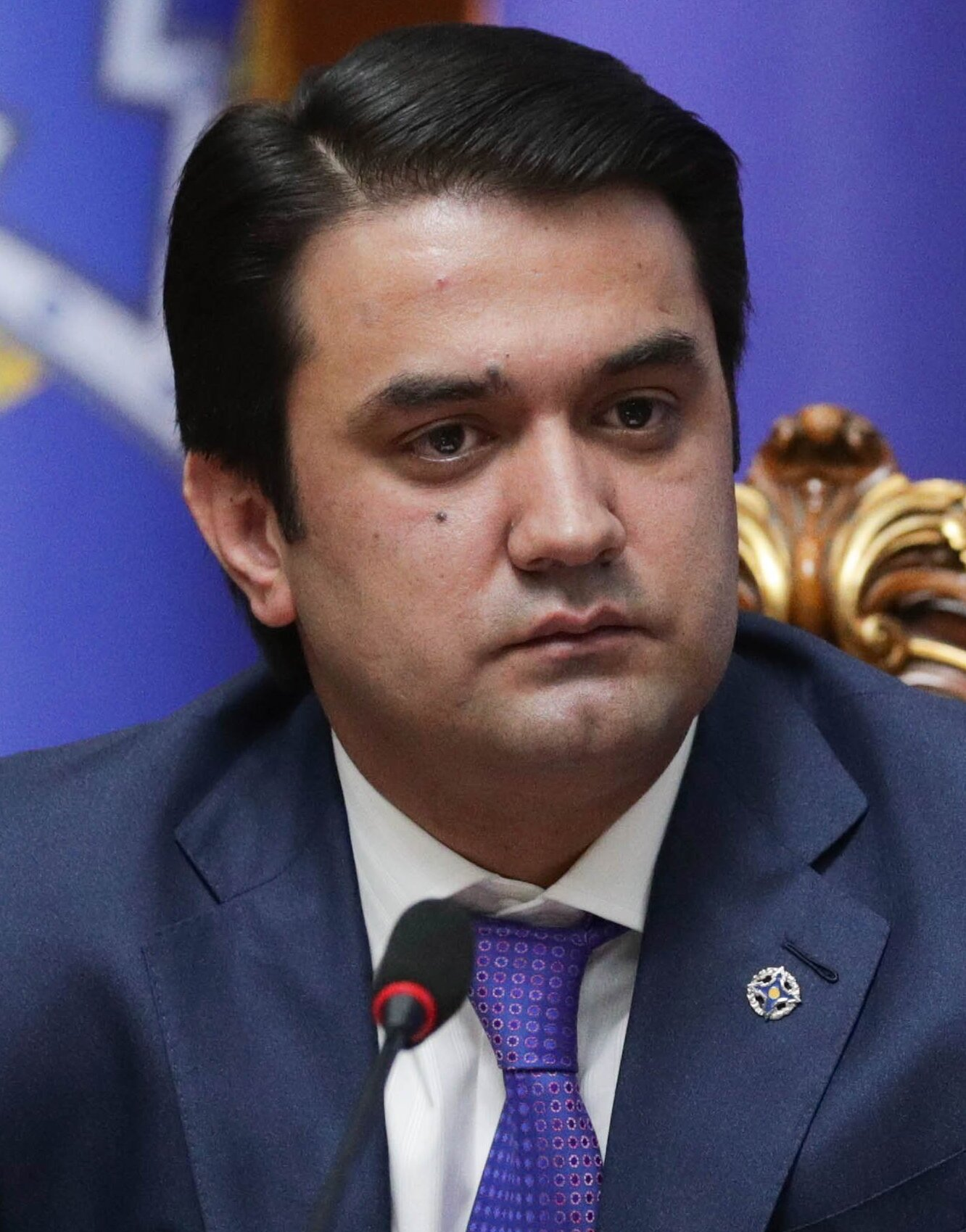
رستم امامعلی

دوشنبه در ۹ سپتامبر ۱۹۹۱ به پایتخت تاجیکستان مستقل تبدیل شد. ایران، ایالات متحده و روسیه به زودی در اوایل سال ۱۹۹۲ سفارتخانه‌های خود را در دوشنبه افتتاح کردند.
دوشنبه در بیشتر دوره جنگ داخلی تاجیکستان در سال‌های ۱۹۹۲–۱۹۹۷ تحت کنترل دولت مورد حمایت جبهه مردمی تاجیکستان بود، اگرچه اپوزیسیون متحد تاجیک اسلامی و دموکراتیک موفق شد در سال ۱۹۹۲ پایتخت را تصرف کند تا اینکه ۸۰۰۰ سرباز دولتی تحت حمایت روسیه و ازبکستان کنترل دوشنبه را بازپس گرفتند. در طول جنگ، بسیاری از روس‌ها و دیگر اقلیت‌ها از ترس خشونت از کشور گریختند و موجی از جنایت و فقر شهر را فرا گرفت.
در سال‌های پس از جنگ، دوشنبه به سرعت رشد کرد و در اوایل دهه ۲۰۰۰ ساخت‌وساز جدیدی در سراسر شهر آغاز شد. فواره یادبود استقلال تاجیکستان در سال ۲۰۰۲ به مناسبت دهمین سالگرد استقلال تاجیکستان در مرکز شهر ساخته شد و کاخ ملت در سال ۲۰۰۶ به پایان رسید. در سال ۲۰۱۶، رستم امامعلی، پسر رئیس‌جمهور امامعلی رحمان، به عنوان شهردار دوشنبه منصوب شد.
در سال‌های اخیر، دوشنبه به مرکز فرهنگی و اقتصادی تاجیکستان تبدیل شده است. این شهر دارای چندین دانشگاه، موزه‌، تئاتر و پارک است. اقتصاد آن بر پایه صنایع خدماتی، تجارت و تولید است. دوشنبه همچنین به دلیل داشتن خیابان‌های عریض، ساختمان‌های مدرن و فضاهای سبز فراوان شناخته شده است. با این حال، این شهر همچنان با مشکلاتی مانند فقر، فساد و آلودگی هوا دست و پنجه نرم می‌کند.

## جغرافیا

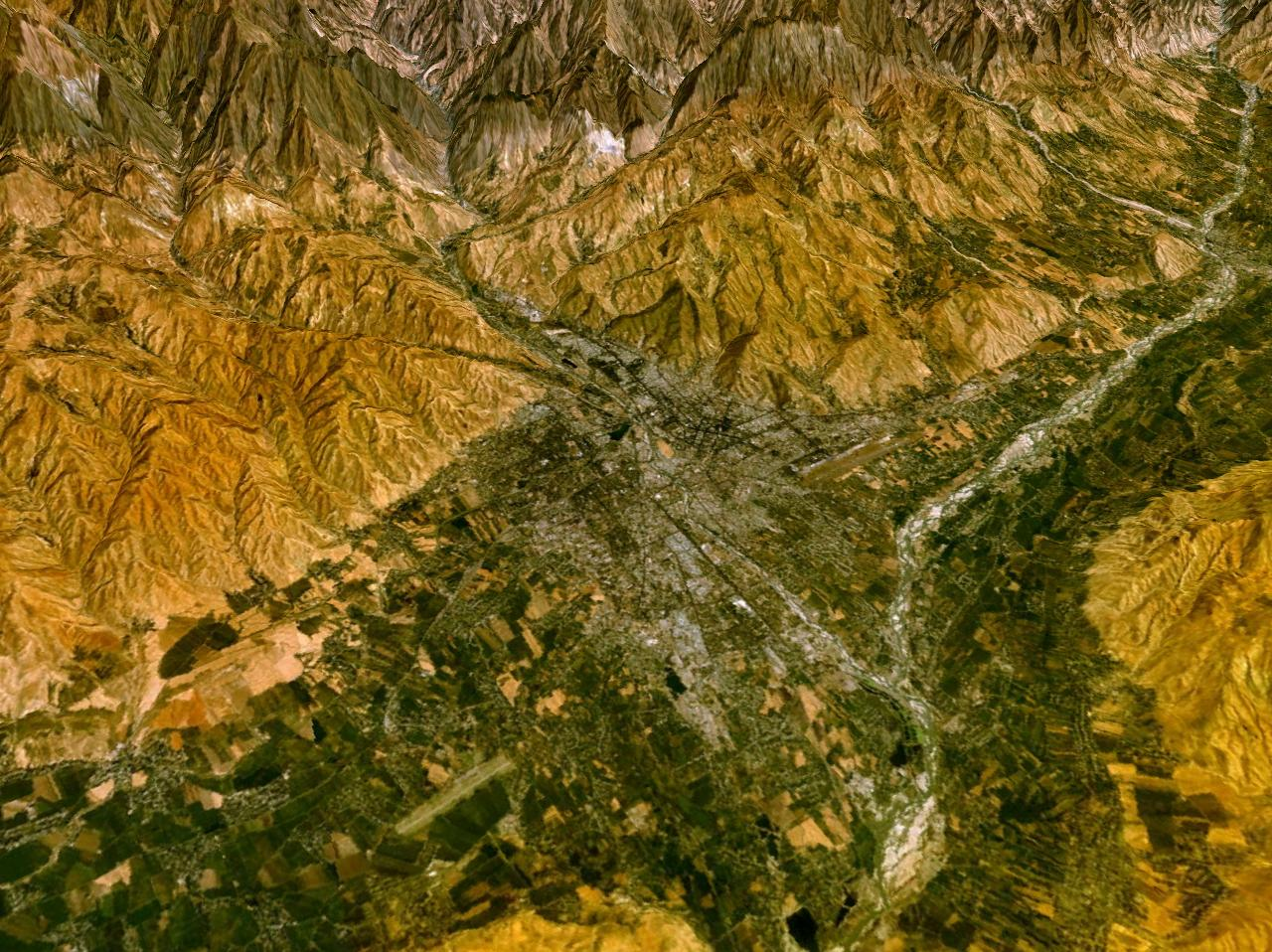
دوشنبه در دره حصار

دوشنبه در محل تلاقی دو رودخانه، ورزآب (جریان از شمال به جنوب) و کافرنهان واقع شده است. این شهر ۷۵۰ متر (۲٬۴۶۰ فوت)–۹۳۰ متر (۳٬۰۵۰ فوت) بالاتر از سطح دریا قرار دارد. در جنوب و غرب، ارتفاع نزدیک به ۷۵۰ متر (۲٬۴۶۰ فوت)–۸۰۰ متر (۲٬۶۰۰ فوت) است، در حالی که در شمال و شمال شرق به ۹۰۰ متر (۳٬۰۰۰ فوت)–۹۵۰ متر (۳٬۱۲۰ فوت) می رسد. شمال و شرق شهر توسط رشته کوه حصار محدود شده است که می تواند تا ۴٬۰۰۰ متر (۱۳٬۰۰۰ فوت) بالاتر از سطح دریا برسد، و از جنوب توسط کوه های باباتاق، آکتاو، رنگونتاو و قراتاو محدود شده است که ارتفاع آنها از ۱٬۴۰۰ متر (۴٬۶۰۰ فوت)–۱٬۷۰۰ متر (۵٬۶۰۰ فوت) بالاتر از سطح دریا می رسد. بنابراین، دوشنبه یک حوضه بین کوهی واقع در دره حصار است.  دارای زمین عمدتاً تپه ای است. ۸۰٪ ساختمان های دوشنبه در داخل دره واقع شده اند که عرض آن تقریباً ۱۸ کیلومتر (۱۱ مایل)–۱۰۰ کیلومتر (۶۲ مایل) است.  قبل از دهه ۱۹۶۰، بیشتر دوشنبه در ساحل چپ رودخانه ورزآب قرار داشت، اما افزایش ساخت و ساز منجر به گسترش شهر در سراسر آن شد. 

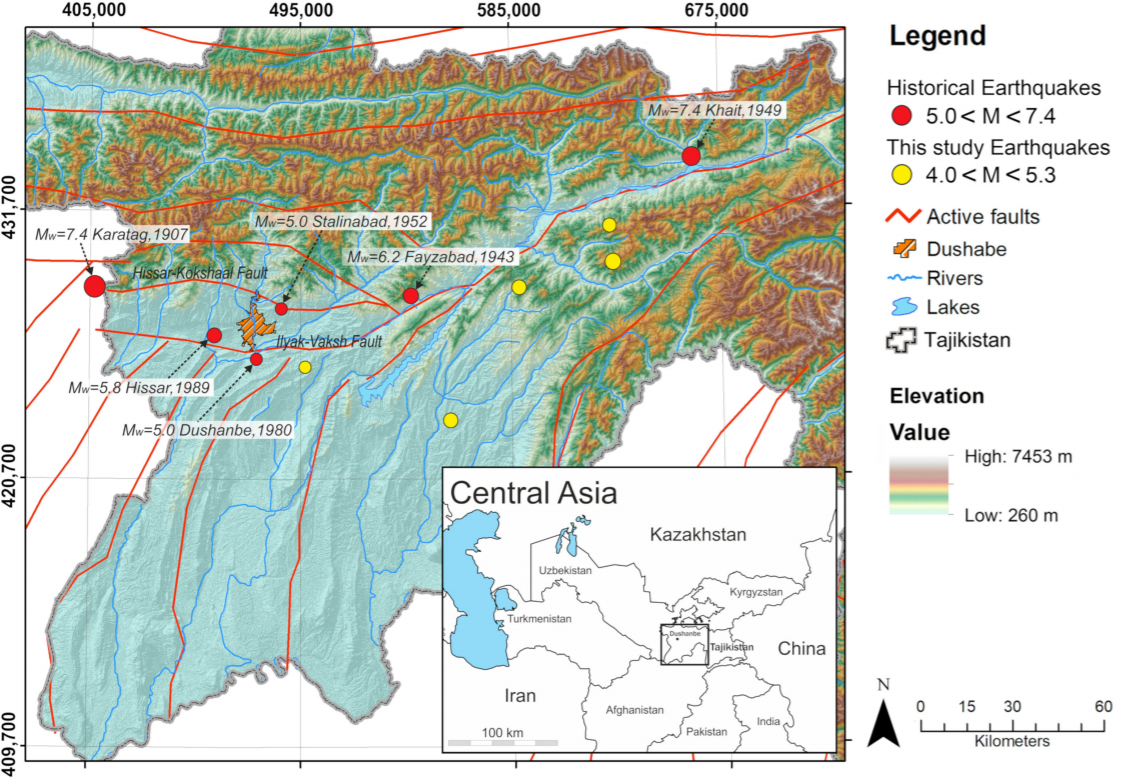
نقشه لرزه خیزی دوشنبه

دوشنبه در منطقه ای با لرزه خیزی بالا واقع شده است. تصور می شود بزرگی زمین لرزه های احتمالی به حداکثر ۷٫۵-۸ برسد. در ۱۰۰ سال گذشته، زمین لرزه های متعددی با بزرگی ۵-۶ در شهر احساس شده است، مانند زمین لرزه ۱۹۴۹ خیط. 

### آب و هوا
دوشنبه دارای آب و هوای مدیترانه ای (کوپن: Csa) است،  با برخی از تأثیرات آب و هوای قاره ای مرطوب (کوپن: Dsa) به دلیل یخچال های نزدیک و رشته کوه.  این شهر دارای تابستان های گرم و زمستان های سرد است. آب و هوا مرطوب تر از سایر پایتخت های آسیای مرکزی است، با میانگین بارندگی سالانه بیش از ۵۰۰ میلیمتر (۲۰ اینچ)، زیرا هوای مرطوب توسط دره اطراف در طول زمستان و بهار هدایت می شود. زمستان ها به دلیل محافظت شهر توسط کوه ها از هوای بسیار سرد از سیبری به اندازه شمال رشته کوه حصار سرد نیست. برف به طور متوسط ۲۵ روز در سال می بارد و روزهای ابری به طور متوسط ۲۴ روز در سال است.  با این حال، بارش در زمستان معمولاً به صورت باران می بارد و نه برف. کوه های اطراف از ورود بادهای شدید به شهر جلوگیری می کنند، اگرچه نسیم های ملایم مداوم وجود دارد. 
زمستان در دوشنبه در ۷ دسامبر آغاز و در ۲۲ فوریه به پایان می رسد. بهار در ۲۲ فوریه آغاز و در ۱۷ مه به پایان می رسد. در طول بهار، سیکلون ها و باران در بالاترین حد خود به همراه رعد و برق و تگرگ قرار دارند که خسارات قابل توجهی وارد می کند و حدود ۳ روز در سال رخ می دهد.  تابستان در ۱۷ مه آغاز و در ۱۴ اوت به پایان می رسد، بهترین دوره برای کشاورزی است.  هوای خشک در این مدت حاکم می شود، همانطور که با کاهش شدید بارندگی در طول تابستان مشهود است. یک پاییز گرم و خشک در ۱۴ اوت آغاز و در ۷ دسامبر به پایان می رسد. 
| داده‌های اقلیم دوشنبه (۱۹۹۱–۲۰۲۰، اوج ها ۱۹۲۶–حال)                                                                | داده‌های اقلیم دوشنبه (۱۹۹۱–۲۰۲۰، اوج ها ۱۹۲۶–حال) | داده‌های اقلیم دوشنبه (۱۹۹۱–۲۰۲۰، اوج ها ۱۹۲۶–حال) | داده‌های اقلیم دوشنبه (۱۹۹۱–۲۰۲۰، اوج ها ۱۹۲۶–حال) | داده‌های اقلیم دوشنبه (۱۹۹۱–۲۰۲۰، اوج ها ۱۹۲۶–حال) | داده‌های اقلیم دوشنبه (۱۹۹۱–۲۰۲۰، اوج ها ۱۹۲۶–حال) | داده‌های اقلیم دوشنبه (۱۹۹۱–۲۰۲۰، اوج ها ۱۹۲۶–حال) | داده‌های اقلیم دوشنبه (۱۹۹۱–۲۰۲۰، اوج ها ۱۹۲۶–حال) | داده‌های اقلیم دوشنبه (۱۹۹۱–۲۰۲۰، اوج ها ۱۹۲۶–حال) | داده‌های اقلیم دوشنبه (۱۹۹۱–۲۰۲۰، اوج ها ۱۹۲۶–حال) | داده‌های اقلیم دوشنبه (۱۹۹۱–۲۰۲۰، اوج ها ۱۹۲۶–حال) | داده‌های اقلیم دوشنبه (۱۹۹۱–۲۰۲۰، اوج ها ۱۹۲۶–حال) | داده‌های اقلیم دوشنبه (۱۹۹۱–۲۰۲۰، اوج ها ۱۹۲۶–حال) | داده‌های اقلیم دوشنبه (۱۹۹۱–۲۰۲۰، اوج ها ۱۹۲۶–حال) |
| ماه | ژانویه                                            | فوریه                                             | مارس                                              | آوریل                                             | مه                                                | ژوئن                                              | ژوئیه                                             | اوت                                               | سپتامبر                                           | اکتبر                                             | نوامبر                                            | دسامبر                                            | سال                                               |
| --- | ------------------------------------------------- | ------------------------------------------------- | ------------------------------------------------- | ------------------------------------------------- | ------------------------------------------------- | ------------------------------------------------- | ------------------------------------------------- | ------------------------------------------------- | ------------------------------------------------- | ------------------------------------------------- | ------------------------------------------------- | ------------------------------------------------- | ------------------------------------------------- |
| سابقهٔ بیش‌ترین °C (°F)                                                                                            | ۲۱٫۸ (۷۱)                                         | ۲۷٫۷ (۸۲)                                         | ۳۲٫۲ (۹۰)                                         | ۳۶٫۲ (۹۷)                                         | ۳۸٫۸ (۱۰۲)                                        | ۴۴٫۱ (۱۱۱)                                        | ۴۳٫۷ (۱۱۱)                                        | ۴۵٫۰ (۱۱۳)                                        | ۳۸٫۹ (۱۰۲)                                        | ۳۶٫۸ (۹۸)                                         | ۳۱٫۹ (۸۹)                                         | ۲۴٫۳ (۷۶)                                         | ۴۵٫۰ (۱۱۳)                                        |
| میانگین بیش‌ترین °C (°F)                                                                                          | ۹٫۰ (۴۸)                                          | ۱۱٫۰ (۵۲)                                         | ۱۷٫۰ (۶۳)                                         | ۲۲٫۸ (۷۳)                                         | ۲۷٫۹ (۸۲)                                         | ۳۳٫۶ (۹۲)                                         | ۳۶٫۴ (۹۸)                                         | ۳۵٫۵ (۹۶)                                         | ۳۱٫۳ (۸۸)                                         | ۲۴٫۴ (۷۶)                                         | ۱۶٫۷ (۶۲)                                         | ۱۱٫۱ (۵۲)                                         | ۲۳٫۱ (۷۴)                                         |
| میانگین روزانه °C (°F)                                                                                           | ۳٫۱ (۳۸)                                          | ۵٫۰ (۴۱)                                          | ۱۰٫۵ (۵۱)                                         | ۱۵٫۸ (۶۰)                                         | ۲۰٫۱ (۶۸)                                         | ۲۵٫۱ (۷۷)                                         | ۲۷٫۴ (۸۱)                                         | ۲۶٫۰ (۷۹)                                         | ۲۱٫۲ (۷۰)                                         | ۱۴٫۷ (۵۸)                                         | ۹٫۰ (۴۸)                                          | ۴٫۶ (۴۰)                                          | ۱۵٫۲ (۵۹)                                         |
| میانگین کم‌ترین °C (°F)                                                                                           | −۰٫۹ (۳۰)                                         | ۰٫۵ (۳۳)                                          | ۵٫۵ (۴۲)                                          | ۱۰٫۱ (۵۰)                                         | ۱۳٫۴ (۵۶)                                         | ۱۷٫۲ (۶۳)                                         | ۱۸٫۹ (۶۶)                                         | ۱۷٫۲ (۶۳)                                         | ۱۲٫۷ (۵۵)                                         | ۷٫۸ (۴۶)                                          | ۳٫۸ (۳۹)                                          | ۰٫۴ (۳۳)                                          | ۸٫۹ (۴۸)                                          |
| سابقهٔ کم‌ترین °C (°F)                                                                                             | −۲۶٫۶ (−۱۶)                                       | −۱۷٫۶ (۰)                                         | −۱۲٫۹ (۹)                                         | −۶٫۱ (۲۱)                                         | ۱٫۲ (۳۴)                                          | ۸٫۴ (۴۷)                                          | ۱۰٫۹ (۵۲)                                         | ۸٫۲ (۴۷)                                          | −۱٫۰ (۳۰)                                         | −۴٫۴ (۲۴)                                         | −۱۳٫۵ (۸)                                         | −۱۹٫۵ (−۳)                                        | −۲۶٫۶ (−۱۶)                                       |
| بارندگی میلی‌متر (اینچ)                                                                                           | ۶۱ (۲٫۴)                                          | ۹۴ (۳٫۷)                                          | ۱۰۳ (۴٫۰۶)                                        | ۱۱۴ (۴٫۴۹)                                        | ۷۷ (۳٫۰۳)                                         | ۱۷ (۰٫۶۷)                                         | ۳ (۰٫۱۲)                                          | ۱ (۰٫۰۴)                                          | ۴ (۰٫۱۶)                                          | ۲۹ (۱٫۱۴)                                         | ۵۵ (۲٫۱۷)                                         | ۶۰ (۲٫۳۶)                                         | ۶۱۸ (۲۴٫۳۴)                                       |
| میانگین روزهای بارندگی (≥ ۱٫۰ mm)                                                                                | ۸٫۵                                               | ۹٫۱                                               | ۱۳٫۴                                              | ۹٫۸                                               | ۷٫۸                                               | ۱٫۵                                               | ۰٫۷                                               | ۰٫۱                                               | ۰٫۸                                               | ۳٫۷                                               | ۵٫۳                                               | ۸٫۱                                               | ۶۸٫۸                                              |
| درصد رطوبت | ۶۹                                                | ۶۷                                                | ۶۵                                                | ۶۳                                                | ۵۷                                                | ۴۲                                                | ۴۱                                                | ۴۴                                                | ۴۴                                                | ۵۶                                                | ۶۳                                                | ۶۹                                                | ۵۷                                                |
| میانگین روزانه ساعت‌های تابش آفتاب                                                                                | ۱۲۰                                               | ۱۲۱                                               | ۱۵۶                                               | ۱۹۸                                               | ۲۸۱                                               | ۳۳۷                                               | ۳۵۲                                               | ۳۳۸                                               | ۲۸۹                                               | ۲۲۴                                               | ۱۶۴                                               | ۱۱۹                                               | ۲٬۶۹۹                                             |
| منبع شماره ۱: Pogoda.ru.net                                                                                      |                                                   |                                                   |                                                   |                                                   |                                                   |                                                   |                                                   |                                                   |                                                   |                                                   |                                                   |                                                   |                                                   |
| منبع شماره ۲: Deutscher Wetterdienst (humidity 1951–1993 and precipitation days 1961–1990) NOAA (sun, 1961–1990) |                                                   |                                                   |                                                   |                                                   |                                                   |                                                   |                                                   |                                                   |                                                   |                                                   |                                                   |                                                   |                                                   |

### گیاهان و جانوران
قبل از قرن بیستم، این شهر دارای پوشش گیاهی مانند بوته های بادام بخارا بود، اما ایجاد شهر بیشتر پوشش گیاهی طبیعی را از بین برد. با این حال، کمربند سبز و باغ گیاه شناسی، پوشش گیاهی جدیدی را به شهر معرفی کردند. این شهر دارای بیش از ۱۵۰ گونه درخت و درختچه است که تنها حدود ۱۵ گونه بومی شهر هستند  و ۲۲٪ از شهر توسط فضای سبز اشغال شده است. 
۱۴ گونه پستاندار در دوشنبه شهری شناسایی شده است، از جمله یک روباه، یک راسوی کوچک، موش خرما مرمری، جوجه تیغی گوش دراز، پنج خفاش و پنج جونده. ۱۳۰ گونه پرنده در این شهر شناسایی شده است، مانند کبوترهای صخره ای، کبوترهای آبی و قمری ها. پرندگان مهاجر رایج هستند و اغلب فقط در پاییز و تابستان می مانند. ۴۷ خزنده در دوشنبه شناسایی شده است، مانند مارمولک ها، مار ها، مارمولک ها و لاک پشت ها. دوزیستان، مانند قورباغه مردابی و وزغ سبز، در آب های تمیزتر شهر زندگی می کنند. ۱۴ گونه ماهی شناسایی شده دوشنبه در رودخانه ها، دریاچه ها و حوضچه های شهر زندگی می کنند. برخی از گونه ها عبارتند از مارینکا، چار تاجیک و گربه ماهی ترکستان در رودخانه های ورزآب، همراه با ۷ گونه در کافرنهان، و گونه هایی مانند کپور، ماهی قرمز، خوک راه راه و ماهی پشه در دریاچه ها و حوضچه ها. ۳۰۰ گونه حشره در شهر زندگی می کنند که بیشتر آنها زنجره ها، پسیلیدها، شپشه ها، حشره فلس دار ها، سوسک ها و پروانه ها هستند. بوم زاد بید انگور حصار نیز در این شهر زندگی می کند و حشرات ناقل مالاریا در شهر رو به افزایش هستند. نماتدهای گیاهی یک تهدید برای گیاهان در شهر هستند، با ۵۵ گونه متمایز شناسایی شده که مخرب ترین آنها نماتد گال ریشه است. گونه های نادر یا در معرض خطر عبارتند از تاچیسفکس درخشان، عقاب سفید شکم و خفاش دم آزاد اروپایی. 

### مناطق
دوشنبه به مناطق زیر تقسیم شده است:
| نام منطقه                                                                               | نام سابق                  | مساحت، کیلومتر ۲ (۲۰۲۰) | جمعیت، نفر (تا مرزهای قبلی ۲۰۱۹) | رئیس منطقه                   |
| --------------------------------------------------------------------------------------- | ------------------------- | ----------------------- | -------------------------------- | ---------------------------- |
| اسماعیل سامانی (تاجیکی: Исмоили Сомонӣ, Ismoili Somoni; فارسی: اسماعیل سامانی‌‎)          | اکتبر (Октябрьский)       | ۳۷٫۶                    | ۱۴۸,۷۰۰                          | سامی شریف حمید               |
| ابوعلی سینا (سینو) (تاجیکی: Абӯалӣ Ибни Сино, Abūali Ibni Sino; فارسی: ابوعلی ابن سینا‌‎) | فرونزه (Фрунзенский)      | ۶۲٫۲                    | ۳۲۶,۱۰۰                          | سلیم زاده نصرت الله فیض الله |
| فردوسی (تاجیکی: Фирдавсӣ, Firdavsi; فارسی: فردوسی‌‎)                                      | مرکزی (Центральный)       | ۵۴٫۵                    | ۲۰۹,۰۰۰                          | یوسفی محمدرحیم               |
| شاه منصور (تاجیکی: Шоҳмансур, Shohmansur; فارسی: شاه منصور‌‎)                             | راه آهن (Железнодорожный) | ۴۸٫۹                    | ۱۶۲,۶۰۰                          | بلال ابراهیم                 |

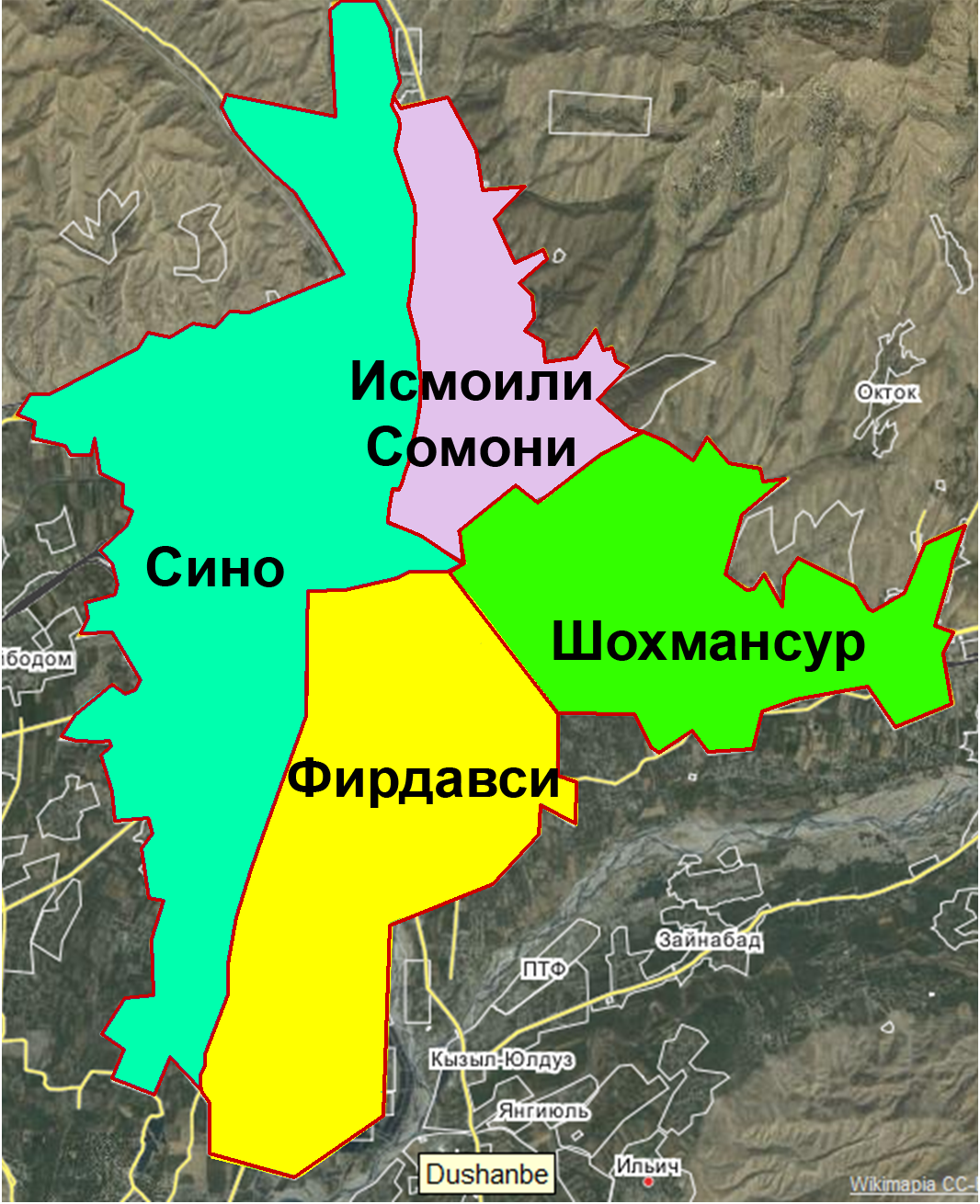
مناطق دوشنبه قبل از گسترش سال ۲۰۲۰
سبز تیره: شاه منصور
بنفش: اسماعیل سامانی
سبز روشن: ابوعلی سینا
زرد: فردوسی

در سال ۲۰۲۰، مرزهای شهر گسترش یافت تا زمین هایی از ناحیه رودکی در جنوب غربی را در بر گیرد. 
| زمین                 | مساحت (ha) |
| -------------------- | ---------- |
| زمین آبی             | ۲,۰۹۱٫۷۵   |
| باغات                | ۱۴۵٫۲۱     |
| باغ های ابریشم       | ۱۲٫۲۸      |
| باغات مرکبات         | ۲٫۱۰       |
| مراتع                | ۲۵٫۷۹      |
| شهرک ها              | ۶۳۹۰٫۸۵    |
| مزارع/باغ های خصوصی  | ۶۵٫۷۹      |
| باتلاق               | ۳٫۷        |
| بوته زارها           | ۱۳۷۲٫۰۰۲۶  |
| مخازن                | ۱۴۳۶٫۶۶    |
| گذرگاه های زیرزمینی  | ۳۱۰٫۲      |
| ساخت و ساز           | ۷۲۲۷٫۵۱    |
| زمین های غیر کشاورزی | ۱۲۳۵٫۰۳    |

### جاذبه های اصلی
برخی از جاذبه های اصلی دوشنبه عبارتند از موزه ملی تاجیکستان؛ موزه ملی آثار باستانی؛ مرکز اسماعیلی؛ کاخ وحدت؛ دوشنبه که دومین میله پرچم بلند مستقل در جهان است، با ارتفاع ۱۶۵ متر (۵۴۱ فوت)؛  باغ وحش دوشنبه؛ خیابان رودکی، خیابان اصلی پایتخت؛ موزه سازهای موسیقی گرمینج؛ و کتابخانه ملی، بزرگترین کتابخانه در آسیای مرکزی، با ۳٫۱۱ میلیون نسخه کتاب. 

جاذبه های اصلی دوشنبه
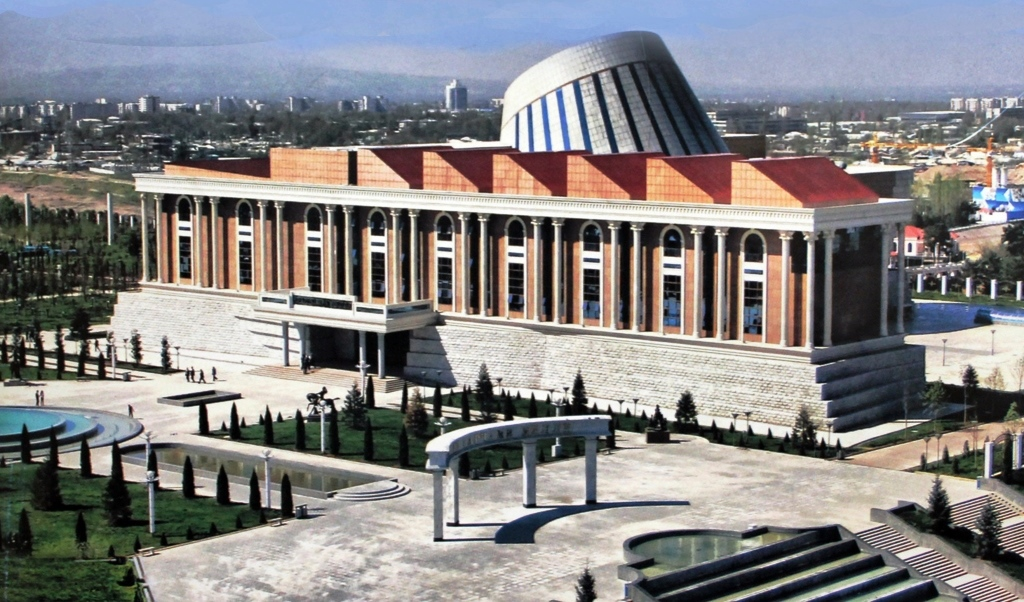
موزه ملی تاجیکستان
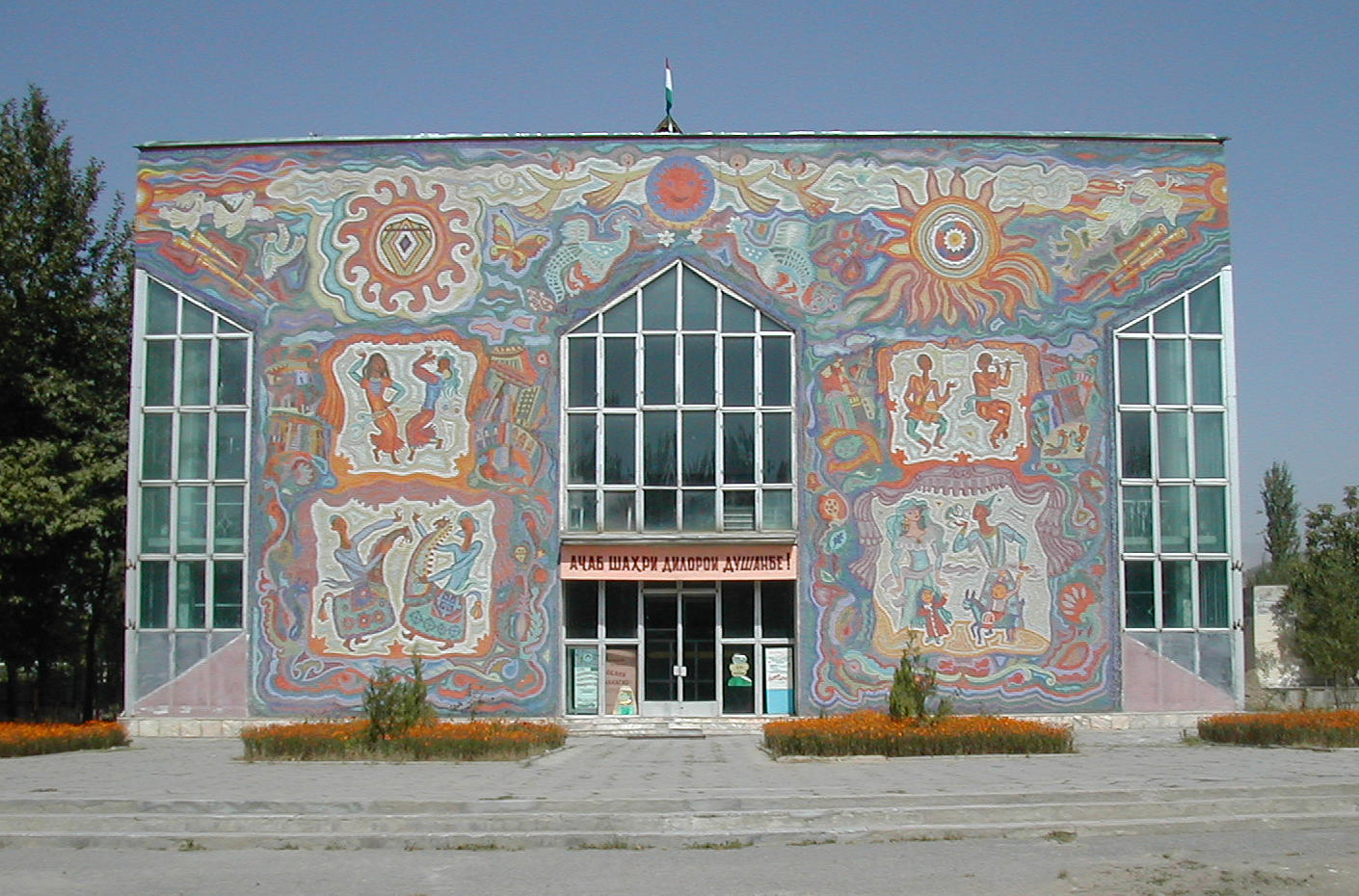
تئاتر عروسکی
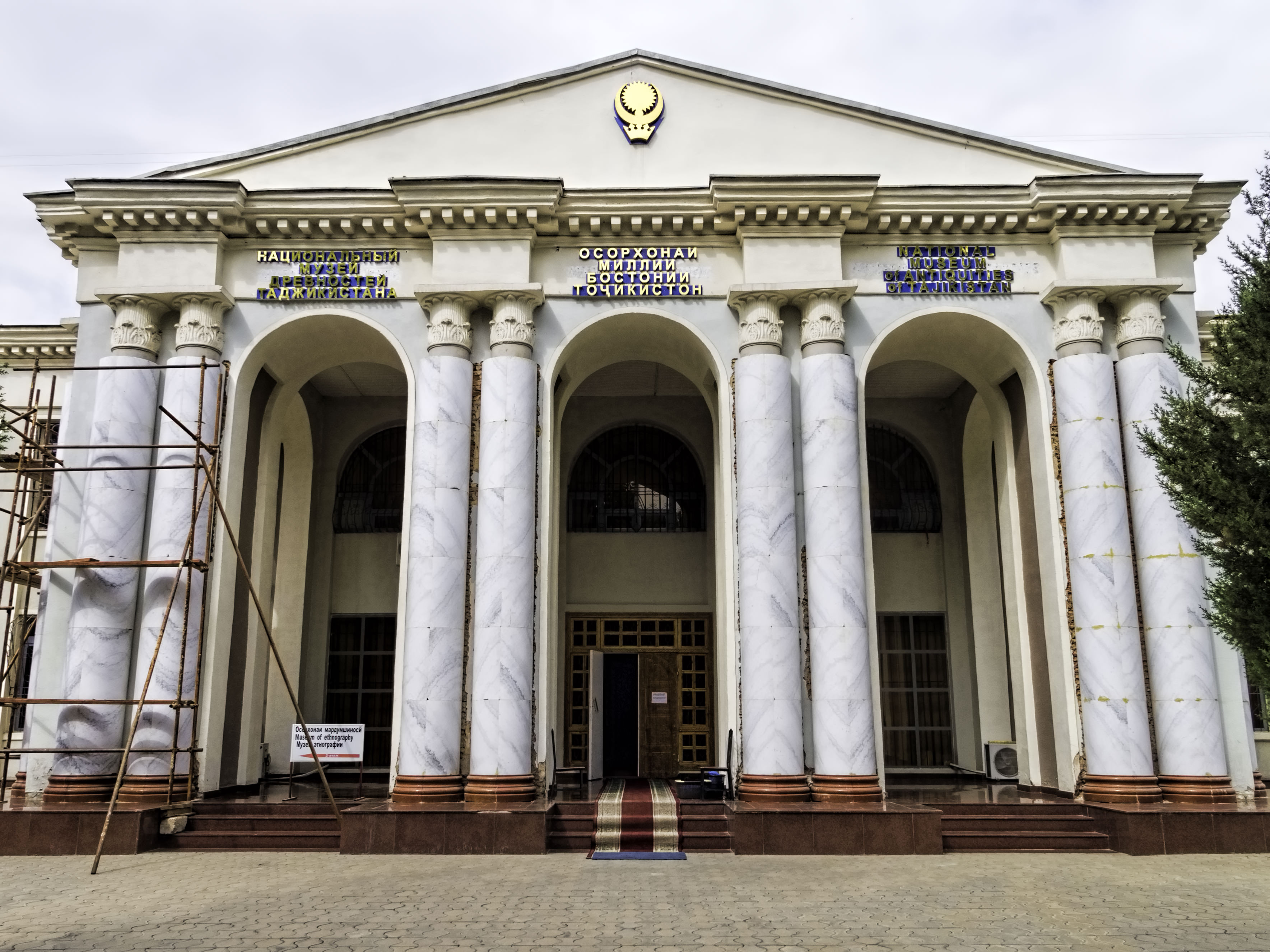
موزه ملی آثار باستانی
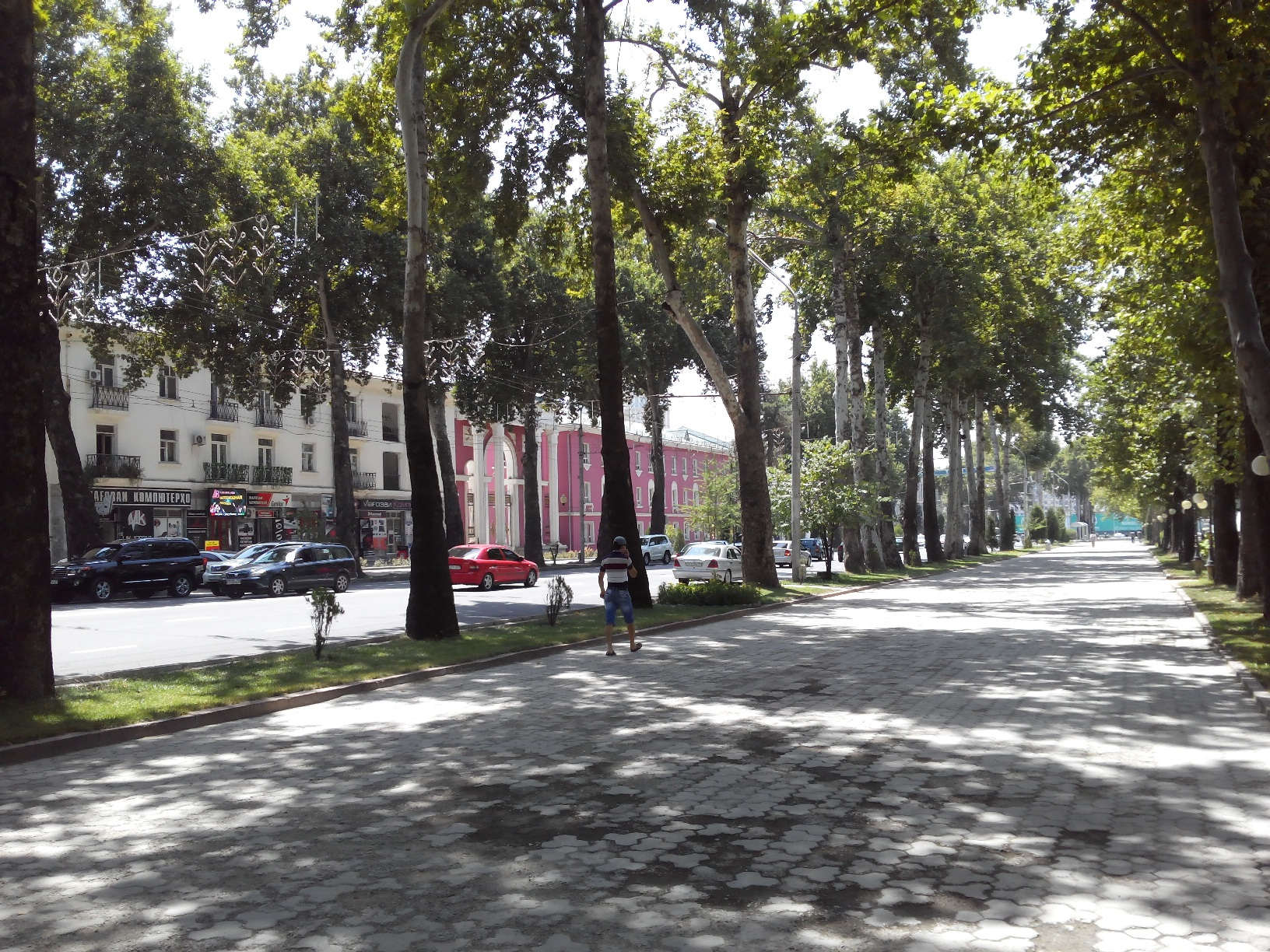
خیابان رودکی
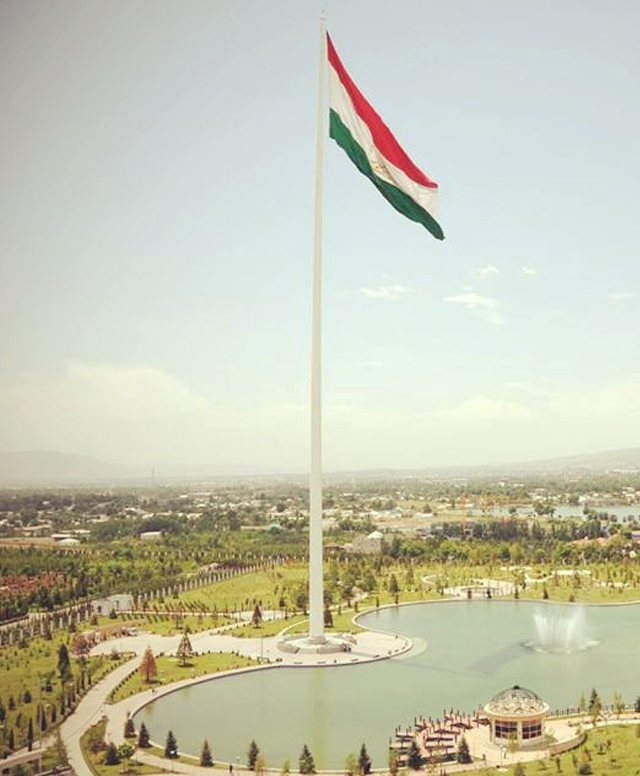
دوشنبه (پرچم)

## جمعیت‌شناسی
جمعیت دوشنبه پس از حمله شوروی در دهه ۱۹۲۰ با سرعت زیادی رشد کرد، در طول جنگ داخلی تاجیکستان و ناآرامی‌های فزاینده دهه ۱۹۹۰ کاهش یافت و پس از آن دوره رشد خود را از سر گرفت. در اواسط قرن بیستم، این شهر اکثریت جمعیت روس/اروپای شرقی را داشت، اما پس از جنگ داخلی، بسیاری از روس‌ها این شهر را ترک کردند و جمعیت تاجیک غالب شد. از سال ۲۰۰۵ تا ۲۰۱۴، در مجموع ۵۳٬۱۱۸ نفر به این شهر مهاجرت کردند. میانگین امید به زندگی در دوشنبه در سال ۲۰۱۴، به‌طور کلی ۷۴٫۱ سال بود که برای مردان ۷۱٫۹ سال و برای زنان ۷۶٫۳ سال بود.
الگو:Population pyramid
| سال  | تاجیک | روس   | ازبک  | تاتار | اوکراینی | یهودی | کره‌ای | آلمانی | ترکمن | قرقیز | قزاق | سایر |
| ---- | ----- | ----- | ----- | ----- | -------- | ----- | ----- | ------ | ----- | ----- | ---- | ---- |
| ۱۹۳۹ | ۱۲.۰۵ | ۵۶.۹۵ | ۹.۰۲  | ۴.۷۱  | ۵.۹۵     | ۴.۰۹  | .۰۱   | .۴۶    | ۰.۰۵  | ۰.۱۱  | ۰.۴۲ | ۶.۱۸ |
| ۱۹۵۹ | ۱۸.۷  | ۴۷.۸۳ | ۱۰.۳۱ | ۵.۵   | ۴.۴      | ۳.۸۸  | ۰.۱۴  | ۳.۵۵   | ۰.۰۵  | ۰.۱۱  | ۰.۱۷ | ۵.۳۶ |
| ۱۹۷۰ | ۲۶.۴  | ۴۱.۹۲ | ۱۰.۲۶ | ۵.۱۳  | ۳.۵۴     | ۳.۰۴  | ۰.۸۷  | ۳.۶۲   | ۰.۰۸  | ۰.۱۴  | ۰.۱۵ | ۴.۸۵ |
| ۱۹۷۹ | ۳۱.۶۱ | ۳۸.۵۱ | ۱۰.۰۳ | ۴.۷۳  | ۳.۵۹     | ۲.۲۶  | ۱.۰۱  | ۳.۰۹   | ۰.۱۱  | ۰.۱۴  | ۰.۱۵ | ۴.۷۷ |
| ۱۹۸۹ | ۳۹.۱۳ | ۳۲.۳۷ | ۱۰.۴۳ | ۴.۰۹  | ۳.۵۵     | ۲     | ۱.۱۰  | ۲.۲۸   | ۰.۱۲  | ۰.۱۷  | ۰.۱۸ | ۴.۵۸ |
| ۲۰۰۰ | ۸۴.۴  | ۵.۱   | ۹.۱   | .۷    | .۳       | .۰۲   |       |        |       | .۰۶   |      | ۱.۳۲ |
| ۲۰۰۳ | ۸۳.۴  | ۵.۱   |       | .۷    | .۳       |       | .۱    | ۱.۱    |       |       |      | ۹.۳  |
| ۲۰۱۰ | ۸۹.۵  | ۲.۶۳  | ۶.۷۱  | ۰.۲۶  |          |       |       |        | .۱    | ۰.۰۸  | ۰.۰۳ | ۰.۷  |

زبان‌های اصلی گفتاری در دوشنبه، دو زبان رسمی، تاجیکی و روسی، همراه با زبان اقلیت ازبکی است که به‌طور گسترده صحبت می‌شود.

### مذهب
اسلام در قرن هشتم به دوشنبه معرفی شد و امروزه، اکثریت جمعیت شهر پیرو اسلام سنی هستند. یک جامعه کوچک کاتولیک با ۱۲۰ نفر در شهر در کلیسای سنت جوزف وجود دارد. حدود ۳۵۰ یهودی در این کشور وجود دارند که کنیسه آنها در سال ۲۰۰۶ تخریب شد اما در سال ۲۰۰۸ جایگزین شد.
در ۹ سپتامبر ۲۰۰۹، شهردار مهمد سعید عبیدالله‌یف طرح سازمان آموزشی، علمی و فرهنگی اسلامی را برای به رسمیت شناختن دوشنبه به عنوان پایتخت فرهنگی اسلامی در سال ۲۰۱۰ تأیید کرد. در اکتبر ۲۰۰۹، رئیس‌جمهور امامعلی رحمان ساخت مسجد مرکزی جدیدی را در دوشنبه آغاز کرد که با هزینه سرمایه‌گذاران قطری ساخته می‌شود. این مسجد جایگزین مسجد حاجی یعقوب فعلی خواهد شد و قرار است بزرگ‌ترین مسجد در آسیای مرکزی شود. ساخت آن در سال ۲۰۱۱ با تاریخ افتتاحیه اصلی در سال ۲۰۱۴ آغاز شد؛ با این حال در فوریه ۲۰۲۱، تاریخ افتتاحیه تجدیدنظر شده آن به تعویق افتاد.
کلیسای ارتدکس روسی یکی دیگر از گروه‌های مذهبی در این شهر است. کلیسای جامع سنت نیکلاس در دوشنبه مرکز عبادت جامعه ارتدکس است.

ساختمان‌های مذهبی در دوشنبه
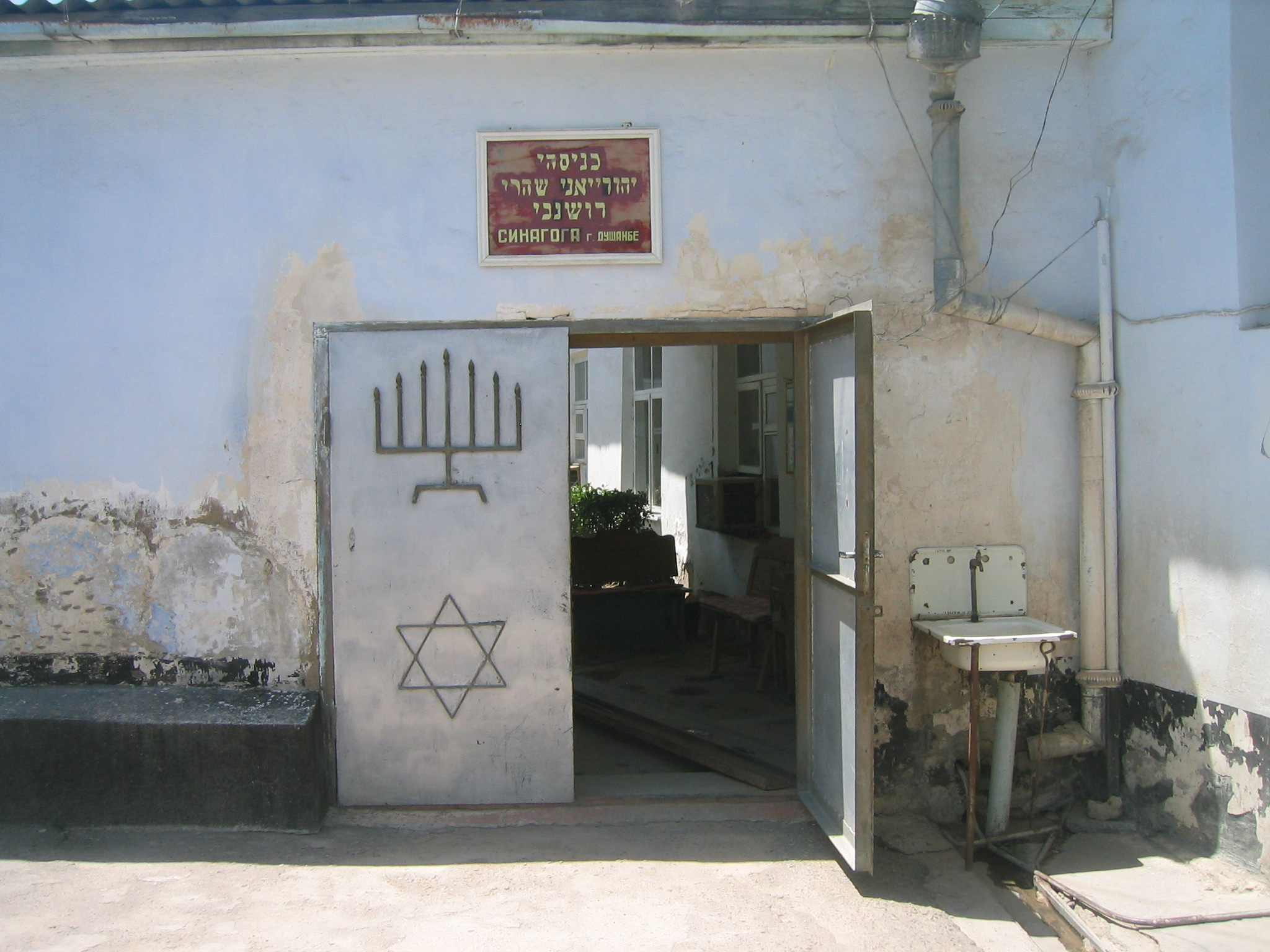
کنیسه در دوشنبه

## اقتصاد

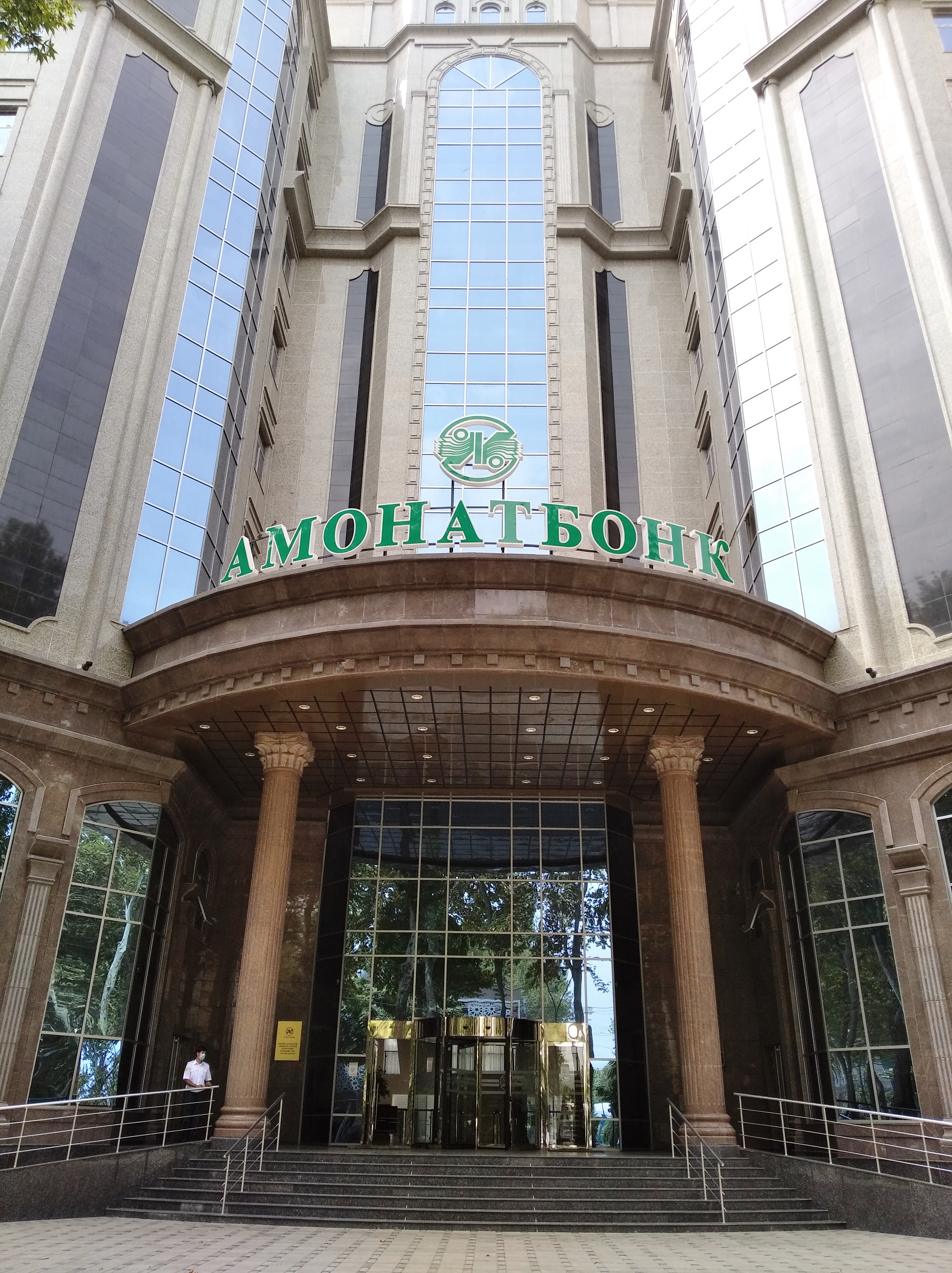
بانک در دوشنبه

در سال ۲۰۱۸، تولید ناخالص منطقه‌ای (GRP) دوشنبه ۱۳٬۸۰۸٬۰۰۰٬۰۰۰ سامانی بود که تقریباً معادل ۱٬۵۰۸٬۹۰۰٬۰۰۰ دلار آمریکا با نرخ رشد ۷٫۳٪ بود. این میزان ۲۰٫۱٪ از کل تولید ناخالص داخلی (GDP) تاجیکستان را تشکیل می‌داد. در نیمه اول سال ۲۰۲۰، GRP دوشنبه ۲۰٫۷٪ از GDP کشور بود. میانگین حقوق در شهر تا تاریخ ۲۰۱۴ ۱۴۰۲٫۶۷ سامانی یا $۱۶۴٫۰۵ است. دوشنبه به عنوان مرکز فعالیت‌های مالی جمهوری، در سال ۲۰۰۴ بیش از ۳۰ بانک تجاری را در خود جای داده بود.
دوشنبه تجارت بین‌المللی گسترده‌ای دارد. صادرات از دوشنبه در نیمه اول سال ۲۰۱۹ بالغ بر ۸٬۳۴۳٬۲۰۰ دلار بود و گردش کلی تجارت خارجی در سال ۲۰۱۸ بالغ بر ۳۹۸٬۰۸۰٬۹۰۰ دلار بود. کشورهای عمده‌ای که دوشنبه به آنها صادرات می‌کند عبارتند از ترکیه (۴۲٫۸٪ از کل)، ایران (۲۸٫۰٪)، روسیه (۱۰٫۸٪)، افغانستان (۷٫۳٪)، چین (۱٫۲٪)، لهستان (۱٫۲٪) و سایر کشورها. در مورد واردات، روسیه ۵۴٫۵٪ از کل، قزاقستان ۱۳٫۵٪، چین ۶٫۸٪، ایتالیا ۳٫۴٪، ترکیه ۲٫۶٪، ترکمنستان ۲٫۵٪، اوکراین ۲٫۱٪، ایران ۱٫۴٪، امارات متحده عربی ۱٫۲٪ و سایر کشورها بقیه را تشکیل می‌دهند. 

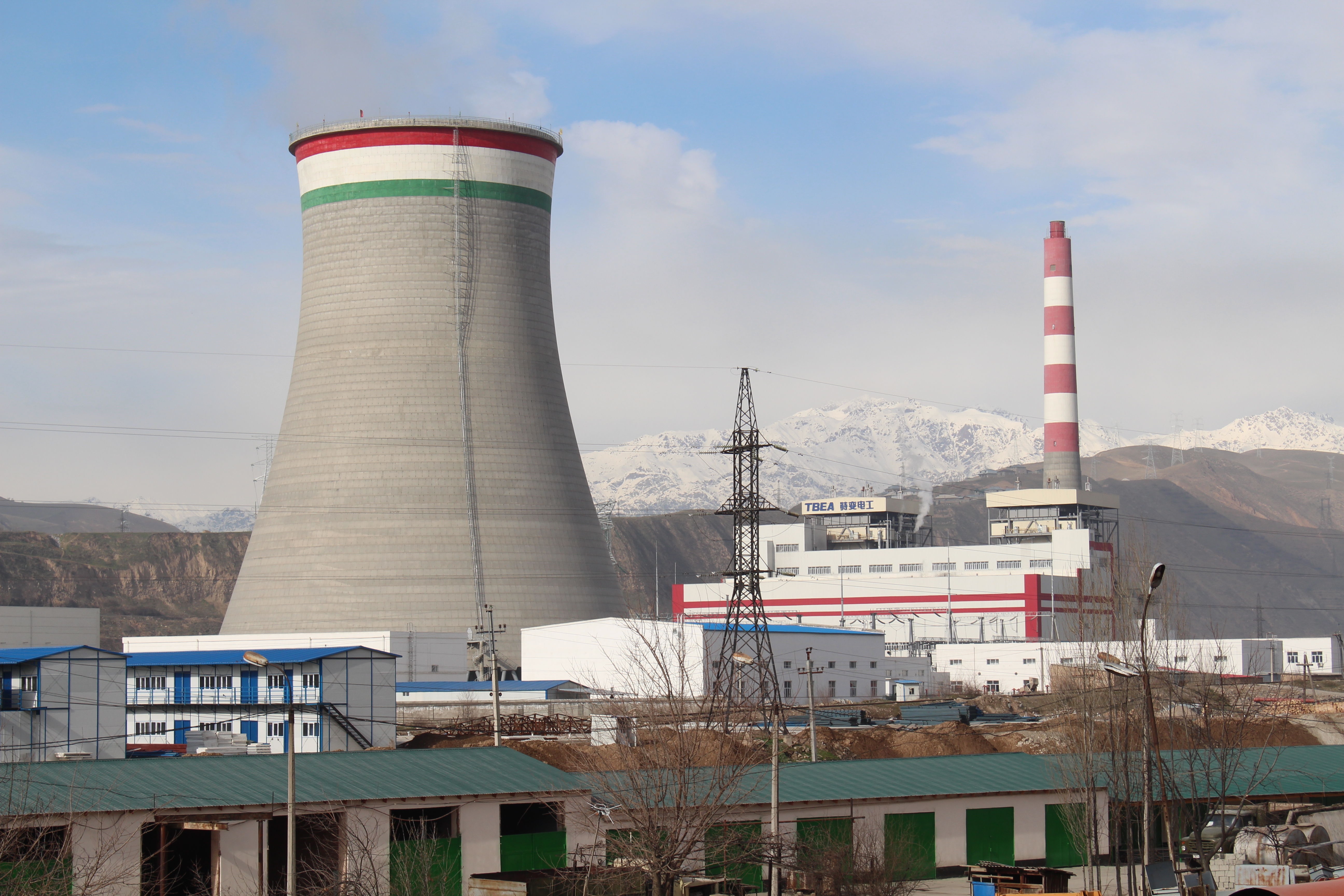
نیروگاه زغال سنگ در دوشنبه

در طول و در دهه پس از حمله شوروی، بیشتر صنایع بر تأمین تقاضای محلی با مواد محلی متمرکز بودند. بسته‌بندی گوشت، تولید صابون، آجر، الوار، نخ ابریشم، چرم، پوشاک و تولید نیروی برق همگی صنایع محلی در آن دوره بودند. در سال ۱۹۳۲، ۷۷۶ کارگر در صنعت مشغول به کار بودند، در حالی که در سال ۱۹۳۸، ۱۲ هزار نفر بودند. در طول جنگ جهانی دوم، صنعت شهر با تصمیم شوروی برای انتقال صنایع به شرق به شهرهایی مانند دوشنبه، به ویژه صنایع سبک مانند نساجی و صنایع غذایی، رشد چشمگیری داشت. تولید صنعتی از سال ۱۹۴۰ تا ۱۹۴۵، ۲٫۵ برابر افزایش یافت. حدود یک سوم نیروی کار صنعتی و کارمندی تاجیکستان در دوشنبه واقع شده است، علیرغم اینکه کمتر از ۱۰ درصد جمعیت تاجیکستان را در خود جای داده است. از ژانویه تا اوت ۲۰۱۹، ۴۵۵ شرکت تولیدی در دوشنبه وجود داشت که به ارزش ۱٬۶۴۴٬۷۴۵٬۴۰۰ سامانی محصول تولید می‌کردند. اکثریت این میزان، ۶۳٫۹٪، از صنایع فرآوری، ۳۴٫۵٪ از برق، آب، گاز و تصفیه هوا و ۱٫۶٪ دیگر از صنایع ساختمانی غیرفلزی بود. این صنعت بیش از ۳۰۰ نوع محصول تولید می‌کند. صادرات از بخش صنعت در این دوره بالغ بر ۱٬۵۳۵٬۵۰۰ دلار بود.
محصولات صنعتی اصلی صادر شده از این شهر عبارتند از نخ پنبه، پارچه‌های پنبه‌ای تمام شده، جوراب بافی، محصولات کابلی، محصولات کشاورزی، محصولات تنباکو و تجهیزات تجاری و غیره. صنعت، تا سال ۲۰۱۹، ۲۰۷۴۶ نفر را با میانگین حقوق ۱۴۲۸٫۰۲ سامانی استخدام کرده بود. صنایع سبک بالغ‌ترین صنعت در این شهر است که به دلیل وجود مواد اولیه در کشور از آن حمایت می‌شود. برخی از شرکت‌های بزرگ در صنایع سبک عبارتند از ناسوخ که مقادیر زیادی الیاف پنبه را فرآوری می‌کند، چوار و گولیستان که هر دو تولیدکننده پوشاک هستند و نفیسه که تولیدکننده جوراب بافی است. صنایع خدمات تولید الکترونیک، مهندسی صنایع و متالورژی نیز در این جمهوری برجسته هستند. تاجیک‌تکستیلماش که محصولات متنوعی برای کشاورزی و برق تولید می‌کند و تاجیک‌کابل که تولیدکننده کابل است، دو شرکت شناخته شده از این بخش از اقتصاد هستند. سومون-تاچخیزوت که کالاهای الکترونیکی تولید می‌کند، تورگماش که کالاهایی برای شرکت‌های تجاری تولید می‌کند و کارخانه ولو که محصولات آهنی تولید می‌کند، برخی دیگر از شرکت‌های برجسته در این صنعت هستند. صنایع غذایی نیز با وجود بسیاری از کارخانه‌های شراب‌سازی، دامداری و کارخانه‌های بسته‌بندی گوشت، کنسروسازی و نانواییها در این شهر حضور دارد. صنایع مختلف دیگری نیز در این شهر وجود دارند. این صنایع شامل صنعت مصالح ساختمانی که سیمان، نفت (با ۳ میدان گازی اصلی) و پلاستیک تولید می‌کند؛ صنعت چوب؛ و صنعت چاپ که ۸۰٪ ظرفیت جمهوری را تشکیل می‌دهد و در سال ۱۹۲۶ آغاز به کار کرد.
در سال ۲۰۱۴، بخش خرده‌فروشی در معاملات به ارزش ۲٫۶ میلیارد سامانی دخیل بود. در بخش خدمات، هتل‌ها، رستوران‌ها، غذاخوری‌ها و کافه‌ها خدماتی به ارزش ۲۹۶٫۶ میلیون سامانی فروختند. خدمات پولی شهر در سال ۲۰۱۴ به ۵۶۶۲٫۲ سامانی به ازای هر نفر رسید.

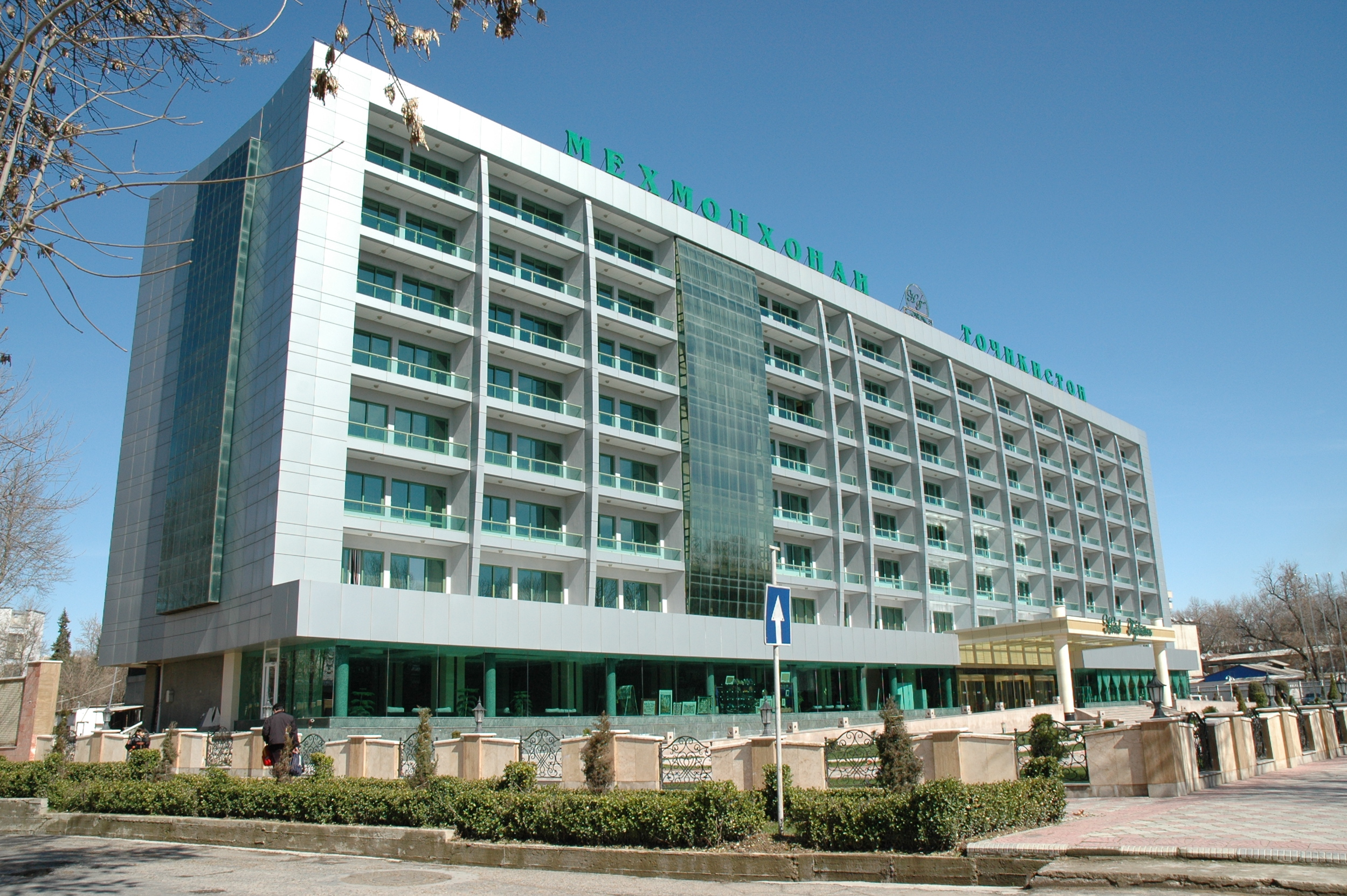
هتل تاجیکستان

دوشنبه پایتخت گردشگری سازمان همکاری اقتصادی است و بیش از ۴۰ هتل دارد. ساخت ۹ هتل مدرن با ظرفیت بیش از ۱۰۰۰ نفر در حال برنامه‌ریزی است.
در سال‌های ۲۰۱۸ و ۲۰۱۹، ابتکارات متعددی مانند عضویت دوشنبه در فدراسیون جهانی شهرهای گردشگری، جشنواره‌های مختلف، قوانین ترویج‌دهنده شهر، یک گالری هنری و تأسیس سال گردشگری و صنایع دستی مردمی در سال ۲۰۱۸ همگی به ترویج صنعت گردشگری کمک کردند. جشنواره تابستانی دوشنبه، یکی دیگر از جشنواره‌های تبلیغ‌شده، به دلیل اتصال به اینترنت قابل توجه است. با این حال، در مقایسه با بقیه کشور، دوشنبه مقصد گردشگری کم‌طرفدارتری است که تا حدی به دلیل تأسیس نسبتاً جدید و فقدان اهمیت تاریخی آن است. موزه‌های این شهر شامل موزه ملی تاجیکستان که در سال ۱۹۳۴ تأسیس شده است، و موزه گورمینج سازهای موسیقی که شامل سازهای موسیقی پامیری و بدخشانی است.

## فرهنگ
فرهنگ در دوشنبه، که نخستین بار در دوره حکومت بخارا توسعه یافت، تحت اتحاد جماهیر شوروی رشد کرد، که بسیاری از اولین نهادهای فرهنگی شهر را تأسیس کرد. پس از استقلال، فرهنگ دوشنبه به سمت ملی‌گرایی بیشتری رفت.

### هنرهای نمایشی

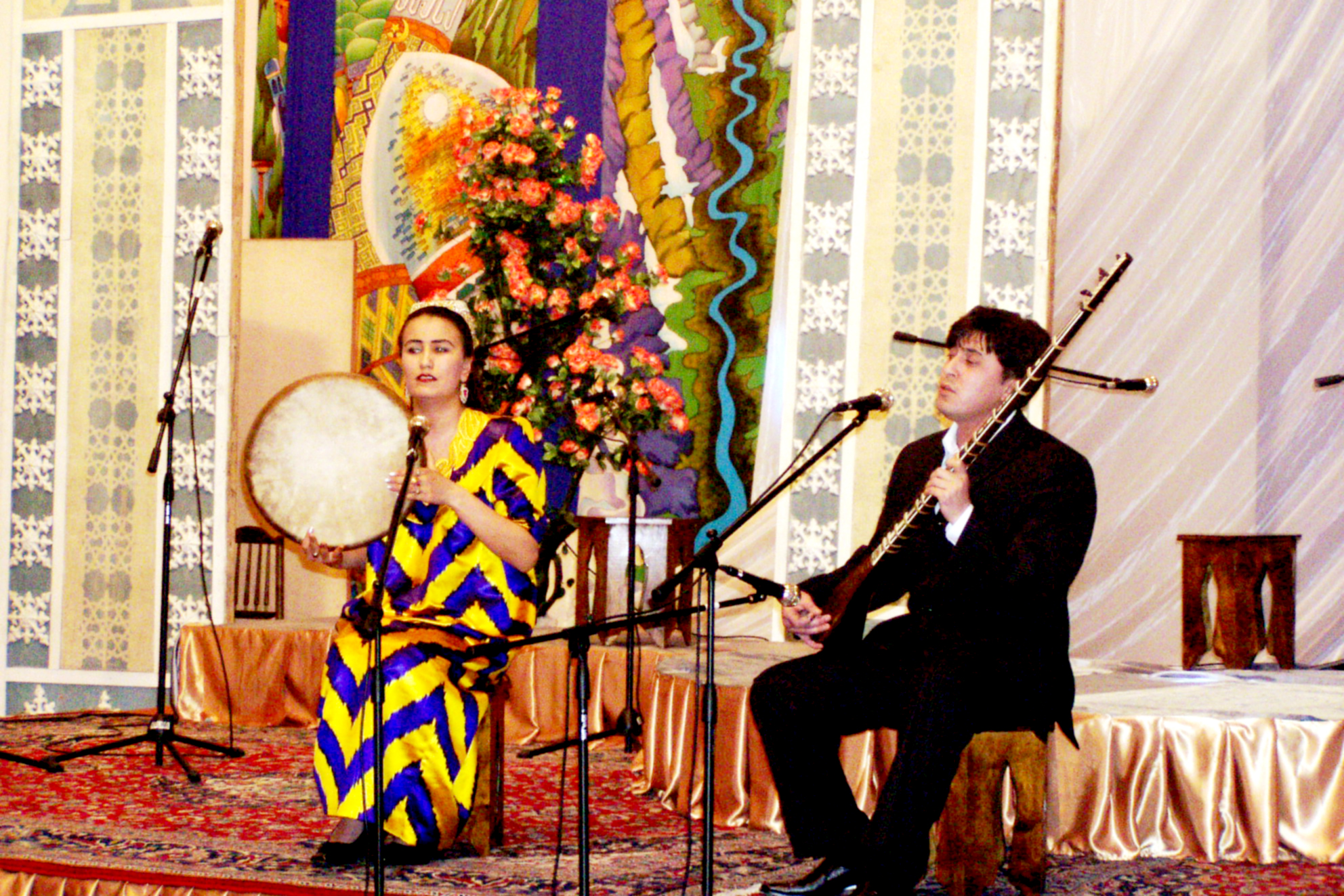
ششمقام در تالار کنسرت دوشنبه

در قرن نوزدهم، ششمقام رایج‌ترین ژانر موسیقی در تاجیکستان بود. در حالی که مقامات شوروی آن را "موسیقی ساخته شده برای امیر" نامیدند و سرکوب کردند، در دوران مدرن محبوبیت بیشتری پیدا کرده‌است.
در دوره دوره شوروی، اتحاد جماهیر شوروی توسعه موسیقی در دوشنبه، مکانی با ازدحام فرهنگی کمتر نسبت به کلانشهرهای معمول روسیه، را تشویق کرد. آهنگ‌های انقلابی، مانند مارسیز، ترویج و به زبان تاجیکی ترجمه شدند. انجمن فیلارمونیک تاجیکستان در سال ۱۹۳۸ تأسیس شد؛ امروزه، به نام آکشریف جورایف نامگذاری شده‌است. سرگئی آرتمیویچ بالاسانیان، یک ارمنی، یکی از آهنگسازانی بود که در ابتدا از سال ۱۹۳۶ تا ۱۹۴۳ به دوشنبه رفت تا جمهوری سوسیالیستی تاجیکستان شوروی را برای جشنواره فرهنگی آینده تاجیکستان که قرار بود در مسکو برگزار شود، آماده کند. او در آنجا خود را "آهنگساز، فعال اجتماعی-موسیقی، فولکلورشناس و آموزگار" توصیف کرد. او همچنین رئیس اتحادیه آهنگسازان تاجیکستان و رهبر هنری خانه اپرا شد. تعداد زیادی از سمفونی‌های روسی و اوکراینی در طول جنگ جهانی دوم به دوشنبه منتقل شدند.
تئاتر اپرا و باله تاجیک، که ساختمان آن به نام صدرالدین عینی نامگذاری شده و اولین خانه اپرا در دوشنبه بود، در سال ۱۹۳۶ تأسیس شد. اولین اپرای اجرا شده، اولین اپرا در تاریخ تاجیکستان، قیام واسه بود و جزئیات یک قیام دهقانی در شرق بخارا در اواخر قرن نوزدهم را شرح می‌داد. یکی از خوانندگان برجسته اپرا حنیفه مولویانوا بود.
یکی دیگر از موسیقیدانانی که در دوره شوروی به دوشنبه آمد، الکساندر لنسکی، یک مولداویایی بود که در سال ۱۹۳۷ به تاجیکستان آمد. او مدیر هنری تئاتر لاهوتی، مدیر فیلارمونیک تاجیکستان و دبیر اول اتحادیه آهنگسازان تاجیکستان بود. او همچنین اولین اپرای تاجیکی و بسیاری از قطعات ارکسترال را آهنگسازی کرد. یکی دیگر از ارکسترهای دوشنبه، ارکستر اپرا است. ارکستر سمفونیک دولتی تاجیکستان در سال ۲۰۱۶ تأسیس شد و اولین کنسرت آن در ۹ سپتامبر ۲۰۱۶ برگزار شد. تئاتر اپرا و باله تاجیکستان تا به امروز به فعالیت خود ادامه داده و نشان لنین را دریافت کرده‌است. در زمان‌های مختلف، خانه اپرا اپراهایی با مضامین مدرن، تاریخی، ملی، انقلابی و قهرمانانه اجرا کرده‌است.
تئاتر اپرا و باله تاجیکستان همچنین اولین باله اجرا شده در دوشنبه را در سال ۱۹۴۱ با عنوان دو گل رز داشت و گروه باله به تدریج در طول زمان رشد کرد. این گروه با فارغ التحصیلان مدرسه رقص لنینگراد و رقصنده‌های باله مانند ملیکه صابرووا بهبود یافت. این تئاتر در سال ۲۰۰۹ بازسازی شد و تا به امروز به فعالیت خود ادامه می‌دهد.

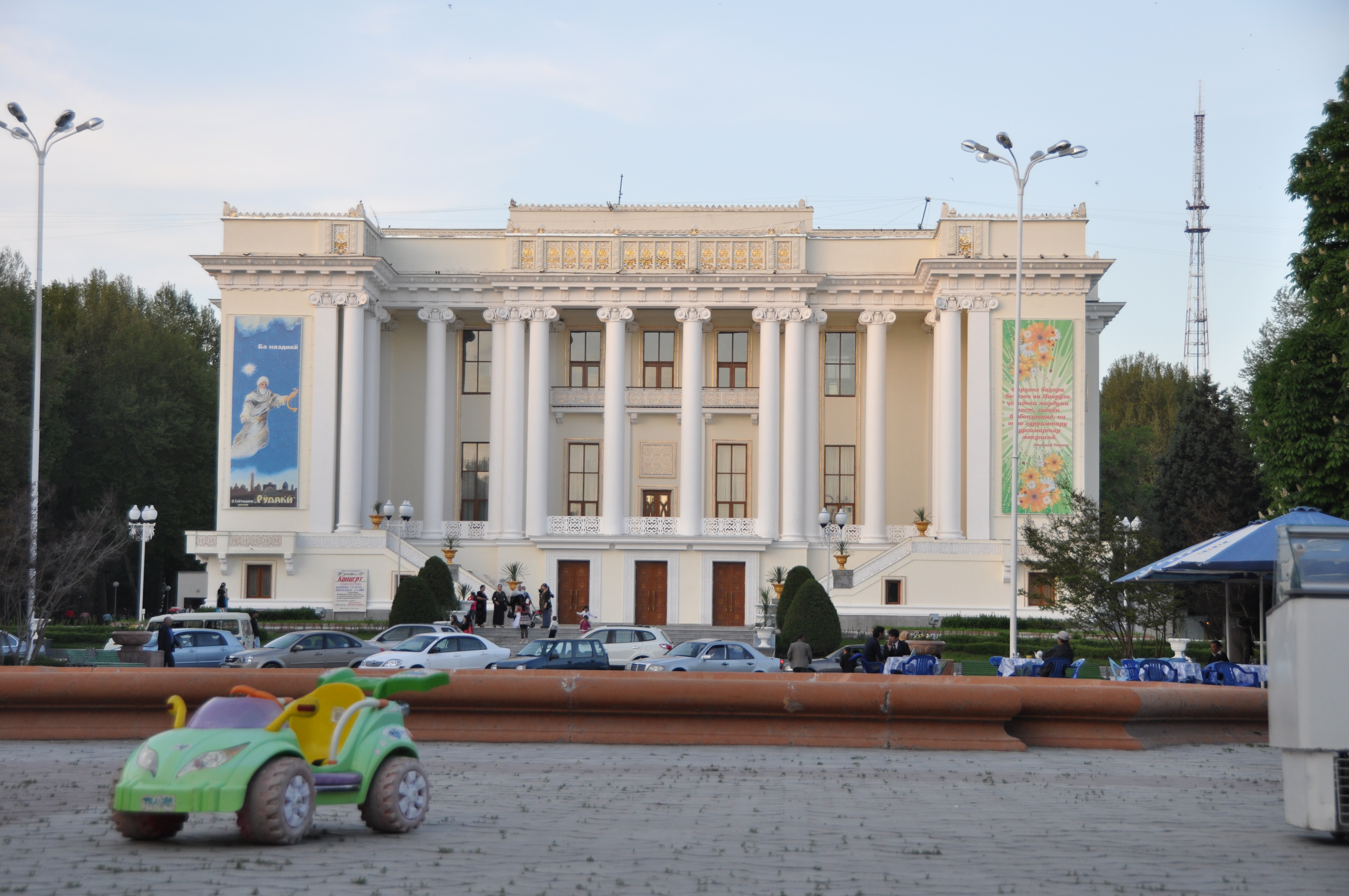
تئاتر اپرای عینی

دهه ۱۹۲۰ شاهد تولد درام در شهر بود. اولین تئاتر، تئاتر لاهوتی، در سال ۱۹۲۹ ساخته شد. در دهه ۱۹۳۰، مضامین شوروی مانند مبارزه طبقاتی، مبارزه با گذشته و برابری جنسیتی در نمایشنامه‌ها برجسته بودند. در سال ۱۹۳۵، تئاتر موزیکال تاجیک، که اکنون تئاتر عینی است، ساخته شد. یک گروه کمدی در سال ۱۹۴۴ ایجاد شد و پس از جنگ، هنرمندان جوان بر نمایشنامه‌ها در دوشنبه تأثیر گذاشتند و منجر به ایجاد تئاتر جوانان دولتی تاجیکستان شدند.
در ادامه سنت ملی‌گرایانه، آثار کلاسیک تاجیک به نمایشنامه تبدیل شدند. در طول جنگ جهانی دوم، نمایشنامه‌ها بر جنگ و مضامین تاریخی از دهه ۱۹۵۰ به بعد متمرکز بودند. در دهه‌های ۷۰ و ۸۰ نمایشنامه‌های خارجی مانند ادیپ شهریار به دوشنبه معرفی شدند. پس از استقلال، نمایشنامه‌ها عمدتاً بر جنگ داخلی ویرانگر متمرکز بودند. امروزه، برخی از تئاترها عبارتند از تئاتر اپرا و باله آکادمیک تاجیک، تئاتر درام دولتی روسیه، تئاتر جوانان، تئاتر تجربی دولتی و تئاتر عروسکی جمهوری.
تئاتر مایاکوفسکی قدیمی‌ترین تئاتر تاجیکستان و آخرین گروه تئاتر زبان روسی باقی‌مانده بود؛ این تئاتر در سال ۲۰۱۶ به عنوان بخشی از تخریب گسترده ساختمان‌های قرن بیستم با اهمیت تاریخی و معماری توسط دولت تخریب شد.

### ادبیات

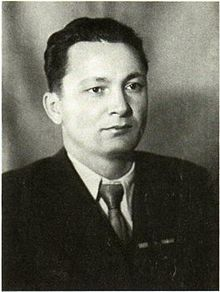
میرسعید میرشکر

اولین چاپخانه در تاجیکستان در اوت ۱۹۲۴ ایجاد شد، انتشارات دولتی تاجیک، انتشارات دانش در سال ۱۹۴۴ تأسیس شد. در سال ۱۹۲۵ ۴ کتاب چاپ شد که در سال ۱۹۲۶ به ۱۳ کتاب افزایش یافت. در سال ۱۹۳۰، صدرالدین عینی اولین رمان تاجیکی، دختونده را نوشت. انتشاراتی که در سال ۱۹۳۴ تأسیس شدند و انتشارات آکادمی علوم تاجیکستان تولید کتاب در شهر را به طور چشمگیری افزایش دادند. انتشارات معارف در سال ۱۹۷۵ ایجاد شد. در سال ۲۰۰۴، ۳۰ شرکت انتشاراتی در شهر وجود داشت.
دوشنبه در دهه ۱۹۲۰ با چهره‌هایی مانند صدرالدین عینی، ابوالقاسم لاهوتی و پیرو سلیمانی همراه با ادبیات جدید شوروی که خواستار انقلاب و برابری اجتماعی و ادبیات ملی‌گرایانه تاجیک بود، به مرکز ادبیات تاجیک تبدیل شد. کتاب‌های کودکان و آثار ترجمه شده نیز در این دوره آغاز شدند. در دهه ۱۹۳۰، نویسندگان جوان روسی بر ادبیات شهر تأثیر گذاشتند، بخشی از "نسل کومسومول". مضامین اغلب به توسعه سریع دوشنبه در دهه ۳۰ می‌پرداختند.
در طول جنگ جهانی دوم، ادبیات به سمت مضامین میهنی و نظامی‌گرایانه دفاع از میهن در قالب‌های کوتاه‌تر از رمان تغییر یافت. پیام‌هایی از خط مقدم و هجوها محبوب شدند. ادبیات روسی نیز شناخته شد، تا حدی به دلیل جابجایی کارخانه‌ها و مردم از خطوط مقدم جنگ به شرق. پس از جنگ، آثار نثر و شعر، با شاعرانی مانند میرزا تورسون‌زاده، همراه با ادامه ژانرهای دهه‌های قبل، محبوب‌تر شدند. نقد ادبی همراه با تحلیل نویسندگان فردی توسعه یافت.
از دهه ۱۹۵۰، ژانر انقلابی تاریخی توسعه یافت و نویسندگان را بر آن داشت تا از تاریخ برای الهام گرفتن استفاده کنند. در دهه ۶۰ ژانر جدید علمی تخیلی در شهر با نویسندگانی مانند میرسعید میرشکر آغاز شد. در دهه‌های ۷۰ و ۸۰ مضامین بی‌نظمی برجسته‌تر شدند، که تصادفاً مدت کوتاهی قبل از فروپاشی اتحاد جماهیر شوروی بود. در شعر، مضامین غنایی مدنی و فلسفی محبوب‌ترین بودند. پس از استقلال، موضوعات ممنوعه قبلی مانند مذهب در ادبیات ظاهر شدند، همراه با تأملاتی در مورد جنگ داخلی و صحنه بین‌المللی‌تری در شهر توسعه یافته‌است.

### هنرهای تجسمی
مجسمه‌سازی برای اولین بار در دهه ۱۹۲۰ به دوشنبه معرفی شد و در طول دوره شوروی بر ترکیب فرهنگ مدرن و میراث کلاسیک متمرکز بود. مجسمه‌های مدرن عمدتاً دارای موضوعات تاریخی مانند فردوسی، شاه انوشیروان یا اسماعیل سامانی هستند، که اغلب برای بزرگداشت ملت و قومیت تاجیک با نگاه به چهره‌های گذشته هخامنشی و سامانی ساخته می‌شوند.

مجسمه‌ها در دوشنبه
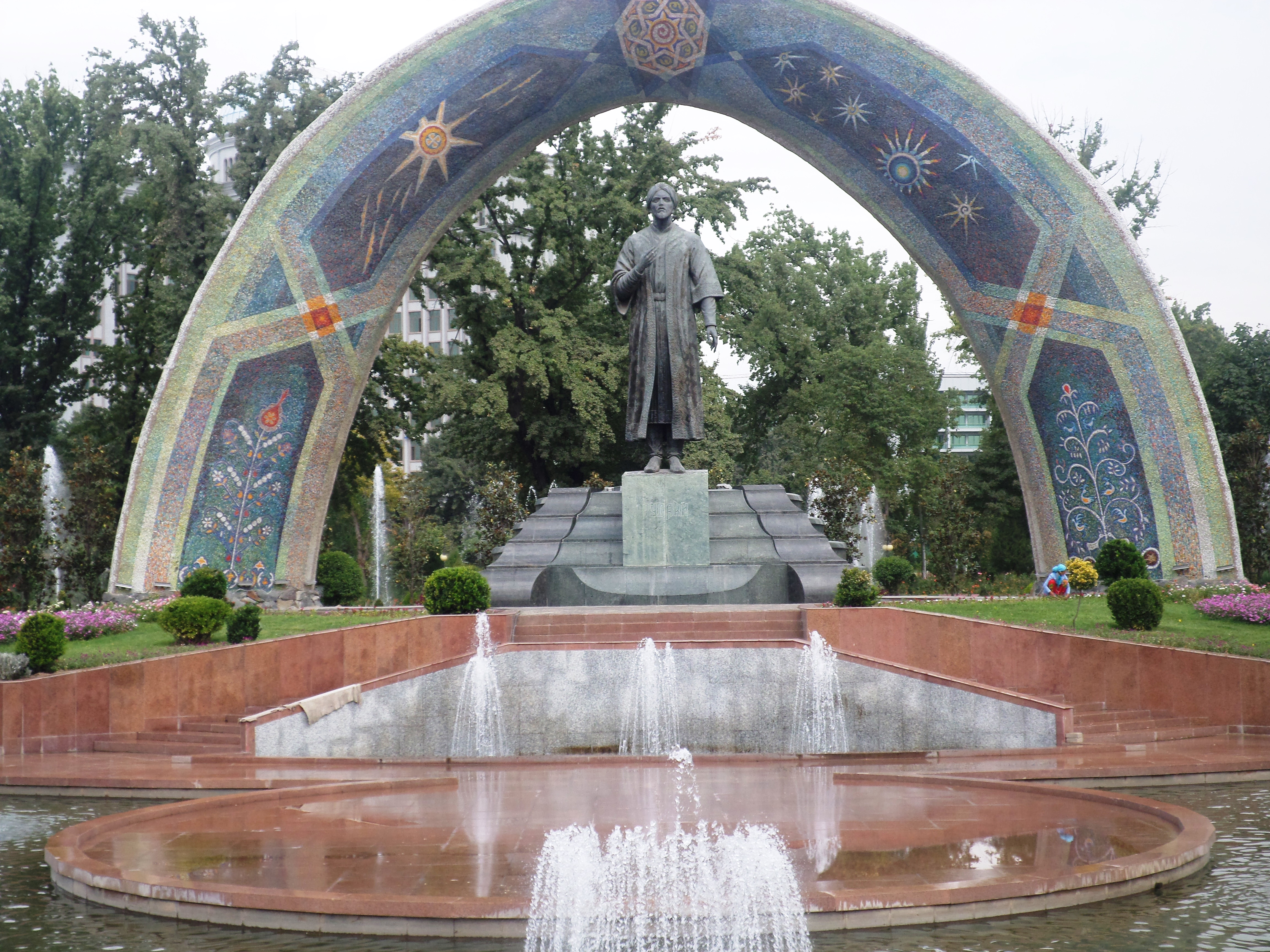
مجسمه رودکی
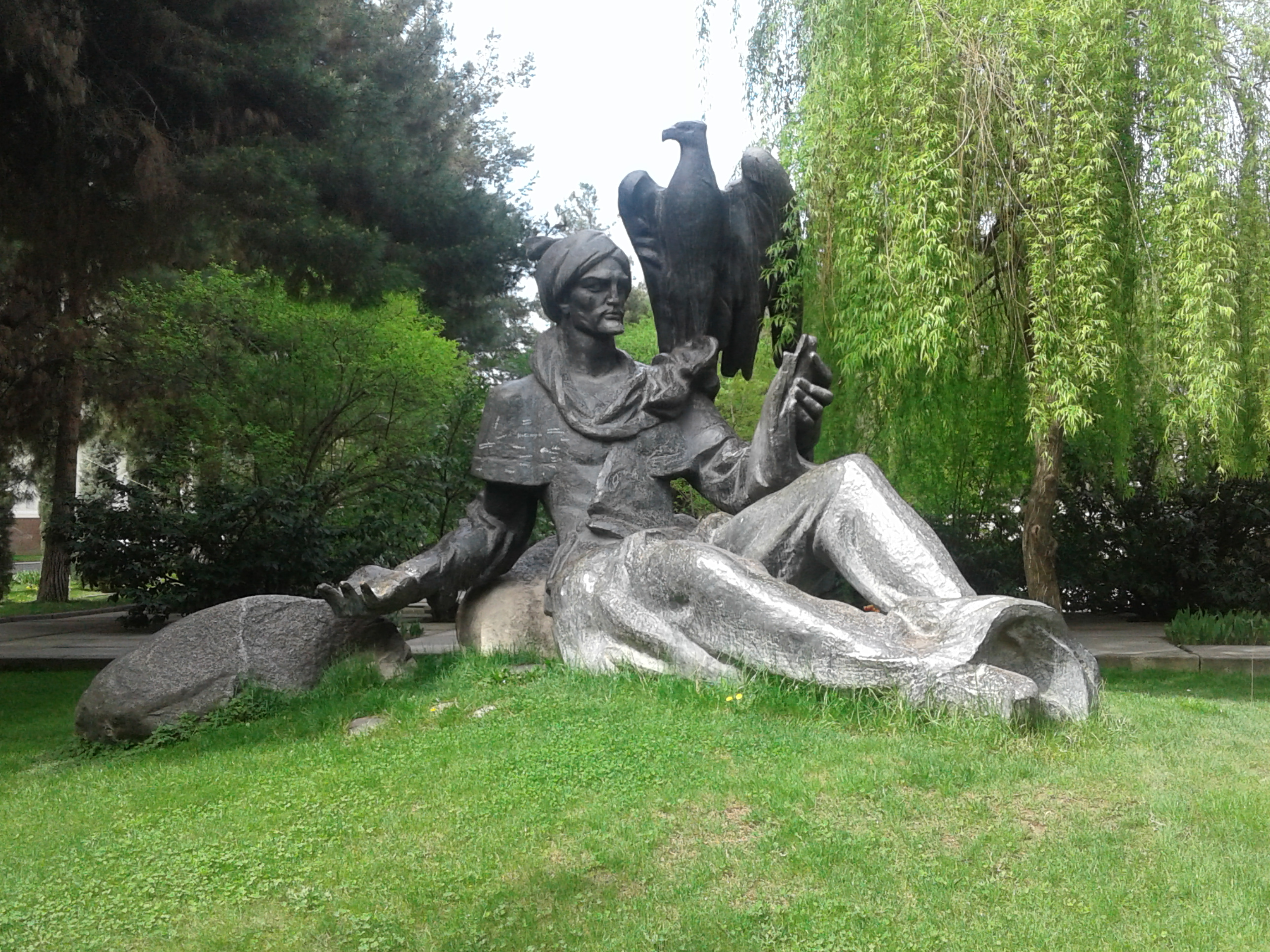
مجسمه عمر خیام
مجسمه لنین
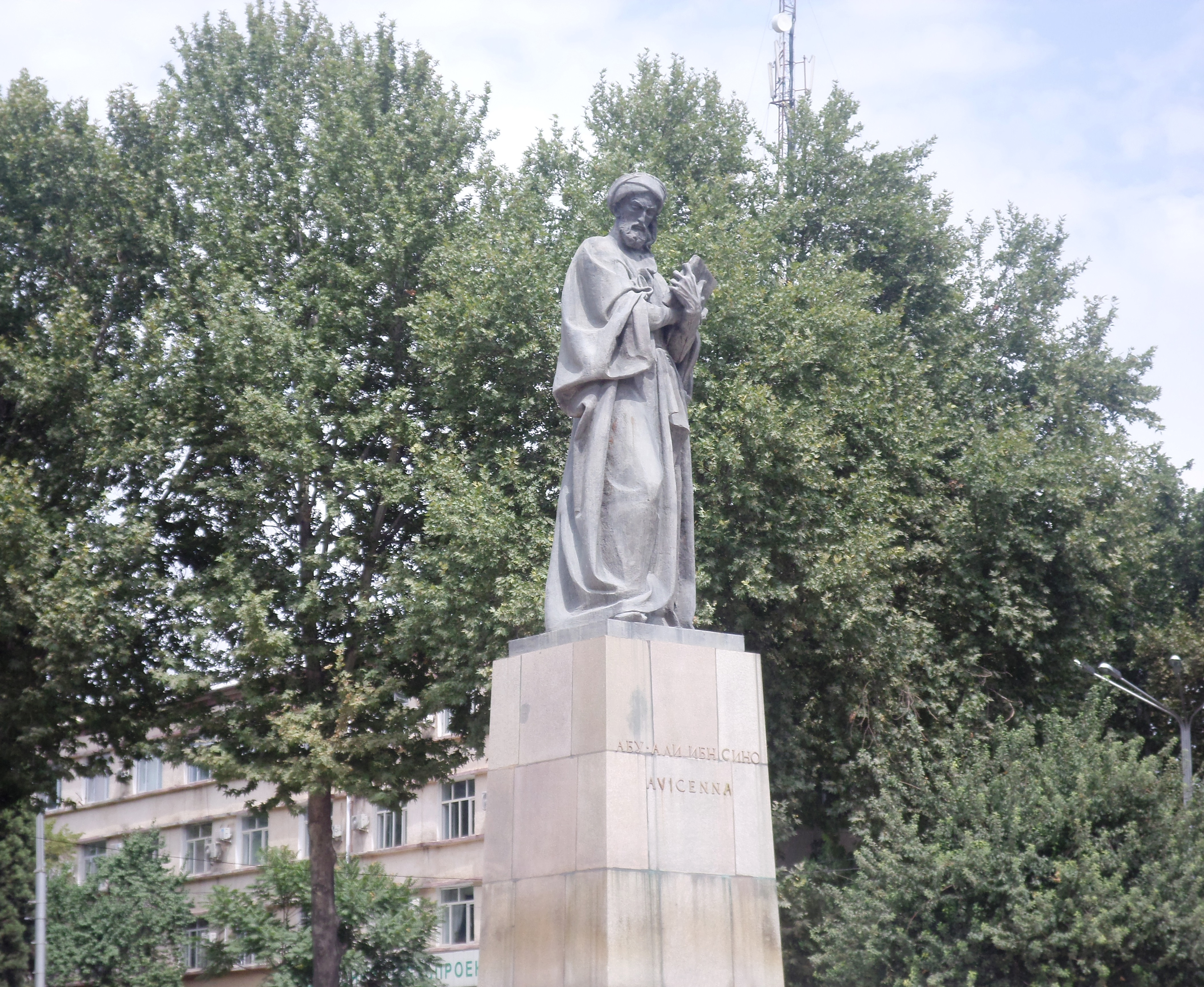
مجسمه ابن سینا

نقاشی در دوشنبه زمانی رونق گرفت که نقاشان روسی در دهه‌های ۲۰ و ۳۰ به این شهر نقل مکان کردند. در دهه ۵۰، هنرمندان تاجیک شروع به نقاشی کردند. در دهه ۱۹۶۰، سبک سخت [ru] رشد کرد و در دهه‌های ۷۰ و ۸۰ تمرکز بر میراث تاجیک و ملی‌گرایی غالب بود. با این حال، در اواخر دهه ۸۰، نقاشی از تمرکز بر چهره‌های تاریخی به عمق عاطفی و شخصیت تغییر یافت. در طول جنگ داخلی، موضوع درگیری در نقاشی توسعه یافت. برای مثال، مجموعه سیاه و سفید سبزعلی شریپوف به جنگ داخلی اختصاص داشت.

### فیلم

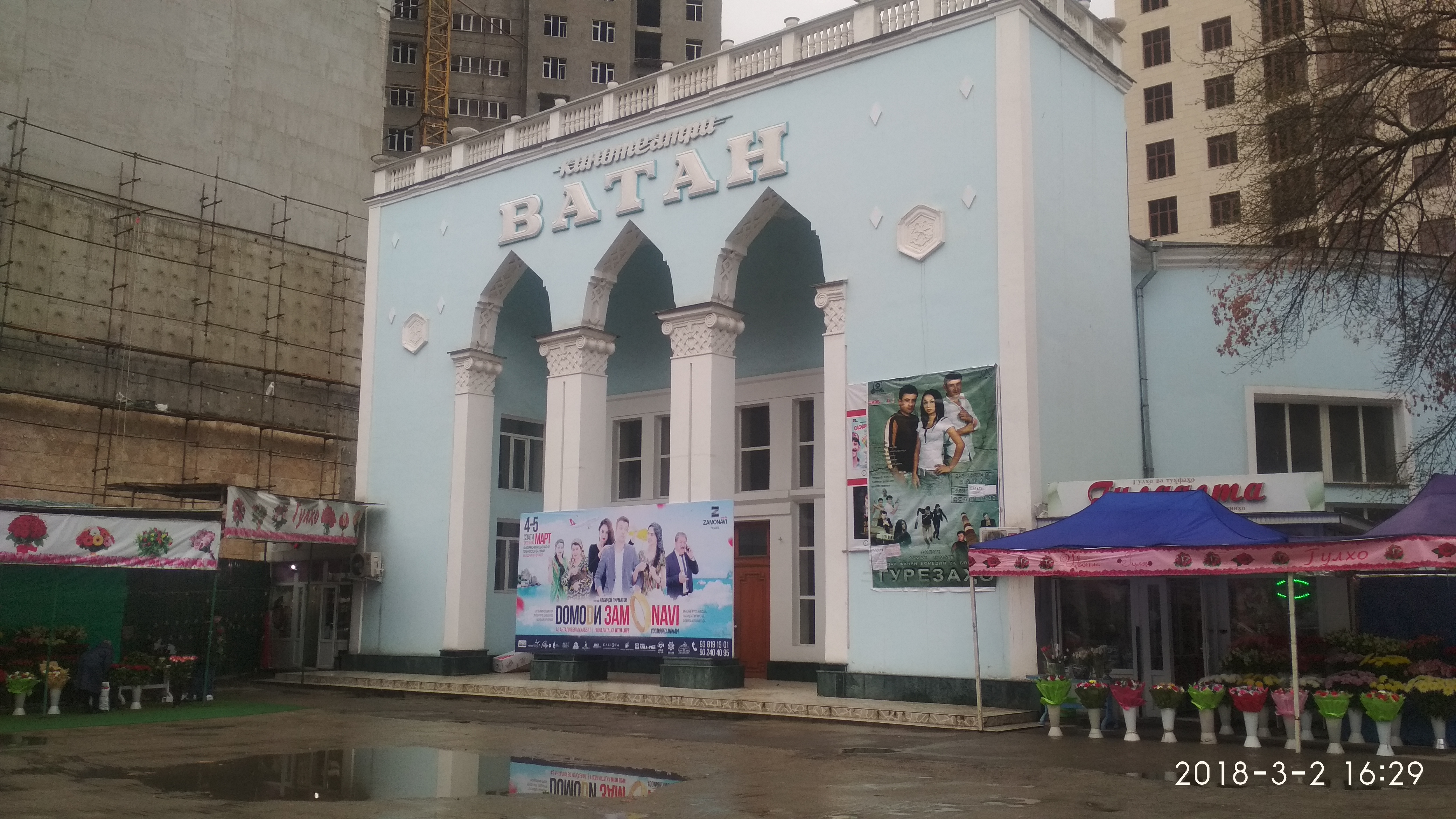
سینما

سینما در دوشنبه در دهه ۱۹۳۰ با ایجاد استودیوهای فیلم و سینما توسط دولت شوروی آغاز شد، اگرچه اولین سینما در سال ۱۹۲۷ ایجاد شد که در آن ساکنان فیلم نیبلونگ اثر فریتز لانگ را تماشا کردند. کمیل یارماتوف اولین کارگردان برجسته تاجیک بود. فیلم‌های مستند نیز در این دوره محبوب بودند و اولین فیلم بلند در سال ۱۹۳۸ ظاهر شد. در جنگ جهانی دوم، تولید فیلم بلند در دوشنبه به دلیل کمبود منابع متوقف شد. پس از جنگ، فیلم‌های بلند بیشتری تولید شد و بسیاری از فیلم‌ها تلاش می‌کردند تصویری از شهر ایجاد کنند. در دهه ۱۹۸۰ نسل جدیدی از فیلمسازان ارزش‌های جدیدی مانند تکثرگرایی را به تئاتر آوردند، که منجر به برخی فیلم‌ها با تمرکز بر حقیقت تاریخ شوروی شد. در طول جنگ داخلی، چشم‌انداز به طور چشمگیری تغییر کرد. تاجیک‌فیلم، که قبلاً انحصار تولید فیلم را داشت، مجبور به تعطیلی شد، در حالی که فیلمسازان مستقل وحشت‌های جنگ داخلی را ثبت کردند.

### ورزش
ژیمناستیک، ورزش‌های سوارکاری و دو و میدانی در سال ۱۹۲۳ در باشگاه ورزشی دوشنبه تمرین می‌شد و در سال ۱۹۲۹ تنیس معرفی شد. اولین دوره اسپارتاکیاد سراسری تاجیکستان در سال ۱۹۳۴ برگزار شد و در سال ۱۹۳۹ دینامو دوشنبه به مرحله یک چهارم نهایی جام اتحاد جماهیر شوروی رسید. در سال ۱۹۵۰ تیم فوتبال این کشور مقام اول را در بازی‌های آسیای مرکزی کسب کرد.
در سال ۲۰۰۳، دوشنبه میزبان بازی‌های آسیای مرکزی بود. محبوب‌ترین ورزش‌ها در دوشنبه عبارتند از سامبو، کشتی، جودو، کاراته، تکواندو، ژیمناستیک هنری، وزنه‌برداری، تیراندازی با کمان، تیراندازی، بوکس، فوتبال، بسکتبال، شیرجه، تنیس، شطرنج، بزکشی و چکرز. چهار تیم فوتبال از لیگ عالی تاجیکستان در دوشنبه بازی می‌کنند: زسکا پامیر، دوشنبه-۸۳، استقلال، و لوکوموتیو پامیر. ورزشگاه پامیر در دوشنبه در سال ۱۹۳۹ ساخته شد که زسکا پامیر دوشنبه در آن بازی می‌کرد. ورزشگاه دوشنبه در حال حاضر در حال ساخت است و پس از اتمام ۳۰٬۰۰۰ نفر گنجایش خواهد داشت.

## آموزش

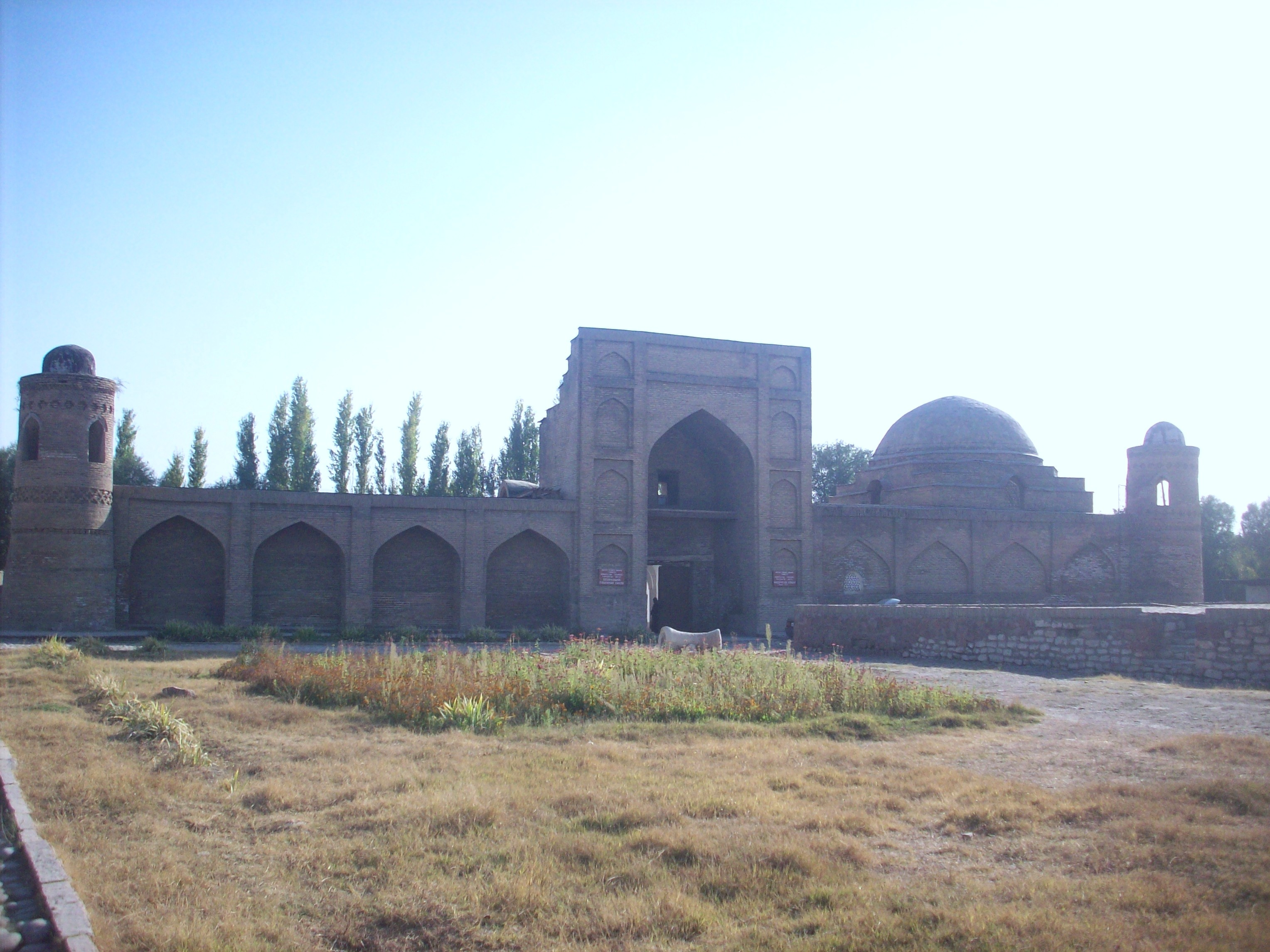
مدرسه در غرب دوشنبه

پیش از حمله شوروی، آموزش در دوشنبه محدود بود و عمدتاً شامل مدرسه‌هایی می‌شد که قرآن و زبان‌های فارسی و عربی را به همراه جغرافیا، هندسه، جبر و دیگر علوم تدریس می‌کردند. پس از حمله، اتحاد جماهیر شوروی مدارس را تعطیل کرد. 

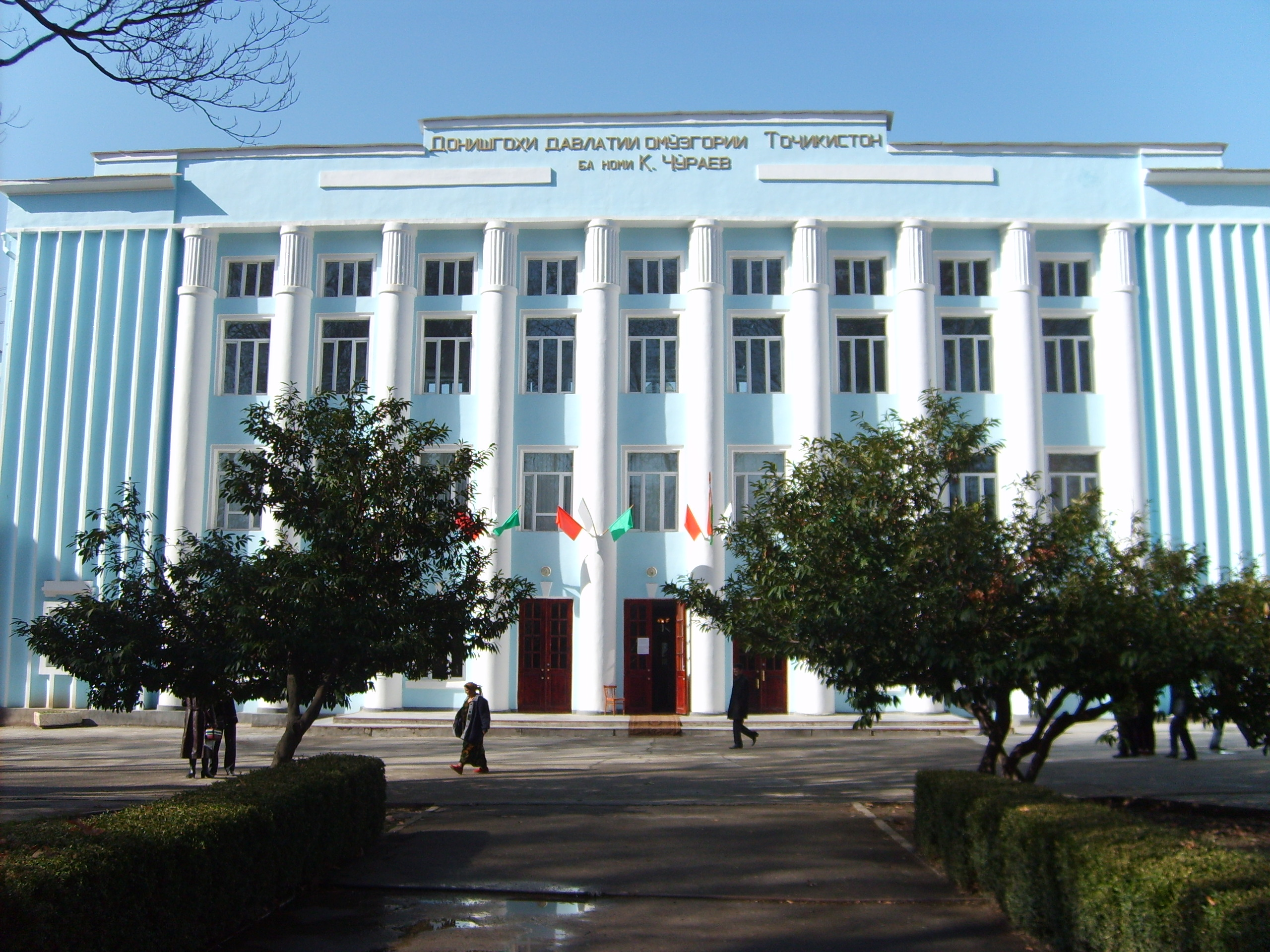
دانشگاه دولتی آموزشی تاجیکستان به نام ق. جورائف، اولین دانشگاه در دوشنبه

نظام آموزشی شوروی در زمان خود موفق تلقی می‌شد و از طریق یک برنامه سوادآموزی گسترده و آموزش اجباری به همراه مشارکت دختران در آموزش، به نرخ سواد نزدیک به ۱۰۰٪ دست یافت.
کمیساریای خلق آموزش جمهوری سوسیالیستی تاجیکستان در ۱۱ فوریه ۱۹۲۵ در دوشنبه تأسیس شد. آموزش عالی در دهه ۱۹۳۰ با تأسیس یک مؤسسه آموزشی عالی در دوشنبه در سال ۱۹۳۱ آغاز شد. در سال ۱۹۳۹، دانشگاه دولتی پزشکی تاجیکستان در دوشنبه تأسیس شد و اندکی بعد در سال ۱۹۴۴، مؤسسه کشاورزی تاجیکستان به دوشنبه منتقل شد. پیش از شروع جنگ جهانی دوم، ۳۲ مدرسه متوسطه و دو مؤسسه در این شهر وجود داشت. در حالی که جنگ جهانی دوم رشد آموزش عالی را کند کرد، پس از آن در سال ۱۹۴۷ دانشگاه دولتی تاجیکستان تأسیس شد. در سال ۱۹۵۶، یک مؤسسه پلی‌تکنیک در این شهر به همراه مؤسسه تربیت بدنی در سال ۱۹۷۱، مؤسسه هنر در سال ۱۹۷۳ و مؤسسه آموزشی زبان و ادبیات روسی تاجیکستان در سال ۱۹۸۰ تأسیس شد که در سال ۱۹۸۷ به مؤسسه دولتی زبان‌های تاجیکستان تغییر نام داد. در سال ۱۹۹۰، دانشگاه فناوری تاجیکستان تأسیس شد.
نظام شوروی بر اساس نیازهای اقتصاد بود؛ مؤسسات کشاورزی، پزشکی و پلی‌تکنیک همگی برای کمک به اقتصاد تأسیس شده بودند. خارج از آن، بیشتر آموزش عالی در این نظام به شکل کالج‌های آموزشی بود. محدودیت‌ها در موضوعات سیاسی مانند تاریخ، پیشرفت در این زمینه‌ها را با مانع روبرو کرد. پس از استقلال، دانشگاه‌ها دوره‌های خود را با دقت کمتری با اقتصاد هماهنگ کردند و در نتیجه، مشاغل دیگر در مدارسی مانند دانشگاه حقوق، تجارت و سیاست تاجیکستان گسترش یافتند.
جنگ داخلی پس از استقلال، نظام آموزشی شهر را ویران کرد و بودجه دولتی در این دوره از ۱۱٪ به ۲٪ کاهش یافت. در حالی که هزینه‌های دولتی کاهش یافت، مؤسسات خصوصی به طور موقت در اقتصاد بازار توسعه یافتند و عامل رشد تعداد دانشگاه‌ها در دوشنبه پس از استقلال شدند.
دانشگاه دولتی مدرن در دوشنبه، دانشگاه دولتی تربیت معلم تاجیکستان، هزاران دانشجو دارد. مؤسساتی مانند دانشگاه فنی تاجیکستان، دانشگاه کشاورزی تاجیکستان، دانشگاه دولتی بازرگانی تاجیکستان و دانشگاه فناوری تاجیکستان، که برخی از آنها در دوران شوروی وجود داشتند، رشد کرده و بین ۵۰۰۰ تا ۹۰۰۰ دانشجو پذیرش کردند. مدارس تخصصی و فنی نیز به طور قابل توجهی گسترش یافتند.

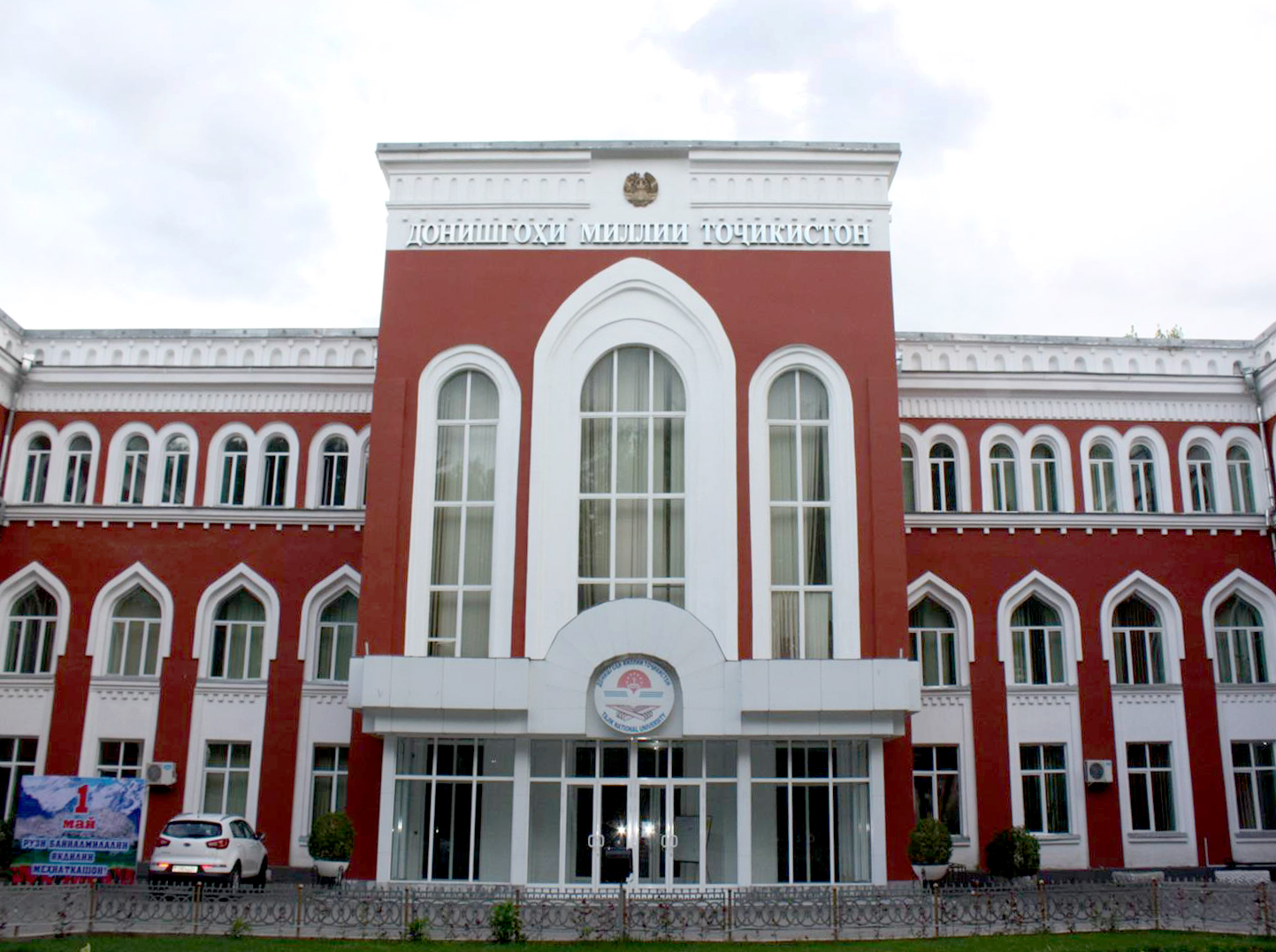
دانشگاه ملی تاجیکستان

 امروزه، ۶۰٪ از دانشجویان دانشگاهی در تاجیکستان در دوشنبه ثبت نام کرده‌اند، که دارای ۲۳ دانشگاه با ۱۰۳٬۶۰۰ دانشجو، ۱۳ کالج با ۱۶٬۱۰۰ دانشجو و ۱۴۰ مدرسه با ۱۸۰٬۸۰۰ دانشجو است. تا سال ۲۰۱۵، یک دانشگاه ملی در دوشنبه، دانشگاه ملی تاجیکستان، ۷ دانشگاه تخصصی، ۴ مؤسسه بین‌المللی دوجانبه و ۱۲ مؤسسه در پایتخت وجود دارد. در سال تحصیلی ۲۰۱۸/۲۰۱۹، ۲۳ مؤسسه آموزش عالی با ۱۰۳٬۶۰۰ دانشجو وجود داشت. همچنین ۱۲۴ پیش‌دبستانی و ۱۴۰ مدرسه آموزش عمومی در این شهر وجود داشت.
دانشگاه اسلاوی روسی-تاجیکی روسی‌زبان در دهه ۱۹۹۰ در جریان روند تعطیلی آموزش زبان روسی به دلیل مهاجرت روس‌ها در طول جنگ داخلی ایجاد شد. مؤسسه اسلامی تاجیکستان که با هدف مقابله با افراط‌گرایی اسلامی ایجاد شده بود، تا سال ۲۰۲۰، ۹۲۴ دانشجو داشت. دانشگاه روابط بین‌الملل که توسط یک تاجیک آمریکایی تأسیس شده بود، در مخالفت با دولت تأسیس شد و تا زمان تعطیلی خود، رهبران اپوزیسیون را تربیت کرد. در سال ۲۰۰۹، به دلیل تلاش‌های امامعلی رحمان، شعبه‌ای از دانشگاه دولتی مسکو در دوشنبه افتتاح شد. ۷۰٪ از مدرسان روسی و تنها ۳۰٪ تاجیک هستند. دیگر شعب دانشگاه‌های روسی در دوشنبه شامل شعبه‌ای از مؤسسه فولاد و آلیاژ مسکو و شعبه‌ای از مؤسسه مهندسی قدرت مسکو می‌شود.
دانشگاه ملی تاجیکستان برجسته‌ترین دانشگاه در شهر و کشور است. با بیش از ۲۱٬۰۰۰ دانشجو و تعداد زیادی از برنامه‌ها، دانشگاه شاخص تاجیکستان است. به طور منحصر به فرد، این دانشگاه مستقیماً توسط دولت تأمین مالی می‌شود در حالی که در مقایسه با دیگر دانشگاه‌های دولتی، استقلال بیشتری از آن دارد. اگرچه در اصل این امر آزادی آکادمیک را فراهم می‌کند، اما در واقع دولت هنوز به شدت درگیر است، محتوا را سانسور می‌کند و انتصابات در دانشگاه را کنترل می‌کند. نظام آموزشی دوشنبه هنوز به شدت توسط دولت ملی مدیریت می‌شود، که میراث دوران شوروی است. دیگر مدارس شامل دانشگاه بین‌المللی علوم انسانی تاجیکستان، مدرسه بین‌المللی دوشنبه و مؤسسه حقوق مالیاتی، که اکنون دانشگاه دولتی اقتصاد و دارایی تاجیکستان است، می‌باشد.

## ترابری

### حمل و نقل هوایی
رشید بک اهری‌یف و پیتر کوماروف نخستین پرواز را به شهر از بخارا در ۳ سپتامبر ۱۹۲۴ با یک فروند یونکرس اف-۱۳ انجام دادند؛ این سرویس سه بار در هفته از یک فرودگاه کوچک در خیابان رودکی امروزی انجام می‌شد. در سال ۱۹۲۷، دومین مسیر هوایی در اتحاد جماهیر شوروی از تاشکند به سمرقند به ترمذ به دوشنبه با یونکرس اف-۱۳ افتتاح شد، دو سال قبل از ورود خودروها و پنج سال قبل از راه‌آهن. یک فرودگاه کوچک استالین‌آباد ایجاد شد و در سال ۱۹۳۰ یک فرودگاه درجه یک در شهر ساخته شد. نخستین پرواز برنامه‌ریزی شده از شهر در سال ۱۹۴۵ با لی-۲ آغاز شد. شرکت هواپیمایی دولتی، تاجیکستان - که اکنون به نام تاجیک ایر شناخته می‌شود - در سال ۱۹۴۹ تأسیس شد. در دهه‌های ۵۰ و ۶۰، بسیاری از هواپیماهای جدید به ناوگان هواپیمایی غیرنظامی تاجیکستان معرفی شدند. اداره هوانوردی غیرنظامی تاجیکستان در دهه ۱۹۸۰ مقام اول را در بهره‌وری در اتحاد جماهیر شوروی به دست آورد.

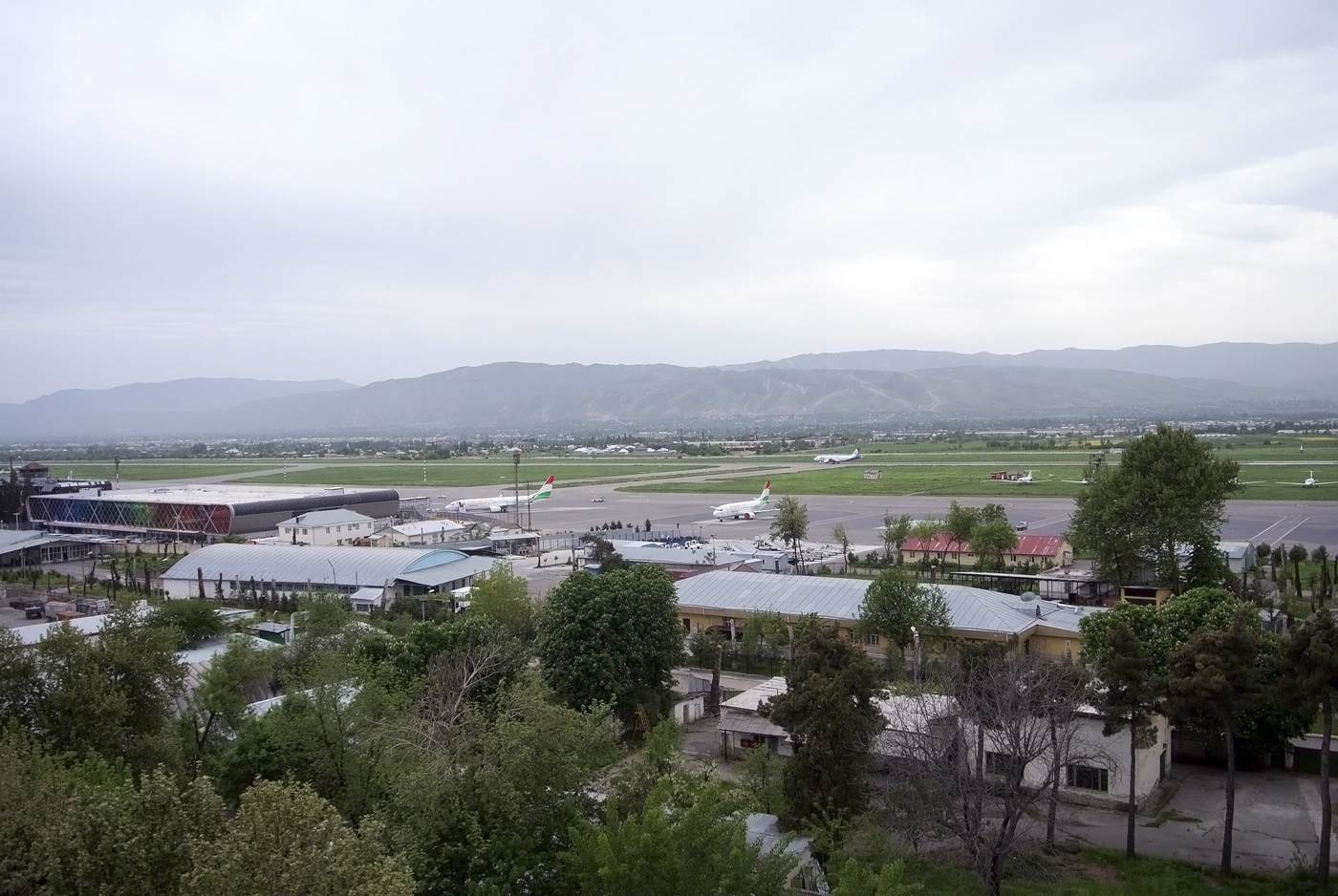
نمایی از فرودگاه بین‌المللی دوشنبه
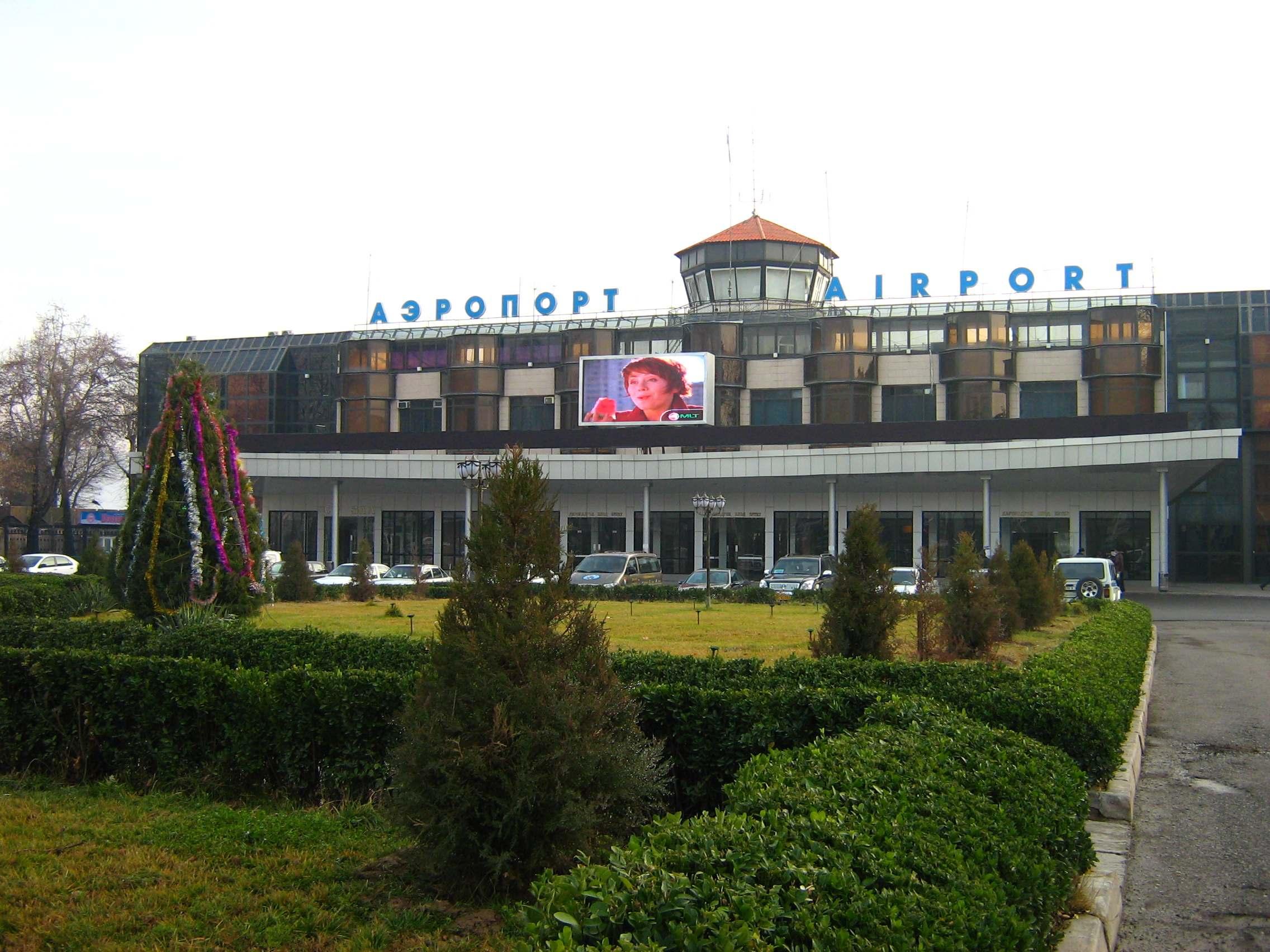
ترمینال فرودگاه بین‌المللی دوشنبه
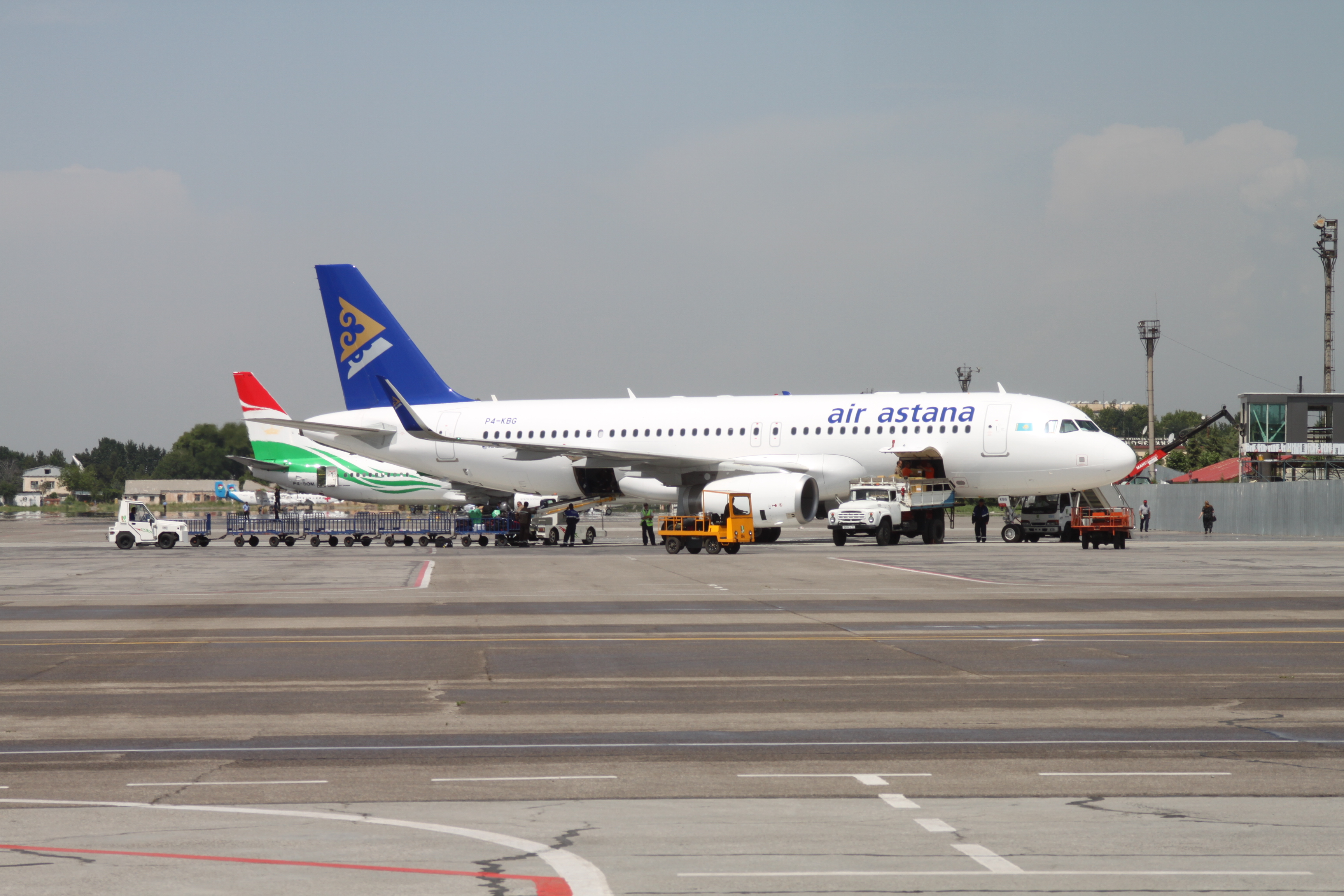
هواپیمای ایر آستانا در فرودگاه بین‌المللی دوشنبه

این شهر توسط فرودگاه بین‌المللی دوشنبه خدمات‌رسانی می‌شود که از آوریل ۲۰۱۵، پروازهای برنامه‌ریزی شده منظم به اورومچی، کابل، دهلی، دبی، استانبول، فرانکفورت و شهرهای بزرگ روسیه و آسیای مرکزی و غیره داشت. دفتر مرکزی تاجیک ایر در محوطه فرودگاه دوشنبه در دوشنبه قرار داشت. سامان ایر که در سال ۲۰۰۸ افتتاح شد، دفتر مرکزی آن در دوشنبه قرار دارد. دولت قصد داشت ۰٫۱۸٪ از تولید ناخالص داخلی تاجیکستان را به توسعه هوانوردی، عمدتاً در دوشنبه، اختصاص دهد. سرمایه‌گذاران ژاپنی یک ترمینال باربری به ارزش ۲۸ میلیون دلار در فرودگاه ایجاد کردند.

### سامانه جاده‌ای
نخستین جاده در کشور، از اوایل قرن نوزدهم، به گذر بود که توسط شترها پیموده می‌شد و توسط شوروی‌ها به یک جاده مدرن تبدیل شد. نخستین خط اتوبوس در سال ۱۹۳۰ و سرویس تاکسی در سال ۱۹۳۷ آغاز به کار کرد. خودروها وسیله اصلی حمل و نقل در کشور و در دوشنبه هستند. یک جاده اصلی از طریق کوه‌ها از خجند به دوشنبه از طریق تونل انزاب که توسط یک اپراتور ایرانی ساخته شده است، می‌گذرد. جاده اصلی دوم از دوشنبه به شرق به خاروغ در ولایت خودمختار بدخشان کوهستانی، سپس به مرغاب و سپس به جاده‌هایی به سمت چین و قرقیزستان منشعب می‌شود.
بسیاری از پروژه‌های ساخت بزرگراه و تونل در حال انجام یا اخیراً به پایان رسیده است (تا تاریخ ۲۰۱۴). پروژه‌های مهم شامل بهسازی بزرگراه‌های دوشنبه – چاناک (مرز ازبکستان)، دوشنبه – کولمه (مرز چین)، بُختر – پایان پایین (مرز افغانستان) و ساخت تونل زیر گذرگاه‌های کوهستانی انزاب، شهرستان، شرشر و چورمازاك است.

### حمل و نقل ریلی

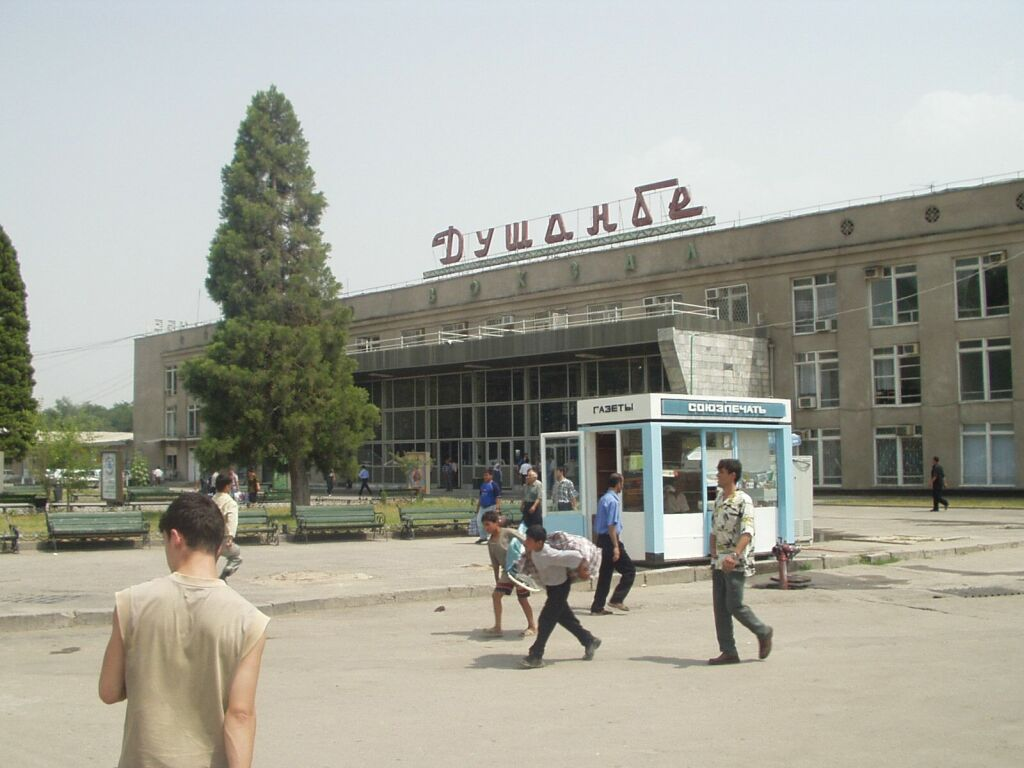
ایستگاه راه‌آهن دوشنبه

نخستین خط آهن در دوشنبه، به طول الگو:تبدیل به مایل، از سال ۱۹۲۶ تا ۱۹۲۹ ساخته شد و در ۱۰ سپتامبر ۱۹۲۹ از وحدت به دوشنبه به ترمذ افتتاح شد که در نهایت دوشنبه را به مسکو متصل کرد. در سال‌های ۱۹۳۳ و ۱۹۴۱، دو خط راه‌آهن باریک دیگر از دوشنبه به گولپیستا و قرغان‌تپه کشیده شد. در سال ۲۰۰۲، یک اداره راه‌آهن جدید مسئولیت را بر عهده گرفت که این سیستم را مدرن کرد.
امروزه، راه‌آهن‌های اصلی تاجیکستان در منطقه جنوبی قرار دارند و دوشنبه را با مناطق صنعتی در دره‌های حصار و وخش و با ازبکستان، ترکمنستان، قزاقستان و روسیه متصل می‌کنند. راه‌آهن‌های تاجیکستان متعلق به شرکت راه‌آهن تاجیکستان است و توسط آن اداره می‌شود. در اوایل دهه ۲۰۰۰، یک خط راه‌آهن جدید از دوشنبه به غرم به جیرگتال ساخته شد که این کشور را بدون عبور از ازبکستان به دلیل تنش‌های ژئوپلیتیکی معاصر به روسیه، قزاقستان و قرقیزستان متصل می‌کرد. یک خط پیشنهادی از دوشنبه به هرات و مشهد نیز توسط دولت ترویج می‌شود. در ۱۸ ژوئن ۲۰۱۸، نخستین راه‌آهن بین دوشنبه و آستانه، پایتخت قزاقستان، سفر خود را از طریق منطقه قره‌قالپاقستان ازبکستان به پایان رساند. سیستم راه‌آهن شمالی تاجیکستان از سایر خطوط راه‌آهن آن، از جمله خطوط دوشنبه، جدا مانده است. همچنین یک سرویس از دوشنبه به خجند و شهر شمالی ازبکستان، پخته‌آباد وجود دارد.

### سامانه ترولی‌بوس

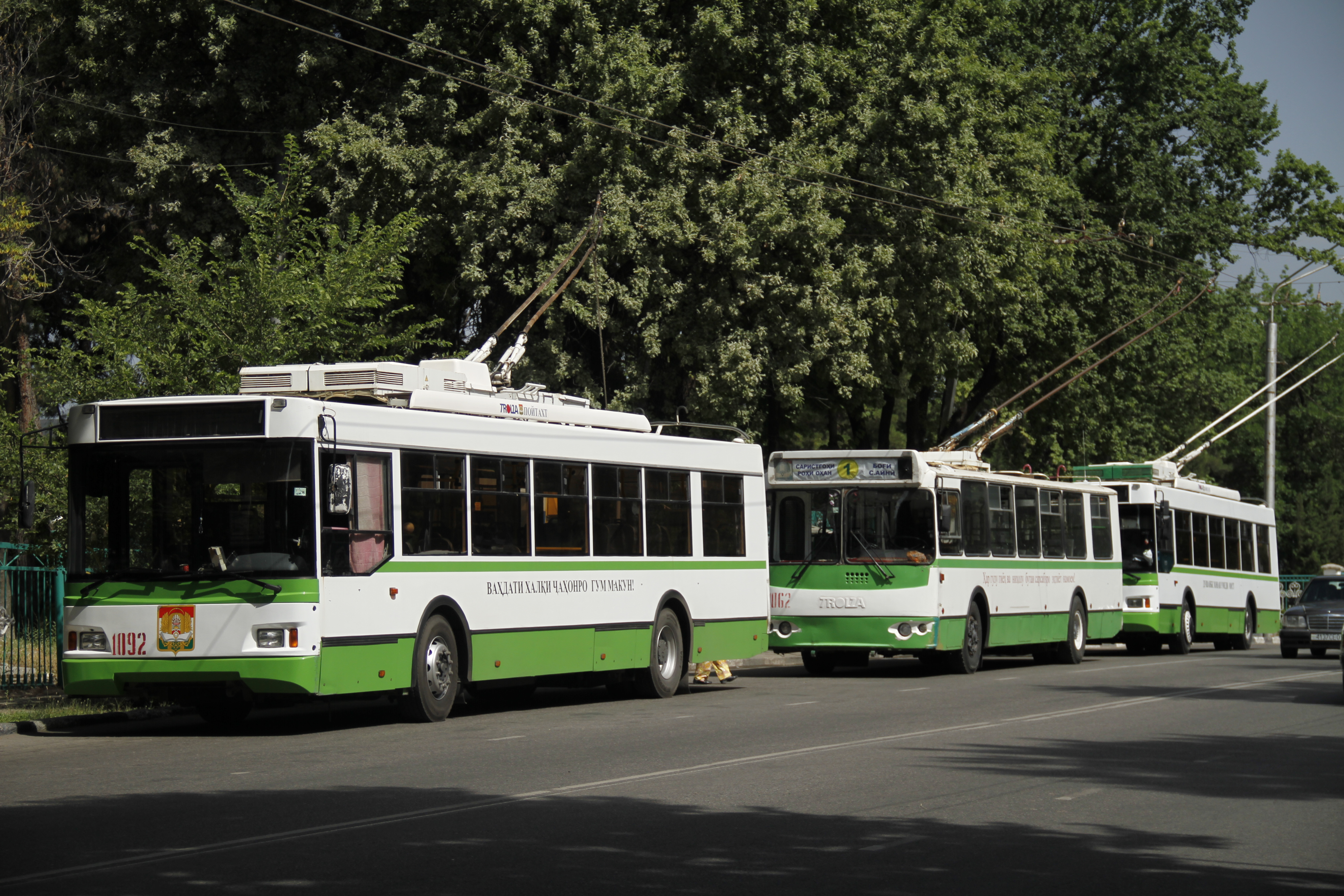
ترولی‌بوس‌ها در دوشنبه

سامانه ترولی‌بوس دوشنبه در ۶ آوریل ۱۹۵۵ با سازماندهی یک اداره ترولی‌بوس در شهر آغاز به کار کرد. در ۱ مه ۱۹۵۵، نخستین ترولی‌بوس ترولزا در خیابان لنین، خیابان اصلی دوشنبه، به بهره‌برداری رسید. مسیرها در سال‌های ۱۹۵۷ و ۱۹۵۸ و در سال ۱۹۶۷ به تدریج اضافه شدند و ۹ مسیر افتتاح شد و طول شبکه به الگو:تبدیل به مایل رسید. فروپاشی اتحاد جماهیر شوروی منجر به بحران در این سیستم شد، زیرا قیمت سوخت افزایش یافت و غارت به یک مشکل دائمی تبدیل شد، به طوری که یک حادثه در ایستگاه اتوبوس مرکزی منجر به تعلیق موقت خطوط شد. در این دوره، تعداد ترولی‌بوس‌ها از اوج ۲۵۰ دستگاه در اواخر دهه ۱۹۸۰ به تنها ۴۵–۵۰ دستگاه کاهش یافت. در سال ۲۰۰۴، ۱۰۰ ترولی‌بوس جدید سفارش داده شد که چند سال بعد تحویل داده شد و به از سرگیری خدمات کمک کرد.
در سال ۲۰۲۰، بانک اروپایی بازسازی و توسعه ۸ میلیون دلار برای تعمیر این سیستم اختصاص داد. تا سال ۲۰۲۰، دوشنبه ۷ خط ترولی‌بوس با ۱۱ میلیون مسافر در سال داشت. در حالی که ترولی‌بوس‌ها در دوران شوروی وسیله اصلی حمل و نقل بودند، امروزه تنها ۲٪ از سفرهای موتوری را تشکیل می‌دهند.
ترولی‌بوس‌های دوشنبه بر اساس طراحی ترولی‌بوس زیو-۹ ساخته شده‌اند.
```
* 
ترولزا
-۵۲۶۴٫۰۱ "کاپیتال" (شماره‌های ۱۰۰۰–۱۰۰۳)؛
* 
زیو-۶۸۲اچ
-۰۱۶ (۰۱۲) (شماره‌های ۱۰۰۴–۱۰۳۹، ۲۰۰۰–۲۰۲۷)؛
* 
زیو-۶۸۲اچ
-۰۱۶ (۰۱۸) (شماره‌های ۱۰۴۲، ۱۰۵۳، ۱۰۵۴، ۱۰۵۸، ۱۰۵۹، ۱۰۷۲–۱۰۸۳، ۲۰۳۸، ۲۰۴۶، ۲۰۵۱–۲۰۷۹)؛
* 
زیو-۶۸۲وی
 (شماره‌های ۱۱۷۷، ۲۰۹۵، ۲۰۹۹).
[
۲۰۸
]
```

### سامانه مترو
ساخت یک سامانه متروی روگذر قرار است در سال ۲۰۲۵ آغاز شود. انتظار می‌رود نخستین خط متروی هوایی در سال ۲۰۴۰ تکمیل شود و دروازه جنوبی و گولیسون (منطقه سیرک) را به هم متصل کند.

## زیرساخت

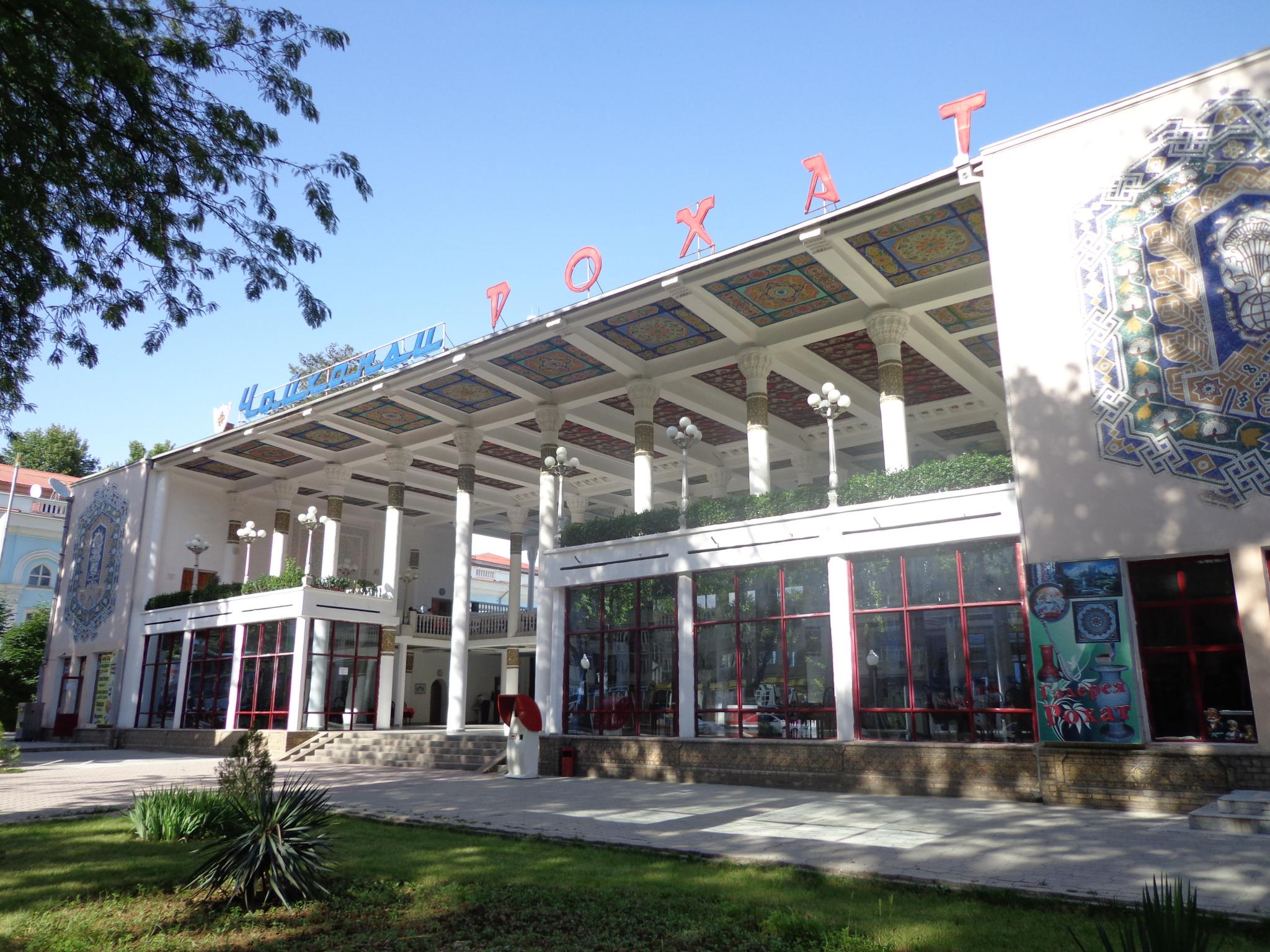
ترکیبی از تزئینات نئوکلاسیک و ساختار مینیمالیستی از اواخر دهه ۱۹۵۰

### معماری
پیش از حمله شوروی، دوشنبه از خیابان‌های باریک با ساختمان‌های خشت خام تشکیل شده بود. هیچ‌یک از ساختمان‌های آن زمان باقی نمانده‌اند. توسعه دهه ۱۹۲۰، اندکی پس از حمله شوروی، زمینه‌ساز توسعه آینده شد و آغاز شهر را رقم زد. در دهه ۱۹۳۰، معماری کانستراکتیویستی همراه با ساخت سازه‌های بزرگ‌تر، که اغلب از بتن ساخته می‌شدند، برجسته شد. چندین معمار نقش مهمی در ساخت شهر ایفا کردند که گروهی به رهبری پتر واولین داشتند. او قانونی به نام «درباره ساخت شهر دوشنبه» تدوین کرد که شهر در ۲۷ آوریل ۱۹۲۷ آن را تصویب کرد. او طرحی کانستراکتیویستی را در شهر اجرا کرد که احتمالاً از ملاقاتش با لو کوربوزیه در مسکو در سال ۱۹۲۹ الهام گرفته بود.
در سال‌های ۱۹۳۴ و ۱۹۳۵، مؤسسه گریپروگور مستقر در لنینگراد، طرح جامع ساخت دوشنبه را ایجاد کرد. این طرح در ۳ مارس ۱۹۳۸ تصویب شد. مرکز شهر در جریان بازسازی به میدان سرخ و پارک فرونزه، محل بسیاری از تظاهرات کارگران و رژه‌های نظامی تا دهه چهل، منتقل شد. در نیمه دوم این دهه، بسیاری از زیرساخت‌ها و تأسیسات مدرن شهر ایجاد شد. در دهه ۱۹۴۰، معماری بیشتر بر تزئینات و معماری نئوکلاسیک متمرکز بود.
سال ۱۹۵۵ با انتشار «درباره رفع افراط در طراحی»، دوران جدیدی از معماری را نوید داد که سرانجام به دوره نئوکلاسیک پایان داد و معماری شهر را در روندهای مدرن و مینیمالیستی شوروی ادغام کرد. در سال ۱۹۶۶، به دلیل رشد سریع شهر، طرح جامع جدیدی برای شهر ایجاد شد. 

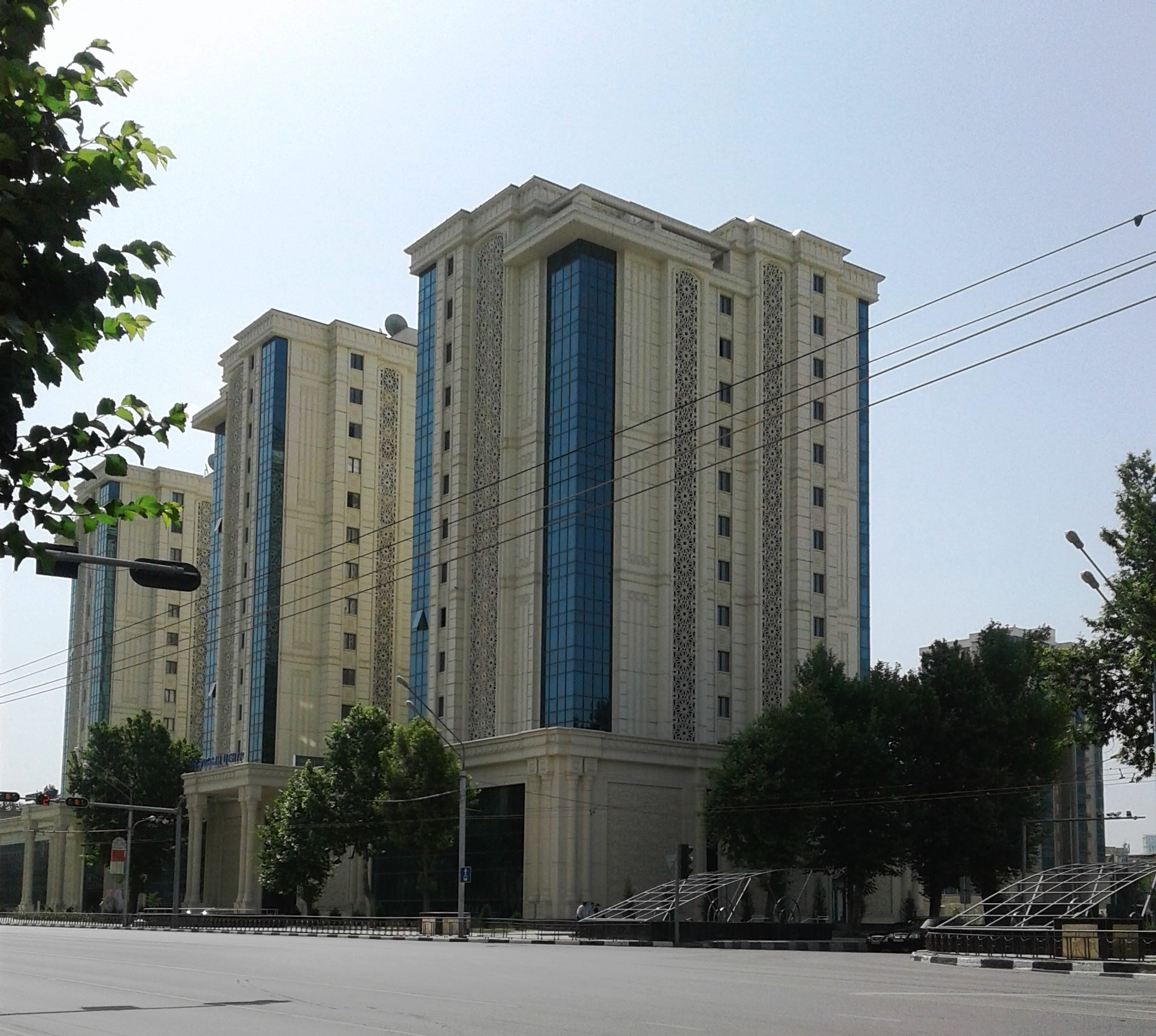
معماری مدرن آسمان‌خراش در دوشنبه

 نخستین آسمان‌خراش در دوشنبه، هتل دوشنبه، در سال ۱۹۶۴ ساخته شد. ساختمان بلندمرتبه در اواسط دهه ۷۰ برخلاف میل مؤسسه مهندسی زلزله و لرزه‌شناسی تاجیکستان توسعه یافت، که چنین توسعه‌هایی را در زلزله‌ای که پیش‌بینی می‌کردند در آینده نزدیک رخ خواهد داد، خطرناک می‌دانستند.
در دهه ۱۹۸۰، طرح‌های پیچیده‌تر و خلاقانه‌تری از سوی نسل جدیدی از معماران ساخته شد و توجه بیشتری به مسائل زیست‌محیطی معطوف گردید. در اواخر دهه ۱۹۹۰، خانه‌های بتنی ۹ تا ۱۲ طبقه بیشتری ساخته شد و شرکت‌های خصوصی به ۷۵ درصد بازار مسکن رسیدند. تأثیرات مینیمالیستی از دهه ۶۰ تا ۹۰ همچنان محسوس بود.
در قرن بیست و یکم، پروژه‌های ساختمانی جدیدی مانند آسمان‌خراش‌های بلند، ساختمان جدید پارلمان و موزه ملی ساخته شده یا در حال ساخت هستند. با این حال، سبک‌های معماری جدید امروزی منجر به تخریب بسیاری از ساختمان‌های تاریخی دوران شوروی در مرکز شهر، مانند اداره پست مرکزی و تئاتر مایا کوفسکی، به استثنای فهرست کوچکی از ۱۵ ساختمان با اهمیت تاریخی، شده است. مرکز شهر امروزه عمدتاً از بلوارهای عریض و ساختمان‌های به سبک روسی تشکیل شده است، در حالی که مناطق حومه‌ای نسبتاً توسعه نیافته هستند.

### برق

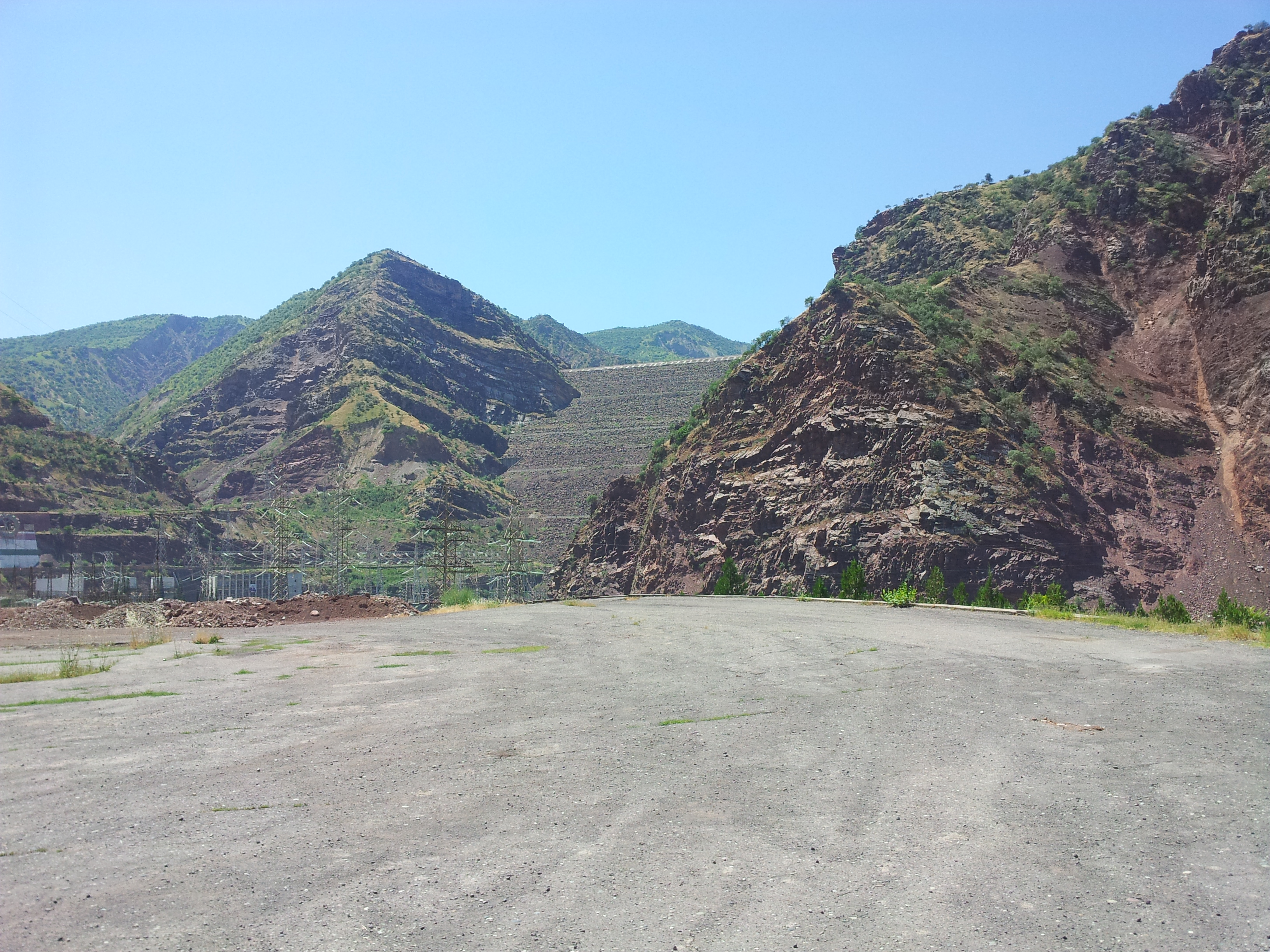
سد نورک

در دهه ۱۹۳۰، استفاده از نیروی برق‌آبی در دوشنبه آغاز شد و آن را در آن زمان به یکی از پیشرفته‌ترین مناطق از نظر انرژی در اتحاد جماهیر شوروی تبدیل کرد؛ امروزه، ۹۶ درصد برق تاجیکستان از نیروی برق‌آبی تأمین می‌شود. در دوشنبه، ۹۹۰ میلیون کیلووات ساعت در سال ۱۹۸۰ تولید شد که در سال ۱۹۸۵ به ۱۱۶۱ میلیون کیلووات ساعت رسید اما در سال ۲۰۰۱ به طور قابل توجهی کاهش یافت.
در سال ۲۰۰۷، به دلیل زمستان سرد در دوشنبه، بحران انرژی بزرگی رخ داد که سیستم انرژی دوران شوروی دوشنبه را ناکارآمد کرد و به دلیل کمبود گرمایش، بحران شدیدی ایجاد شد. از سال ۲۰۰۷، در فصل زمستان، کمبود انرژی در دوشنبه وجود داشته است. در سال ۲۰۰۹، تجارت انرژی تاجیکستان با سایر کشورها به حالت تعلیق درآمد و در سال ۲۰۱۲، واردات گاز طبیعی از ازبکستان قطع شد که این امر بحران را تشدید کرد، اگرچه واردات گاز طبیعی در سال ۲۰۱۸ از سر گرفته شد. سد برق‌آبی نورک، تا سال ۲۰۱۶، حدود ۳/۴ برق کشور را تأمین می‌کند. نیروگاه‌های برق‌آبی جدید در حال برنامه‌ریزی هستند و در سال ۲۰۱۷، دولت پایان خاموشی‌های چرخشی را اعلام کرد؛ با این حال، در سال ۲۰۲۰، خاموشی‌های چرخشی ادامه داشت. برقی تاجیک تولیدکننده اصلی انرژی برای شهر است و ۷۵ درصد برق کشور را تولید می‌کند. برای کاهش بحران انرژی، نیروگاه زغال‌سنگ دوم برای شهر با مشارکت گسترده چین در حال برنامه‌ریزی است، اما به دلیل آلودگی و اثرات منفی زیست‌محیطی مورد انتقاد قرار گرفته است.
سه نیروگاه ورزاب در سال ۲۰۰۴، ۱۵۰ میلیون کیلووات ساعت در سال تولید کردند و سیستم تأمین برق دوشنبه، که بر اساس ایده یک حلقه دوتایی ساخته شده است، دارای یک حلقه خارجی از خطوط انتقال نیرو از سد نورک به دوشنبه تا یاوان با ولتاژ ۲۲۰ کیلوولت و یک حلقه داخلی است که محیط شهر را پوشش می‌دهد و از خطوط برق ۱۱۰ کیلوولت تشکیل شده است.

### آب و فاضلاب
تاجیکستان با داشتن رودخانه‌های متعدد، دریاچه‌های طبیعی (مانند دریاچه قره‌قل)، و یخچال‌های طبیعی، بالاترین میانگین بارندگی سالانه را در منطقه خود دارد. بیشتر سیستم آب دوشنبه که منسوخ شده است، در دوران شوروی در سال ۱۹۳۲ ساخته شده و پس از آن با افزایش جمعیت، توسعه چندانی نیافته است. کانال بزرگ حصار در سال ۱۹۴۲ ساخته شد و بخش زیادی از جنوب تاجیکستان را آبیاری می‌کند و از رودخانه کافرنهان به رودخانه سرخون‌دریا می‌رود. تا سال ۲۰۰۴، طول شبکه آبرسانی شهر ۴۷۶ کیلومتر بود و عمدتاً آب خود را از ناحیه ورزاب، رودخانه کافرنهان و جنوب غربی تأمین می‌کرد. آب از طریق دو تصفیه‌خانه آب زیرزمینی و دو تصفیه‌خانه آب سطحی تأمین می‌شود. تا سال ۲۰۱۸، ۴۰ درصد از جمعیت شهر به سیستم فاضلاب دسترسی نداشتند.

### پارک‌ها
تا سال ۲۰۲۰، ۱۵ پارک در دوشنبه وجود دارد. یکی از مشهورترین آن‌ها پارک رودکی است که در اواسط دهه ۱۹۳۰ به همراه مجسمه برنزی لنین ایجاد شد. این پارک در سال ۲۰۰۷ بازسازی شد. پارک دیگر، پارک پیروزی است که در سال ۱۹۷۵ به یادبود جنگ بزرگ میهنی ایجاد شد. باغ گیاه‌شناسی آکادمی علوم تاجیکستان در سال ۱۹۳۳ تأسیس شد و درختانی که در آن زمان کاشته شدند هنوز در این پارک برجسته هستند. در سال ۲۰۰۷، مجموعه‌ای از معماری بومی به این پارک اضافه شد.

پارک‌های دوشنبه
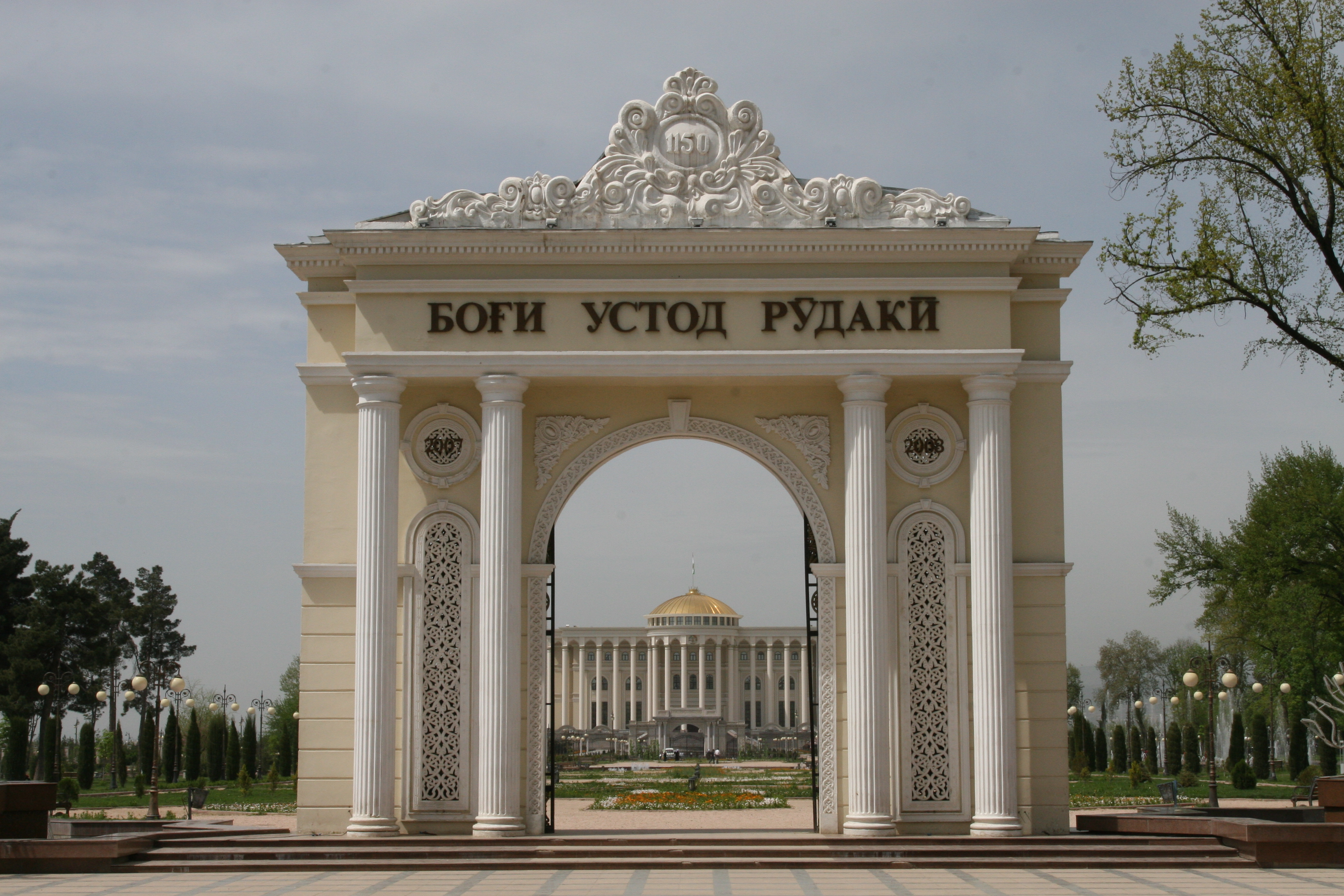
پارک رودکی با کاخ ملت در پس‌زمینه.
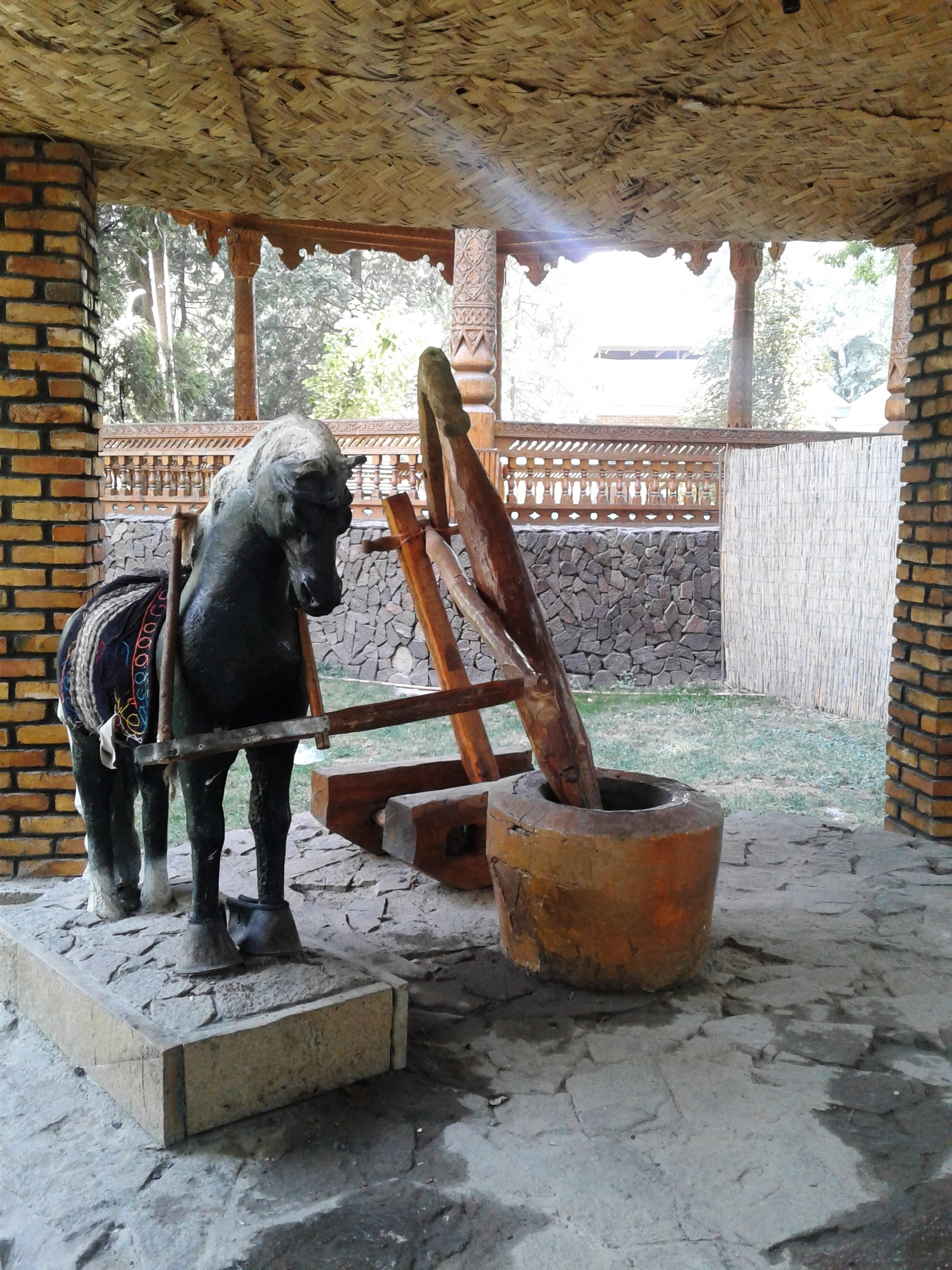
منطقه معماری بومی باغ‌های گیاه‌شناسی
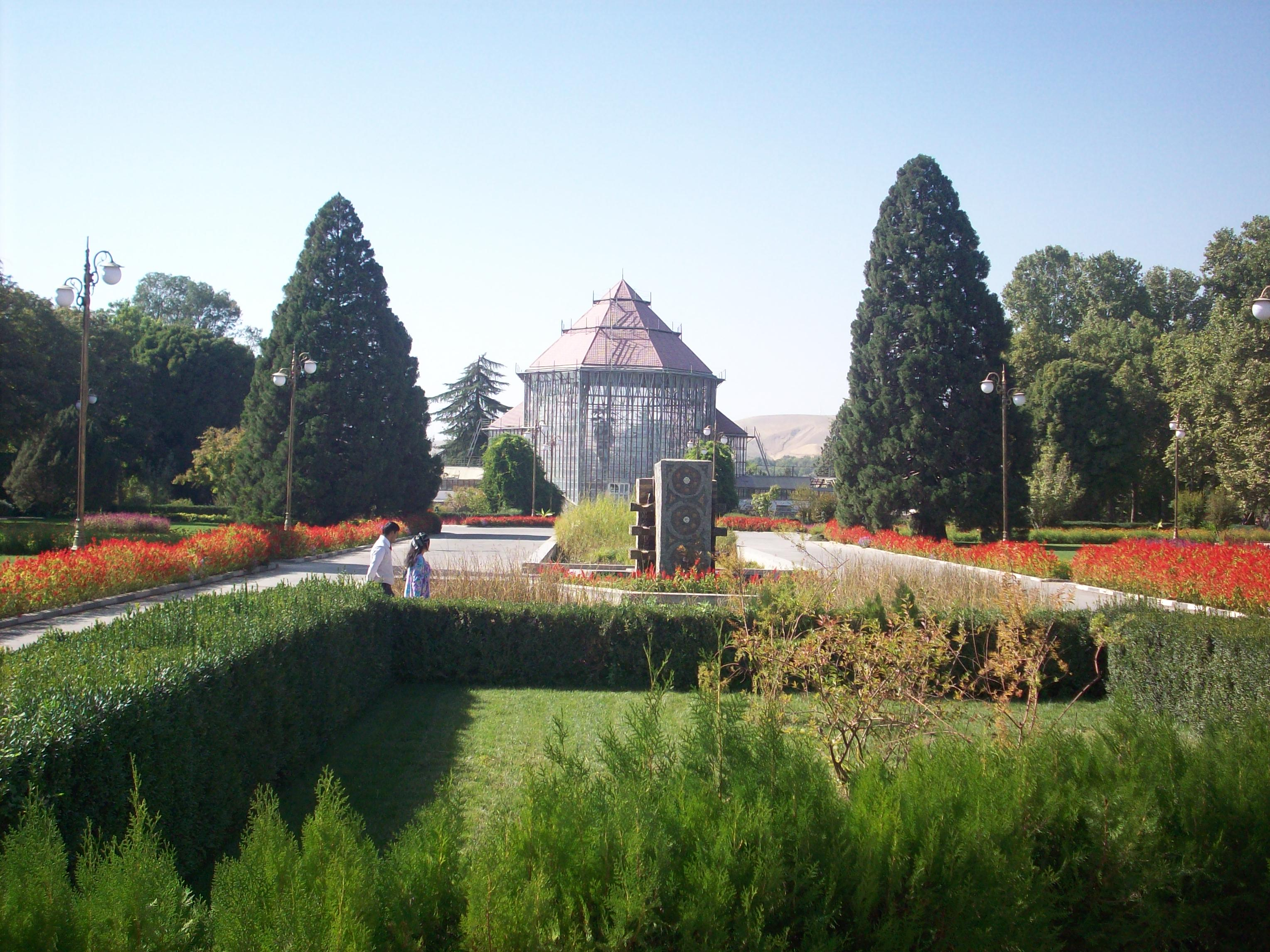
باغ‌های گیاه‌شناسی دوشنبه
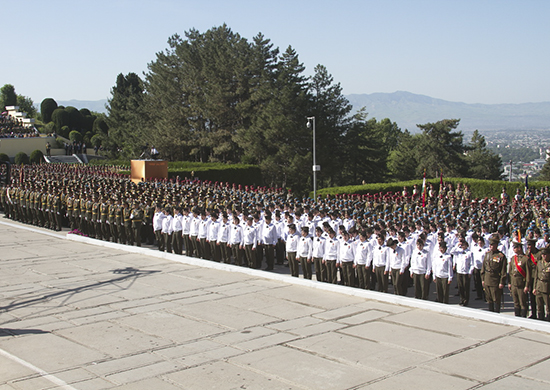
رژه در پارک پیروزی
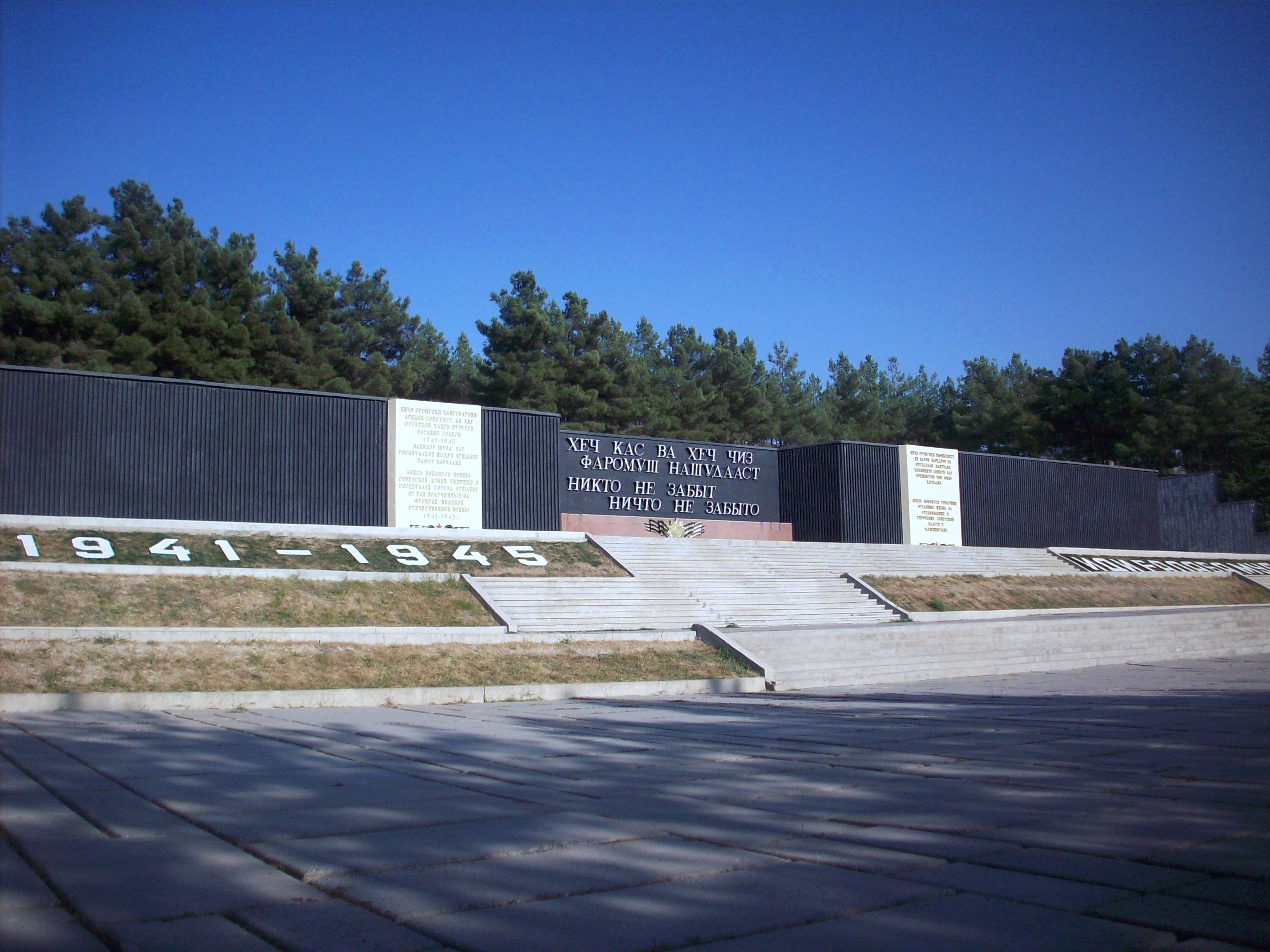
یادبود جنگ جهانی دوم در پارک پیروزی

### گورستان‌ها

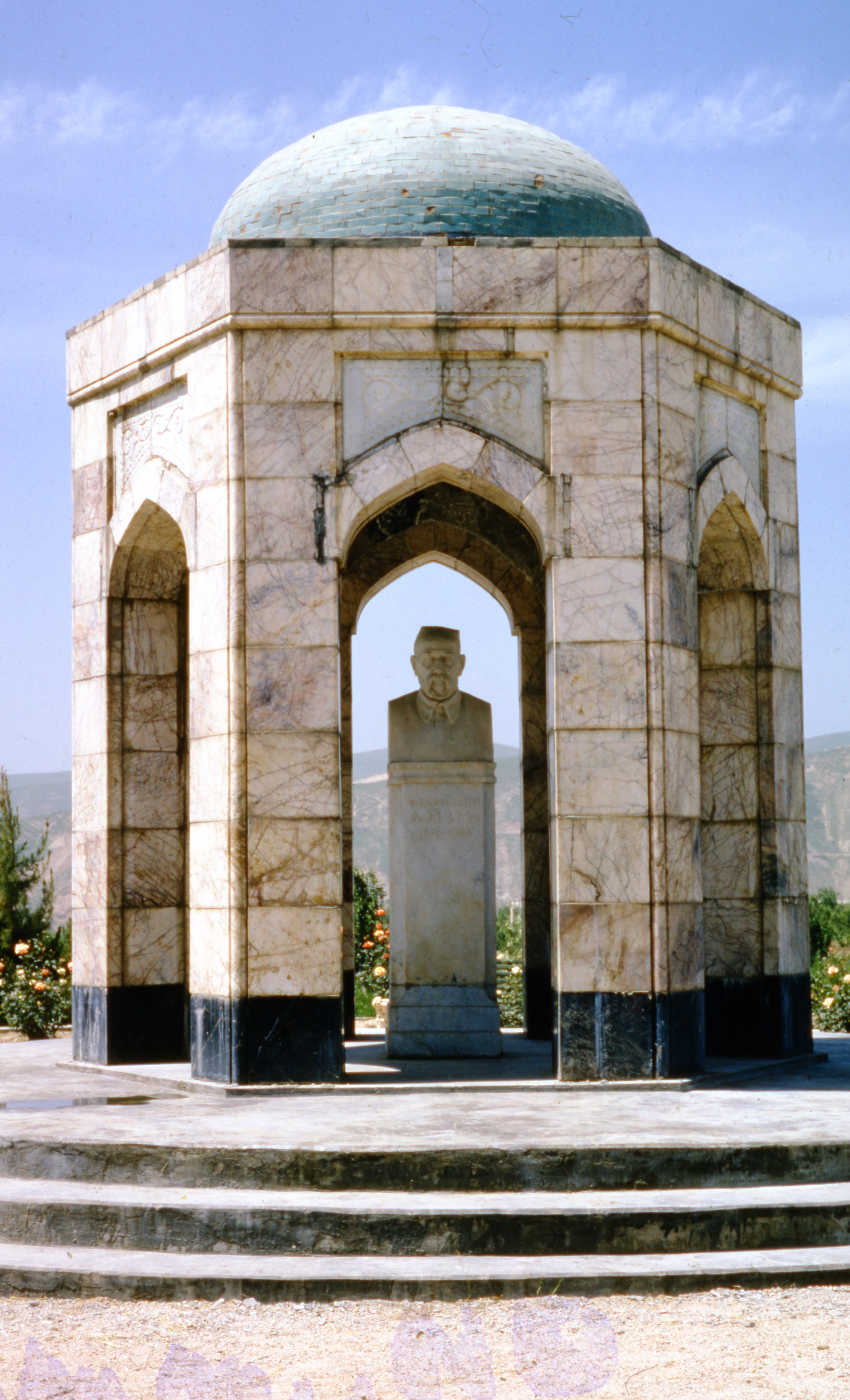
آرامگاه صدرالدین عینی

در دوشنبه ۵ گورستان اصلی و ۱۴ گورستان غیررسمی وجود دارد. یکی از ۵ گورستان اصلی، مهرباد است که در سال ۲۰۱۳ تأسیس شده و ۷۴ هکتار مساحت دارد و عمدتاً شامل سنگ قبرها است. در یک دوره ۹ ماهه در سال ۲۰۱۹، ۷۸ نفر در آنجا به خاک سپرده شدند. گورستان لوچوب، که آن هم یکی از پنج گورستان اصلی است، از سنگ یادبود برای یادبود درگذشتگان استفاده می‌کند و چهره‌های مشهور بیشتری را در خود جای داده است. تا اکتبر ۲۰۱۹، ۵۴ نفر در آنجا به خاک سپرده شدند، از جمله جبار رسولوف، باباجان غفوروف، محمد عاصمی، میرزا تورسون‌زاده، لائق شیرعلی، محمدجان شکوری، ملیکه صبیرووا، تحفه فاضلوا و مقدمه اشرفی. این گورستان در سال ۱۹۷۷ تأسیس شد و کمترین مساحت را در بین پنج گورستان اصلی دارد. در سال ۲۰۱۷، دولت به طور مخفیانه بسیاری از چهره‌های ملی را از پارک عینی به گورستان لوچوب منتقل کرد که این امر خشم عمومی را برانگیخت.
ساری آسیا، که در سال ۱۹۳۳ تأسیس شده، یکی دیگر از پنج گورستان اصلی است. این گورستان یکی از قدیمی‌ترین گورستان‌های شهر است و قبرهایی از اواخر قرن نوزدهم دارد. در دوره ۹ ماهه سال ۲۰۱۹، ۲۲۵ نفر در اینجا به خاک سپرده شدند. گورستان مسیحی یکی دیگر از پنج گورستان اصلی است که کمترین بازدیدکننده را دارد، اگرچه لشکر ۲۰۱ روسیه مرتباً به آنجا رفت و آمد می‌کند. این گورستان ۸۴٫۳ هکتار زمین را اشغال می‌کند و در همان دوره ۹ ماهه، ۱۹۷ قبر جدید در آن ایجاد شد. شاهمانصور آخرین گورستان از پنج گورستان اصلی است و در دوره ۹ ماهه، ۶۵ مورد دفن در آنجا صورت گرفت. گورستان یهودیان شهر، یکی از چهارده گورستان غیررسمی، تحت نظارت کنگره یهودیان بخارایی قرار دارد.

### بهداشت و درمان
در سال ۱۹۲۵، بیمارستان شهر دوشنبه و سیستم آمبولانس ایجاد شد و در طول این دهه، تأسیسات پزشکی متعددی به وجود آمد. در سال ۱۹۳۹، بیمارستان بیماری‌های عفونی تأسیس شد و در همان سال مؤسسه پزشکی استالین‌آباد بنیان گذاشته شد. در طول جنگ جهانی دوم تا جنگ داخلی تاجیکستان، سیستم بهداشت و درمان از طریق بیمارستان‌ها و کلینیک‌های تخصصی به طور قابل توجهی گسترش یافت.

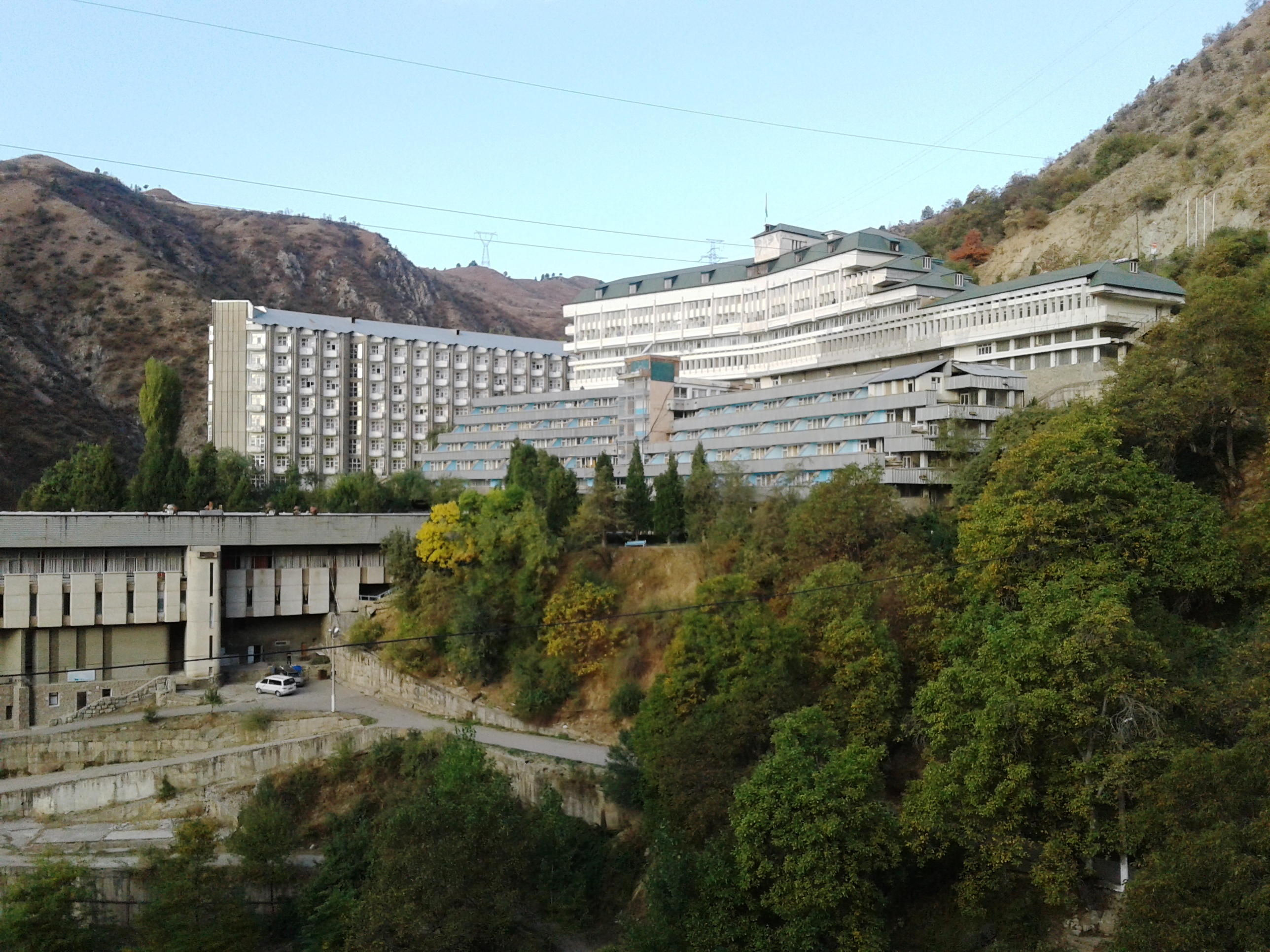
آسایشگاه خواجه اوبی گرم

سیستم بهداشت و درمان تاجیکستان در دوشنبه متمرکز است. شبکه توسعه‌یافته‌ای از درمانگاههای شهری، بیمارستانها، مراکز پزشکی، زایشگاهها، یتیم‌خانهها، مراکز بهداشتی و همه‌گیرشناسی - در مجموع ۶۲ مؤسسه پزشکی در شهر تا بهار ۲۰۱۰ وجود دارد. این ۶۲ مرکز درمانی و پیشگیری شامل ۱۷ بیمارستان، ۲ یتیم‌خانه، ۱۴ مرکز بهداشت شهری، ۵ کلینیک دندانپزشکی، ۸ مرکز نظارت و اقدامات بهداشتی و همه‌گیرشناسی، ۱۲ مرکز شعبه شهری و ۴ مرکز پشتیبانی است. در سال ۲۰۱۹، تعداد بیمارستان‌ها به ۴۳ رسید. مراقبت‌های بهداشتی اولیه برای ساکنان دوشنبه (و مهمانان شهر) در ۳۹ مؤسسه (مراکز بهداشت شهری، کلینیک دندانپزشکی‌ها، مراکز نظارت و اقدامات بهداشتی و همه‌گیرشناسی، مراکز شعبه شهری) ارائه می‌شود.
از جمله مهم‌ترین مؤسسات پزشکی دوشنبه می‌توان به بیمارستان‌ها و مراکز تخصصی جمهوری، پلی‌کلینیک‌های شهری شماره ۱ تا ۵، بیمارستان بیماری‌های عفونی شهر، بیمارستان بیماری‌های عفونی کودکان و بیمارستان‌های وزارتخانه‌های نیروی کشور اشاره کرد. شهروندان از طریق کلینیک‌های تعیین‌شده خود در شهر مراقبت دریافت می‌کنند. برخی از بیمارستان‌های دوشنبه شامل کلینیک منصوروف، بیمارستان راه‌آهن تاجیکستان، مرکز پزشکی ملی شیفابخش و مجتمع پزشکی استقلال هستند. خواجه اوبی گرم، یک آسایشگاه دوران شوروی، هنوز هم فعال است و از درمان‌های رادون و غیره استفاده می‌کند. بیمارستان‌های موقت در طول همه‌گیری کووید-۱۹ تأسیس شدند.

## افراد سرشناس
- زبو امین‌زاده (زادهٔ ۱۹۴۸)، رقصندهٔ باله و طراح رقص تاجیکستانی
- ویکتور بوت (زادهٔ ۱۹۶۷)، تاجر اسلحهٔ محکوم‌شدهٔ روسی
- فرخ نعمت‌زاده (زادهٔ ۱۹۵۹)، هنرمند تاجیکستانی
- زویا تاجیکوا (زادهٔ ۱۹۳۵)، موسیقی‌شناس تاجیک
- وازگن ماناسیان (۱۹۵۸–۲۰۲۴)، مربی و بازیکن حرفه‌ای فوتبال تاجیکستانی ارمنی‌تبار

## یادداشت
1. ↑  تاجیکی: Душанбе, تلفظ در تاجیکی: [duʃæmˈbe]; روسی: Душанбе [dʊʂɐnˈbɛ]
2. ↑  به معنای واقعی کلمه "دوشنبه".[۹][۱۰][۱۱][۱۲]
3. ↑  روسی: Дюшамбе [dʲʊʂɐmˈbɛ]
4. ↑  تاجیکی: Сталинобод، ت. «Stalinobod», تلفظ‌شده به صورت [(ɪ)stɐlinɔˈbɔd]; روسی: Сталинабад [stəlʲɪnɐˈbat]